# Reino de Valencia
El reino de Valencia (en valenciano, Regne de València) fue un reino dentro de la Corona de Aragón, que existió desde 1238, año de su fundación por Jaime el Conquistador, rey de Aragón y conde de Barcelona, hasta 1707, cuando el Decreto de Nueva Planta supuso la abolición de sus instituciones y sus fueros, sustituidos por los castellanos. Desde esa fecha hasta la división territorial de España en 1833, el reino de Valencia mantuvo ese nombre como territorio dentro de las diferentes administraciones borbónicas.
Tras la conquista inicial, fue ampliado hacia el sur de la línea Biar-Busot y se inició un proceso de colonización por catalanes y aragoneses. En 1261, se proclaman los fueros, que confirman la entidad jurídica y administrativa del reino, al mismo nivel que los demás territorios integrantes de la Corona de Aragón.
El siglo XV está considerado como su momento de máximo esplendor. El cap i casal, la ciudad de Valencia, asumió el liderazgo económico y financiero de la Corona de Aragón que hasta entonces había ostentado Barcelona y su dinámico patriciado urbano exhibió su poderío de diferentes formas, pero especialmente por medio de las grandes obras arquitectónicas civiles. Muestra de ello son las Torres de Quart (1440-1461), el Palacio de la Generalidad y, sobre todo, la Lonja de la Seda. El progreso material se tradujo en una gran efervescencia cultural, especialmente en el campo de la literatura, por lo que la centuria también es conocida como el «Siglo de Oro de las letras valencianas».

## SigloXIII: formación del reino

### Conquista y colonización
Tras haber conquistado Mallorca (1229-1230), el rey de Aragón y conde de Barcelona Jaime I, «que todavía no tenía un proyecto definido y aún menos la voluntad de crear un nuevo reino», cedió la iniciativa de la conquista de los territorios andalusíes de la taifa de Valencia a los nobles y a las mesnadas concejiles del reino de Aragón, a los que concedió la propiedad de todos los castillos y villas que pudieran ocupar. En 1231 Blasco de Alagón tomaba Morella y al año siguiente los peones de Teruel conquistaban Ares. Tras estos éxitos aragoneses Jaime I decidió asumir personalmente el mando de las operaciones de conquista y se reunió en Alcañiz con Blasco de Alagón y con el maestre de la Orden del Hospital para diseñar la estrategia a seguir. Se decidió que se atacarían los centros neurálgicos situados en el llano, como Burriana y la misma Valencia, en lugar de rendir uno por uno los castillos y las fortificaciones.
En la conquista comandada personalmente por Jaime I se suelen distinguir tres fases:
- La primera se inició en la primavera de 1233 y consistió en la conquista de Burriana (que cayó el 16 de julio después un difícil asedio), y tras ella el resto de lugares situados en la parte septentrional de la taifa de Valencia como Peñíscola, Pulpís, Alcalatén o Villafamés.[11][10][12]

- La segunda fase, desarrollada en 1237 y 1238, consistió en la conquista de la ciudad de Valencia (en árabe: بلنسية, Balansiya). Para reunir los medios necesarios Jaime I convocó en octubre de 1236 en Monzón a las Cortes del Reino de Aragón y a las Cortes catalanas prometiendo el repartimiento de las tierras conquistadas a los que participaran. Además solicitó el apoyo del papa Gregorio IX, quien a principios del año siguiente otorgaba el carácter de cruzada a la campaña militar. Junto a la pequeña atalaya de El Puig, muy cercana a Valencia, tuvo lugar el 15 de agosto de 1237 la decisiva batalla del Puig, en la que el ejército de Zayyán ibn Mardanish fue derrotado. En la primavera del año siguiente fue cuando se inició el sitio de Valencia, que capituló el 22 de septiembre. Jaime I hizo su entrada solemne en la ciudad el 9 de octubre —ese mismo día la mezquita mayor sería consagrada como catedral cristiana. Tras la caída de Valencia, la frontera con los musulmanes se estableció en el río Júcar —a finales de 1238 o principios de 1239 Jaime I tomaba Cullera, situada en su desembocadura—.[13][10][12]

- La tercera fase consistió en la conquista de los territorios más allá del río Júcar. Comenzó con la conquista de Alzira en 1242, seguida al año siguiente de las tomas de Denia y de Játiva, y se cerró con la toma de Biar en febrero de 1245, donde quedó fijada la frontera meridional del nuevo reino, cumpliéndose así lo establecido en el Tratado de Almizra, firmado el año anterior por las Coronas de Castilla y de Aragón.[14][10][15][16]

En una primera etapa, entre 1232 y 1236, fue colonizado el norte, entre Morella y Burriana, aunque todavía subsistieron algunos núcleos andalusíes. En esta área la nobleza tuvo una destacada participación, con dominios tan extensos como el de Blasco de Alagón o los de las órdenes militares del Temple y del Hospital, que superaron a los del patrimonio real, reducido a las villas más importantes. El método de «repoblación» empleado fue el de la concesión de cartas pueblas, otorgadas tanto por la corona como por los señores laicos y eclesiásticos.

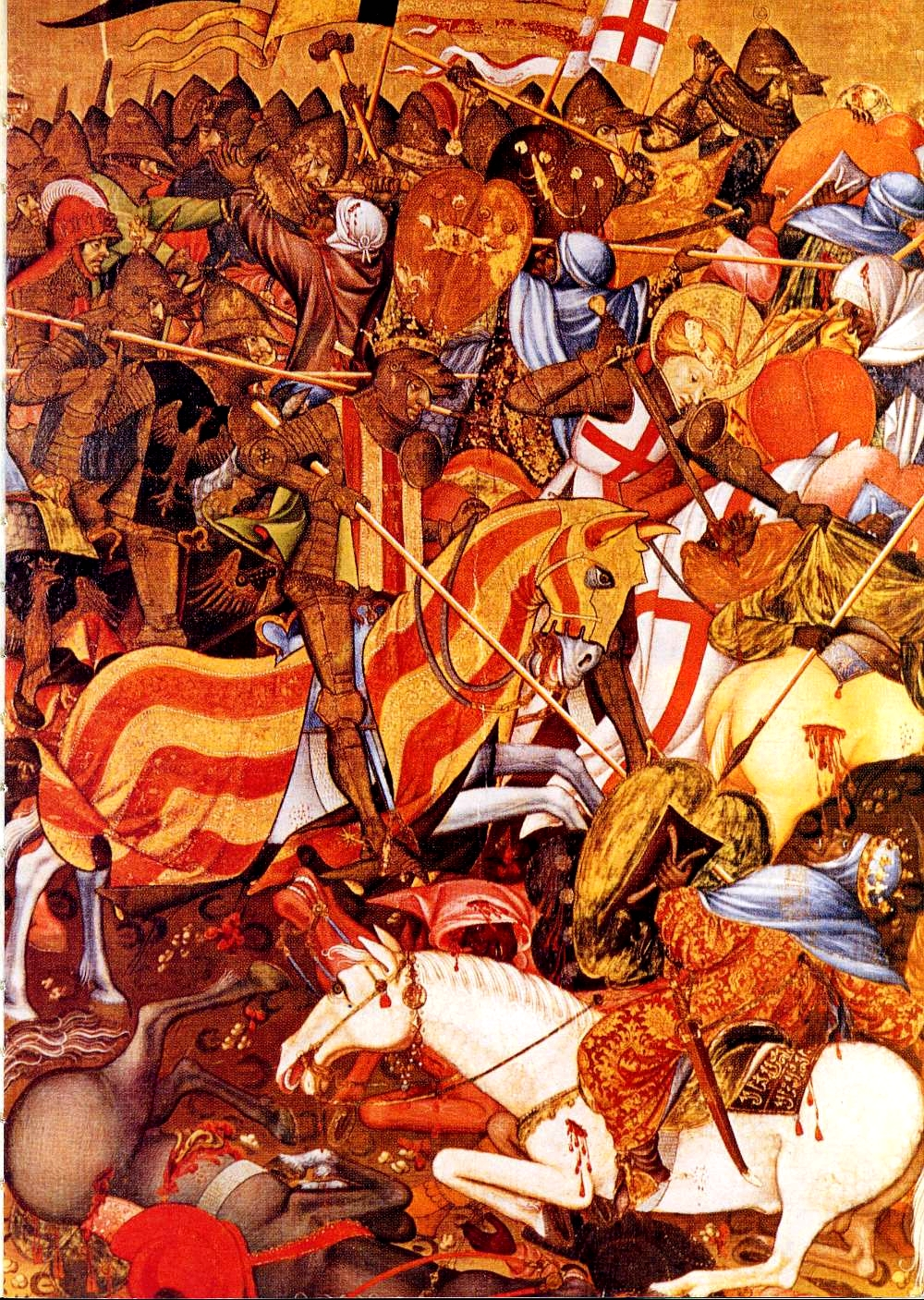
Pieza central del Retablo del Centenar de la Ploma de principios del (actualmente en el Victoria and Albert Museum de Londres) que representa la batalla del Puig en la que aparece el rey Jaime I (con el Señal real de Aragón), acompañado de San Jorge (con su cruz distintiva), combatiendo a los musulmanes de Balansiya (aunque en realidad Jaime I no estuvo presente en esa batalla)

En la colonización de la ciudad de Valencia y de su huerta, así como de las comarcas cercanas, se siguió el sistema que se había empleado en Mallorca de donaciones concretas e individuales que fueron registradas en el Llibre del Repartiment. En el caso de la ciudad de Valencia, las casas y heredades de sus habitantes musulmanes (expulsados de ellas) fueron repartidas entre los conquistadores según su categoría social —los nobles recibieron los bienes de la aristocracia musulmana, que incluía las mejores casas y las fincas cercanas—. «Pero el control del repartimiento por parte de la monarquía impedirá la formación de grandes estados nobiliarios que pudieran rivalizar con la corona», ha puntualizado Antoni Furió.
La colonización del territorio al sur del Júcar no comenzó realmente hasta después del aplastamiento de la revuelta andalusí de Al-Azraq de 1247 que supuso expulsiones masivas y traslados forzosos de la población musulmana, absolutamente mayoritaria hasta ese momento. «En estas tierras meridionales, el protagonismo de la corona era ya absoluto, libre de injerencias nobiliarias. [...] La red de centros colonizadores, todavía débil en los años cincuenta y sesenta —en total, apenas una decena al sur de Játiva: Gandía, Denia, Luchente, Albaida, Onteniente, Cocentaina, Bocairente y Alcoy—, recibirá un nuevo impulso con las últimas revueltas musulmanas de 1276, que dieron lugar a nuevas deportaciones y reasentamiento de la población islámica, confinada en reservas montañosas, y una nueva oleada de repobladores cristianos», ha señalado Antoni Furió.

Repoblación del Reino de Valencia entre 1238 y 1425, según Enric Guinot. En rojo, mayoría de catalanes. En azul, mayoría de pobladores de otras procedencias, sobre todo aragoneses. En blanco, sin datos. Aparece la línea divisoria lingüística actual entre las comarcas valencianoparlantes y las castellanoparlantes

Los primeros colonos —no consta en ningún documento la hipotética existencia de mozárabes en la taifa de Valencia— fueron las tropas, tanto peones o como caballeros, que participaron en la conquista, a los que siguieron campesinos, mercaderes, artesanos, sacerdotes, etc., todos ellos procedentes en su inmensa mayoría de Cataluña y de Aragón —también gentes de toda la geografía europea cristiana que atendieron a la llamada de la cruzada—. Según Antoni Furió, «catalanes y aragoneses se asentaron indistintamente en la costa y en el interior, en tierras de señorío y del rey, en grupos homogéneos o mezclados entre ellos». Lo que acabaría sucediendo, subraya Furió, es que «el nuevo país se insertaría gradualmente dentro del área cultural y lingüística catalana, ya que tanto la lengua de la administración, desde la cancillería real a las escribanías municipales, y la de los negocios, la de los intercambios comerciales, como la de la calle, la que se hablaba mayoritariamente en las villas y pueblos del país, era el catalán».
Por su parte Enric Guinot ha precisado que partiendo de los estudios antroponímicos, que «han podido establecer unos mecanismos estadísticos aceptables sobre de donde vinieron al nuevo reino los pobladores», «a grandes rasgos se constata un predominio claro de los colonos procedentes de Cataluña en una proporción aproximada de dos tercios, mientras que un tercio fueron aragoneses y cantidades mucho más reducidas de navarros y occitanos».

### Creación de un nuevo espacio político

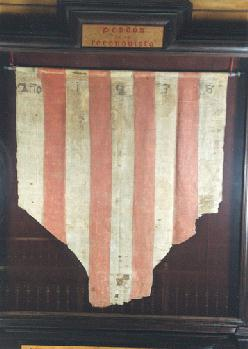
Fotografía del señal de Aragón, conservado en el Archivo Histórico Municipal de Valencia, y que es conocido como el penó de la conquesta, por ser la bandera que izaron los musulmanes de la ciudad de Valencia en una torre de las murallas en señal de rendición, poniendo fin así al asedio del rey de Aragón y conde de Barcelona Jaime I

Como ha señalado Vicent Baydal, «a partir de la toma de la capital Jaime I tomó la determinación de crear un territorio administrativo diferenciado [el primer documento conocido en que el se intitula ya Iacobus, Dei gratia rex Aragonum, Maioricarum, Valentie, comes Barchinone et Ugelli et dominus Montispesulani, lleva fecha del 18 de octubre de 1238, pocos días después de su entrada en Valencia], para lo que pidió una nueva compilación legal, que posiblemente fue confeccionada durante el sitio de la ciudad por un equipo de juristas de la cancillería real en el que destacaba Pere Albert, canónigo de la catedral de Barcelona». Fue la Costum de Valencia. Según este historiador, Jaime I no tomó la decisión en vano «sino en beneficio propio, basándose en la orientación cesarista del derecho romano, en favor de la autoridad pública, identificada con la de los reyes y los príncipes, que justo entonces se restauraba por toda Europa». En esta valoración coincide con Enric Guinot que ha afirmado que «la lenta construcción del poder real recibió un fuerte empuje en tiempos de Jaime I con la recepción del derecho romano».
Por su parte, el historiador José Angel Sesma Muñoz ha criticado la decisión de Jaime I de constituir el reino de Valencia, y el de Mallorca, como «entidades políticas independientes del máximo rango» porque «significaba, simplemente, la voladura del edificio común de la Corona y obligar al viaje individual a cada una de sus unidades», «una división interior, con fronteras de diferenciación, espacial, social e institucional, que impidiera la unidad de acción y promoviera la "nacionalización" en cada uno de los estados», condenando a la Corona de Aragón «a ser en el futuro una simple unión dinástica; se perpetuaron las diferencias y los agravios impidiendo un crecimiento armónico y solidario».
En principio el Costum solo se aplicaría en la ciudad de Valencia y en los núcleos de población que Jaime I controlaba directamente (y no en todos), ya que en los cedidos a nobles y eclesiásticos, como recompensa a su participación en la conquista, se regirían por los derechos que sus señores consideraran más adecuados a sus intereses. «Por tanto, unos años después de la toma de la ciudad de Valencia el reino no estaba sometido de manera exclusiva a los Costums valentinos, sino que, por el contrario, constituía un mosaico jurisdiccional formado por diferentes derechos señoriales», ha puntualizado Vicent Baydal.

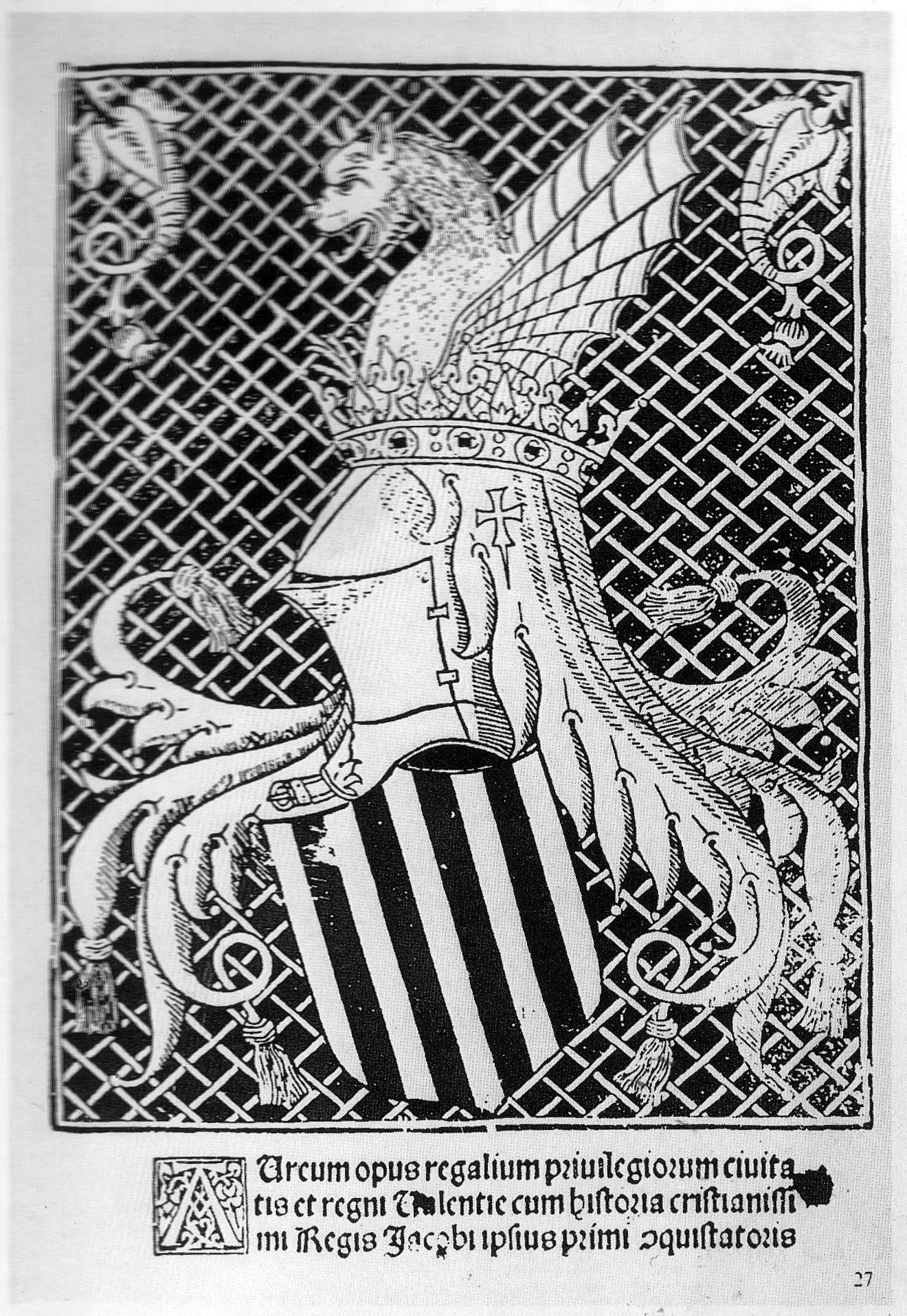
Portada del Aureum opus regalium privilegiorum civitatis et regni Valentiae, cum historia cristianissimi regis Iacobi ipsius primi conquistatori ['Obra aurea de los privilegios reales de la ciudad y reino de Valencia, con la historia del mismísimo rey Jaime, primer conquistador']. Compilación de los Fueros de Valencia de 1515. El símbolo heráldico utilizado es el escudo de armas del rey Pedro el Ceremonioso (dragón alado sobre la corona y el yelmo)

Jaime I reformó la Costum de València probablemente en 1250 con el objetivo de transformarla en la ley única y exclusiva del reino de Valencia con la denominación de Fueros de Valencia. Sin embargo, la posición de la nobleza aragonesa no cambió y siguió prefiriendo aplicar los fueros aragoneses en sus dominios porque estos les garantizaban una serie de prerrogativas y además obstaculizaban la intromisión en ellos de la autoridad real. Pero Jaime I, manteniéndose firme en su propósito, reunió en 1261 a los tres estamentos (o braços) —eclesiástico, nobiliario y real, en la que se considera que fue la primera celebración de las Cortes valencianas— y ante ellos proclamó solemnemente que los Fueros serían aplicables a las causas judiciales de todos los habitantes de la ciudad y del reino. Aunque Jaime I ofreció algunas contraprestaciones, la nobleza aragonesa se opuso frontalmente a la pretensión del rey y acabó abandonando la reunión y la ciudad de Valencia donde se estaba celebrando la asamblea. Por el contrario, los que ofrecieron un decidido apoyo al rey fueron la ciudad de Valencia y la mayoría de villas reales —conocidas todas ellas como «universidades», en referencia a la universitas, el conjunto de vecinos de cada núcleo urbano—.
En las Cortes valencianas de 1261 Jaime I ordenó la traducción al romance de los Fueros de Valencia (hasta entonces en latín), a los que se añadieron nuevas disposiciones, y a continuación los juró, declarándolos como la ley general del reino. Seguidamente estableció que sus sucesores estarían obligados a convocar Cortes en Valencia para llevar a cabo el solemne juramente en el inicio de su reinado. Diez años más tarde el rey se obligó a no modificar los Fueros en el futuro sin el consentimiento de las Cortes, con lo que quedó sancionado que las leyes del Reino de Valencia eran el resultado del acuerdo entre el rey y las élites del reino representadas en las Cortes, y no podían ser revocadas sin el consentimiento de las dos partes. Se daba así nacimiento al pactismo, que también caracterizó las relaciones entre el soberano y sus vasallos en el resto de estados de la Corona de Aragón (reino de Aragón y Principado de Cataluña).

### Incorporación de las comarcas meridionales

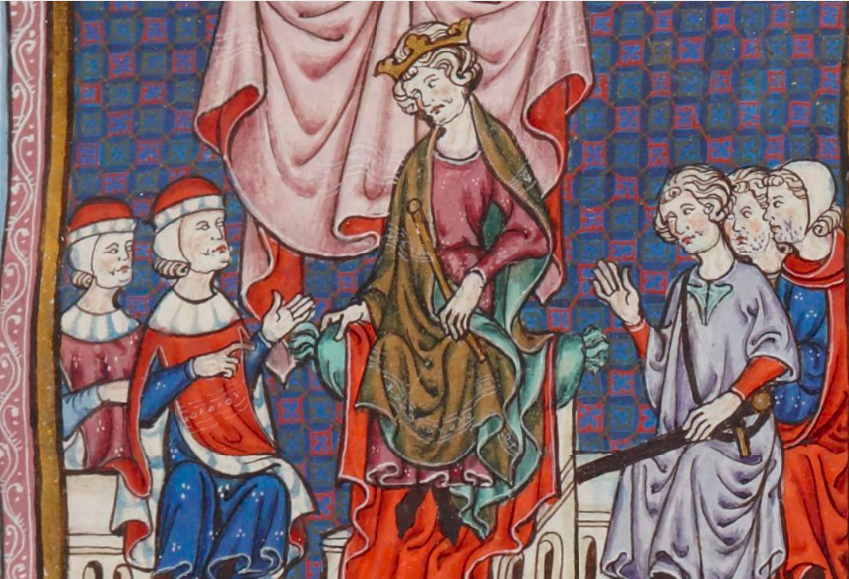
Miniatura del Usatici et Constitutiones Cataloniae que representa a Jaime II con su consejo

En 1296 Jaime II, nieto de Jaime I, intervino en la crisis dinástica que se vivía en Castilla tras la muerte de Alfonso X el Sabio, aceptando el ofrecimiento del reino de Murcia de uno de uno de los pretendientes al trono castellano, Alfonso de la Cerda, a cambio de ayuda. En pocos meses Jaime II tomó Alicante, Elche, Orihuela, Murcia y Cartagena. La guerra continuaría durante los cinco años siguientes y en 1301 ocupaba también Mula y Lorca, ya cerca de la frontera con el reino nazarí de Granada. Finalmente representantes de las dos Coronas se reunieron en 1304 en Torrellas, donde alcanzaron un acuerdo de paz conocido como Sentencia arbitral de Torrellas, por el que se repartieron el reino de Murcia. El este, de Alicante a Cartagena, quedaría en manos de Jaime II, y el oeste, incluyendo la capital, volvería a Castilla. Un nuevo acuerdo firmado en Elche al año siguiente cedía Cartagena a Castilla y establecía definitivamente en Guardamar el límite meridional del reino de Valencia.
Se ha destacado que Jaime II encontró la colaboración de al menos una parte de la población cristiana del reino de Murcia debido a que allí se habían instalado colonos de la Corona de Aragón tras la conquista treinta años antes de la taifa de Murcia por Jaime I en nombre de su yerno, el rey de Castilla Alfonso X el Sabio.

## SigloXIV: del pleito foral a la guerra de linajes

### El conflicto foral y su resolución: las Cortes de 1329-1330
Los sucesores de Jaime I, muerto en 1276, tuvieron que hacer frente a un agravamiento del pleito foral que enfrentaba a los partidarios de los Furs de València y los que defendían la aplicación de los Fueros de Aragón, llegándose incluso a la guerra abierta. Y ello a pesar de que en las Cortes de Aragón celebradas en 1264-1265, todavía bajo Jaime I, los nobles aragoneses habían conseguido que el rey les reconociera el derecho a acogerse a los Fueros de Aragón en sus dominios valencianos. Sin embargo, como ha señalado Agustín Rubio Vela, Jaime I «se limitó a aceptar una situación de hecho, lo que suponía bastante menos de lo que los nobles pretendían: el reconocimiento de que la conquista había sido, no una empresa de la Corona y sus súbditos catalanes y aragoneses, sino una gesta exclusiva de Aragón, motivo por el que su fuero tendría que regir en el territorio».

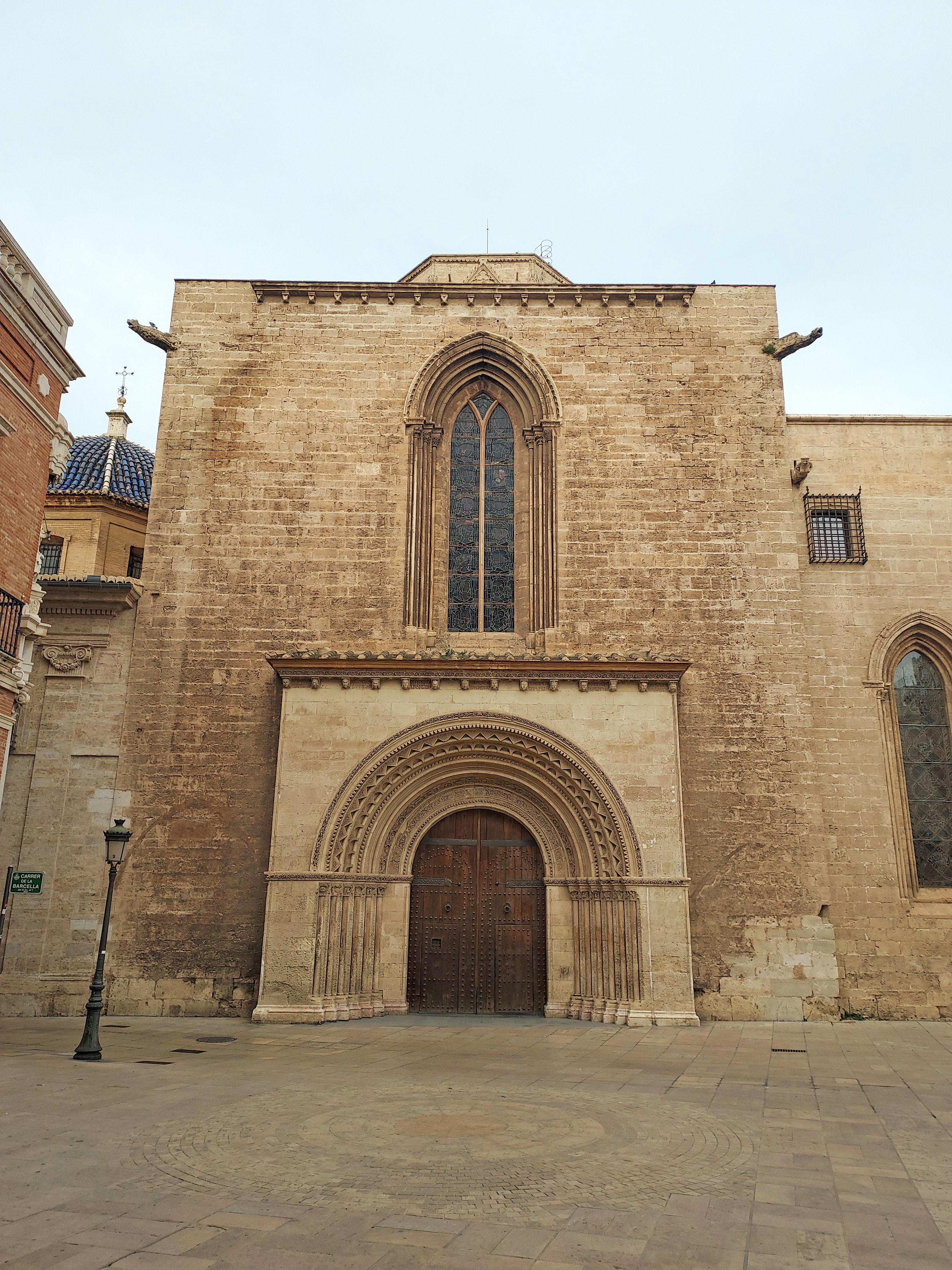
Puerta de la Limosna de la Catedral de Valencia. Aquí se publicaron y juraron solemnemente los nuevos Fueros de Valencia el 24 de octubre de 1329, poniéndose fin así a la lucha civil que había enfrentado a las elites del reino durante cinco décadas.

La solución del conflicto —la unidad foral— no se alcanzó hasta la celebración de las Cortes del Reino de Valencia en 1329-1330, durante el reinado de Alfonso IV. Allí se acordó, tras una fuerte controversia, que los Fueros de Valencia serían los únicos que regirían en el reino y que los señores aragoneses, siempre que se adaptasen al régimen foral, podrían aplicar en sus dominios el «mixto imperio». No podrían, en cambio, aplicar el «mero imperio» como reclamaban (la jurisdicción civil y criminal con poderes judiciales plenos), aunque el mero imperio se mantendría para los señores que lo hubieran obtenido previamente mediante una concesión real expresa. El «mixto imperio» era una jurisdicción menor, también conocida como jurisdicción alfonsina en honor al rey, que no incluía la posibilidad de aplicar penas de muerte ni mutilaciones —que quedaban en manos de la justicia real—, pero que les garantizaba a los señores unos poderes considerables.
Según Vicent Baydal, el acuerdo de 1329 «no era la solución final buscada por todos los que habían defendido durante tantos años las leyes valencianas, ya que cedieron notables cuotas de poder a los señores en detrimento del rey», pero «en todo caso, la disposición fue finalmente aceptada...». Según Agustín Rubio Vela, «Alfons IV no pudo darle una solución definitiva [al conflicto] por no contrariar excesivamente a ninguna de las partes —quizás también para evitar una intervención, peligrosa y desestabilizadora, institucional de Aragón—, pero puso las bases, los medios legales para que el conflicto se extinguiera lentamente... La verdad es que en 1329-1330 se dio un paso importante en el proceso territorializador, si se juzga por los numerosos lugares en que pasaron a regir los fueros... pero no fue total». Los Fueros de Aragón no desaparecieron completamente del reino de Valencia, porque el rey declaró una exención especial para diversos magnates, como los Jérica, los Luna, los Arenoso y los Urrea, que se mantendría hasta las Cortes de 1626. Así, hasta esta última fecha, las leyes aragonesas perduraron en ciertos reductos, como los pequeños señoríos de Benaguacil, Puebla de Vallbona y Almazora, o en cuatro grandes baronías del interior, fronterizas con Aragón: las de Arenoso, Chelva, Jérica y Alcalatén.
Por otro lado, como ha destacado Vicent Baydal, «a partir de entonces —progresivamente— las Cortes pasaron a ejercer un papel fundamental en el gobierno general del reino, mediante la participación activa de toda la comunidad política». En 1336 los síndicos de los núcleos reales así lo expresaron con claridad por primera vez con motivo del acceso al trono de Pedro el Ceremonioso: «La dita Cort general representa tot lo regne de València». Además, la unión foral se tradujo en el uso inmediato del concepto de «General del regne de València» para referirse a la comunidad política formada por el conjunto de los tres estamentos. Fue el término que utilizaron, por ejemplo, los representantes de las villas reales en una reunión que mantuvieron en 1332 con el rey Alfonso el Benigno en la que expusieron asuntos «tocants lo bon estament de tot lo General del regne» ['tocantes al buen estado de todo el General del reino']. En relación directa con esto Vicent Baydal asimismo ha destacado que «las mismas Cortes de 1329-1330 fueron el escenario del primer donativo general concedido globalmente por todo el reino... y que se tenía que pagar durante seis años mediante tributos indirectos impuestos en todo el territorio y recaudados por una comisión interestamental formada por dos nobles, dos eclesiásticos, dos ciudadanos y dos hombres de villa... de manera que al concepto político de General se sumó una tarea efectiva: la recaudación y gestión de recursos fiscales». «Unión foral, unión política y unión fiscal iban, pues, de la mano», concluye Baydal.

### La Guerra de la Unió (1347-1348): la primera guerra civil
El sucesor de Alfonso el Benigno, Pedro IV de Aragón, aconsejado por un grupo de nobles y de juristas roselloneses (que habían servido a Jaime III de Mallorca y que Pedro había incorporado a su corte después de reintegrar a su Corona el reino de Mallorca y el condado de Rosellón en 1343-1344), desarrolló una política autoritaria basada en una concepción cesarista del poder que al situar la voluntad del rey por encima de los Fueros de Valencia rompía con el tradicional pactismo que regía las relaciones entre el soberano y sus vasallos.
Como respuesta la ciudad de Valencia convocó a los representantes de los tres estamentos o braços del reino en mayo de 1347 —el detonante fue la proclamación dos meses antes de la infanta Constanza como heredera al trono, sin el consentimiento de las Cortes y en contra de la costumbre hereditaria de la Corona de Aragón que excluía a las mujeres de la sucesión— para constituir una Unió «per conservar furs, privilegis, libertats e bon uses, franquees e inmunitats de la ciutat et regne de aquella» ['para conservar fueros, privilegios, libertades y buenos usos, franquicias e inmunidades de la ciudad y reino de aquella'].

Bandera de Borriana, en aplicación del privilegio concedido a la villa por Pedro el Ceremonioso el 13 de marzo de 1348 por el que a los cuatro palos de gules en campo de oro se añadía una pieza de "azul grisáceo" sobre la que se pintarían, bordarían o se estamparían tres coronas reales. Todo como recompensa a la fidelidad al monarca en la guerra de la Unió

La rebelión se extendió por numerosas poblaciones, tanto enclavadas en tierras del rey como de señorío, pero seis villas reales, encabezadas por Játiva (que tras la derrota de los «unionistas» sería recompensada con la concesión del título de ciudad) y entre las que se encontraban Morella, Castielfabib, Alpuente, Villarreal y Burriana, se integraron en el bando monárquico, así como la mayor parte de la nobleza —especialmente los magnates señoriales—, a diferencia de la renacida Unión de Aragón que contó con el apoyo de los nobles aragoneses y de la inmensa mayoría de los núcleos urbanos. Así, la rebelión de la Unió se convirtió en la primera guerra civil de la historia del reino de Valencia.
A principios de diciembre de 1347 los insurrectos de la Unión derrotaron a los realistas en Puebla Larga y en Bétera, lo que obligó al rey Pedro a acudir a Valencia al frente de un poderoso ejército. Pero la expedición fracasó porque la mayor parte de las tropas fueron licenciadas al no contar con medios para pagarlas, y a causa del estallido del motín de la villa de Murviedro cuando llegó allí el rey acompañado de sus consejeros roselloneses. Así, Pedro el Ceremonioso se vio obligado a aceptar las reivindicaciones de los «unionistas», siendo trasladado a Valencia a finales de marzo de 1348. El 6 de abril unas cuatrocientas personas, en su mayoría pertenecientes a las clases populares, asaltaron el Palacio Real, situado extramuros, y obligaron al rey y a la reina a bailar con ellos las canciones satíricas entonadas por el barbero Gonçalbo de Roda.
Al declararse la peste negra en la ciudad de Valencia en mayo de 1348 —cuyos efectos fueron devastadores en todo el reino: la «terra va quedar desolada de gents», se dice en la Crónica de Pedro el Ceremonioso— los dirigentes de la Unión decidieron dejar marchar al rey para evitar que se contagiara. Pedro el Ceremonioso se puso entonces al frente de un ejército que se había formado en Cataluña y en Aragón, y al que se habían sumado los realistas valencianos. El rey se ocupó en primer lugar de los insurrectos de la Unión de Aragón, a los que derrotó en julio en la batalla de Épila. La noticia de la derrota de los «unionistas» aragoneses radicalizó a los «unionistas» valencianos, que instauraron un régimen de terror en la ciudad de Valencia durante el cual numerosos partidarios del rey fueron ejecutados. Asimismo nombraron al jurista Joan Sala como capità de guerra, dotado de poderes excepcionales. Pero estas medidas no consiguieron detener el avance del ejército realista comandado por el propio monarca y los partidarios de la Unión fueron derrotados el 8 de diciembre en la batalla de Mislata. La capital capituló dos días más tarde y tras ella las otras villas y lugares que se habían sumado a la rebelión.

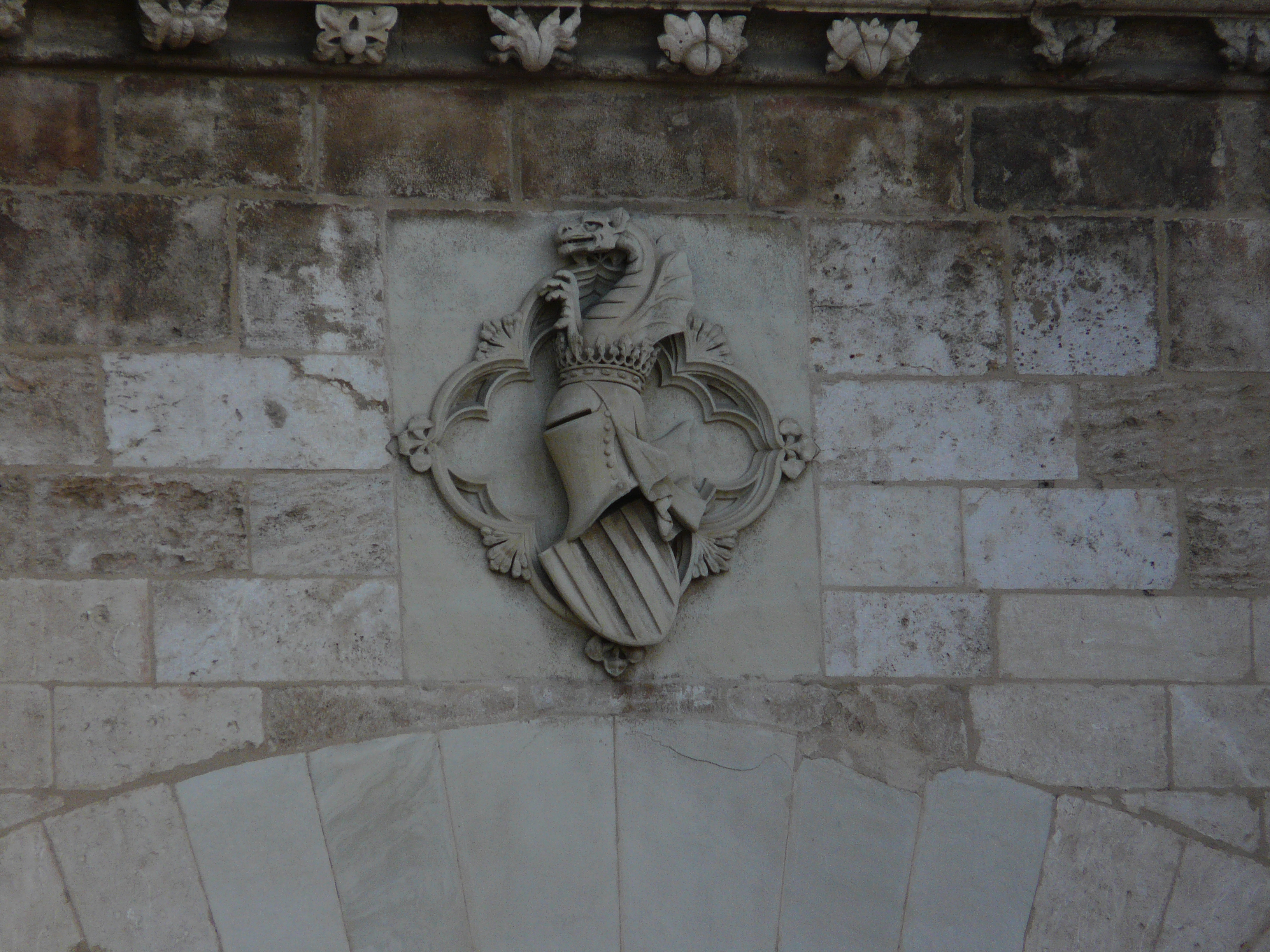
Escudo de armas de Pedro «el Ceremonioso», con el dragón alado sobre la corona y el yelmo. Relieve de las Torres de Serranos de Valencia

La represión fue especialmente dura. La ciudad de Valencia y el resto de poblaciones rebeldes tuvieron que pagar elevadas composiciones para obtener el perdón del rey. Los insurrectos sufrieron penas económicas y veinte de ellos fueron ejecutados, entre ellos Joan Sala, horriblemente mutilado antes de ser colgado, y Gonçalbo de Roda, y sus bienes confiscados y subastados. Y a principios de 1349 se celebraron Cortes en las que se abolieron las disposiciones emanadas de la Unió y las arrancadas al rey. Después de vencer a la Unión, Pedro el Ceremonioso «evitó convocar nuevas Cortes durante los años siguientes. Durante aquel periodo se centró en tratar de conquistar Cerdeña de manera definitiva... pero ninguno de los subsidios necesarios para financiar estas expediciones fue pedido a los estamentos valencianos en Cortes o parlamentos, sino que, bien al contrario, el rey los exigió fuera de este tipo de reuniones. Por tanto, durante el periodo inmediatamente posterior a la Unión se rompió la vía iniciada en 1329, mediante la que el monarca y los estamentos trataban los principales asuntos políticos y fiscales del reino dentro del marco parlamentario... Sin embargo, eso cambiará radicalmente a partir de 1356, cuando el rey de Castilla, Pedro I, el Cruel, comenzó a dirigir ataques contra la Corona de Aragón», ha señalado Vicent Baydal.
Por otro lado, en los años siguientes a la crisis de la Unió, y en relación directa con el proceso de asunción definitiva del concepto de «General» del reino, se extendió el uso del gentilicio «valencians» (valencianos) para referirse al conjunto de los habitantes del reino (hasta entonces se habían utilizado expresiones como «regnicolis regni Valencie» «habitadors del regne de València» o «los del regno de Valencia»). Desde mediados de la década de 1350 aparece profusamente en la documentación de las Cortes («celebràs Corts generals als valencians», «les Corts per ell començades de celebrar als valencians», etc.) y de la cancillería real («demanàs graciosament ajuda als valencians per la guerra», «per demanar ajuda e secors als valencians», etc.), y en muchas ocasiones al lado de los otros gentilicios de la misma Corona (cuya aparición era muy anterior): «aragonesos e valencians», «cathalans e valencians», «aragonenses, cathalani et valentini» (en latín), etc. Como ha señalado Antoni Ferrando, «siglo y medio después de la creación del Reino de Valencia, los descendientes de los repobladores llegados de Cataluña y Aragón habían dejado de sentirse catalanes y aragoneses y se complacían en proclamar su condición de valencianos». Según Ferrando «quien quizá expresó mejor este sentimiento fue precisamente un gerundense recién llegado al cap i casal, Francesc Eiximenis». En su dedicatoria del Regiment de la Cosa Pública (1483) escribió:

[Tot i que] sia vengut e eixit per la major partida de Catalunya, e li sia al costat, emperò no es nomena Poble Català, ans per especial privilegi ha propi nom e es nomena Poble Valencià.
[Aunque] haya venido y salido en su mayor parte de Cataluña, y esté al lado, empero no se denomina Pueblo Catalán, sino que por especial privilegio tiene nombre propio y se denomina Pueblo Valenciano.

### La Guerra de los Dos Pedros y el nacimiento de la Generalitat (1356-1375)
En septiembre de 1356 el rey de Castilla Pedro I invadió el sur del reino de Valencia con el objetivo de recuperar la parte oriental del reino de Murcia que cincuenta años antes había pasado a la soberanía del rey de Aragón, tras el acuerdo de la Sentencia Arbitral de Torrellas y el Tratado de Elche, firmado por las dos coronas. Poco después las tropas castellanas devastaban Monóvar y Siete Aguas, atacada desde Requena, y ocupaban durante unos meses el castillo de Alicante. Comenzó así la que sería conocida como la Guerra de los Dos Pedros, una larga y destructiva contienda que tuvo en el reino de Valencia su principal escenario.
Para recabar los medios necesarios para la defensa del reino, Pedro IV de Aragón convocó Cortes y en ellas, a cambio de conseguir el pago del sueldo de quinientos hombres a caballo durante dos años, se vio obligado a atender las peticiones de los braços que dieron nacimiento a doce fueros nuevos, «ab acort, consell e exprés consentiment» ['con acuerdo, consejo y expreso consentimiento'] de todos los asistentes. Pero al año siguiente, acuciado por la ocupación castellana de Guardamar y por la amenaza de invasión del reino de Aragón por Pedro el Cruel, el Ceremonioso pidió más recursos y los estamentos valencianos celebraron un parlamento de urgencia. Su situación era tan difícil que el rey aceptó que el dinero pagado fuera controlado por los estamentos hasta la última moneda, lo que constituía una novedad capital. En concreto se llegó a un acuerdo con el estamento eclesiástico y con el estamento real, que eligieron unos diputados —Bernat Ordi, por el primero; Arnau de Valleriola, por el segundo— encargados no solo de recolectar el dinero, sino también de administrarlo en nombre del reino.
En las Cortes de 1360 se dio un paso más, ya que no solo los estamentos consiguieron plenos poderes para gestionar de manera autónoma los dineros prometidos (la guerra continuaba), sino que se encargarían de realizar el reclutamiento de los quinientos hombres a caballo acordados, compuestos preferentemente por naturales del reino de Valencia, y, además, al finalizar la administración del donativo no habrían de rendir cuentas al rey, sino «tan solament al General o deputats per aquell» ['tan solo al General o diputados por aquel']. Sin embargo, en esta ocasión, por desavenencias entre los braços, no se nombraron diputados, sino unos síndicos provisionales que gestionaron el donativo.
En mayo de 1361 se firmaba la paz de Deza-Terrer que pareció poner fin a la guerra, pero Pedro I de Castilla rompió el acuerdo y lanzó una gran ofensiva contra la Corona de Aragón en junio del año siguiente que continuó a principios de 1363 y que supuso la ocupación de gran parte del territorio del Reino de Valencia, que culminaría con el sitio de la ciudad de Valencia en mayo de 1363. En medio de la ofensiva castellana el Ceremonioso convocó Cortes Generales de Aragón en la villa Monzón, y allí se reunieron las Cortes del Reino de Aragón, las del Principado de Cataluña y las de Valencia. Previamente a que deliberaran separadamente, como siempre hacían, el rey reunió a las tres asambleas para advertirles del peligro que se corría de que «ço que havem juntat a conquerir D anys perdam en XV dies» ['esto que hemos juntado en quinientos años de conquistas lo perdamos en quince días']). Dada la situación crítica por la que atravesaba, el rey tuvo que aceptar todas las condiciones que le impusieron los estamentos, eso sí a cambio del pago de una cantidad exorbitante de dinero.
En el caso valenciano, como ya se había acordado en el parlamento de 1359, los diputados designados por los estamentos serían los que gestionarían de forma autónoma los dineros recaudados, pero se añadió una novedad: parte del subsidio acordado se pagaría mediante un nuevo tributo, las generalitats, unos gravámenes sobre la producción textil y el comercio exterior que tenía que pagar todo el mundo, independientemente de la condición social o del estamento al que perteneciera («así por cobrarse general e indistintamente de todos como por imponerse por todo el reino», se decía en el acuerdo). Este impuesto es el que acabó de dar el nombre de Generalidad a la misma Diputación del General, «que a partir de entonces se consolidó como el organismo de gestión de los donativos pagados al rey por el conjunto del territorio», ha señalado Vicent Baydal.

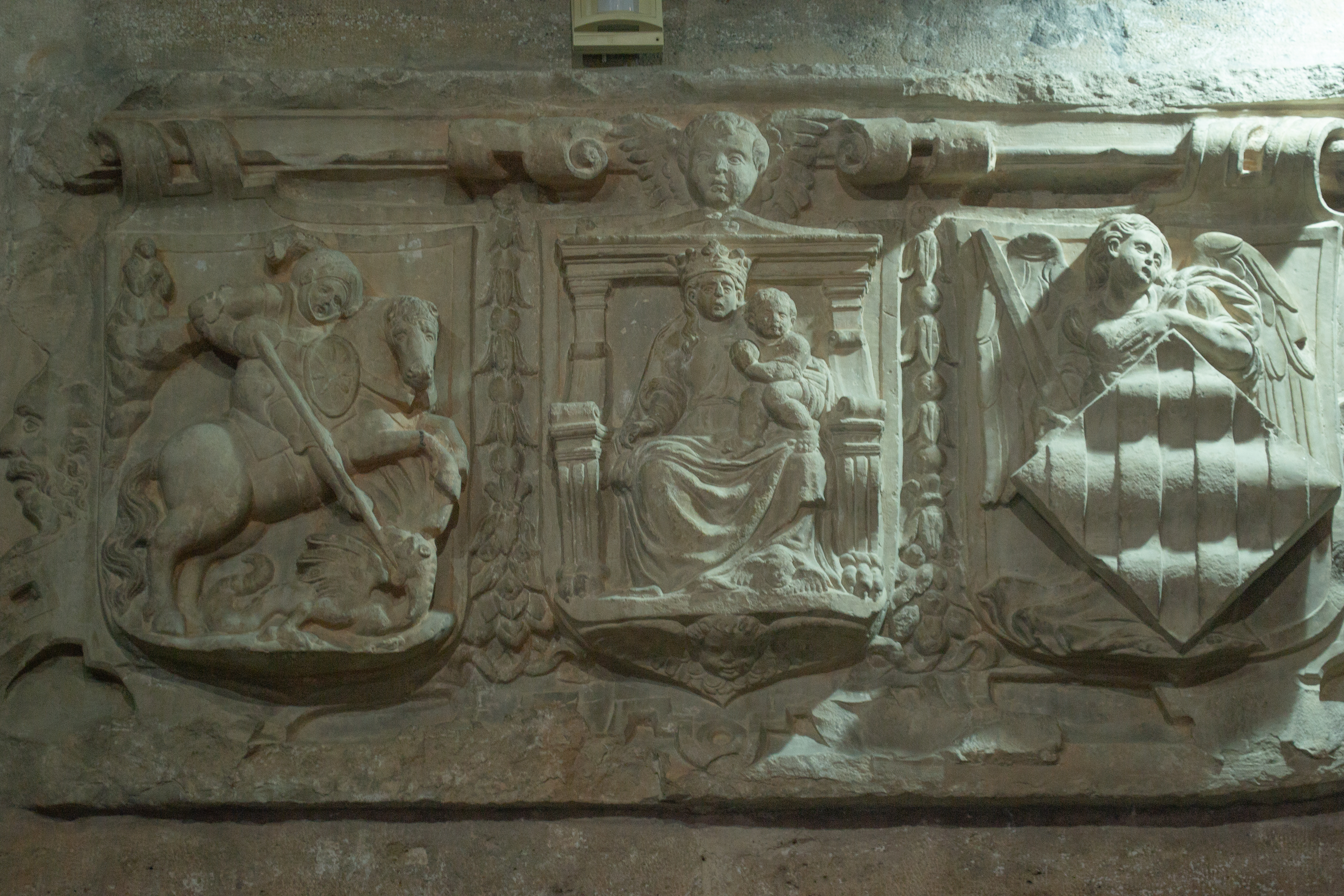
Bajorrelieve del Palau de la Generalitat con los emblemas de cada uno de los tres braços de las Corts. De izquierda a derecha: San Jorge, del militar o nobiliario; la Virgen María con el Niño, del eclesiástico; y el Ángel Custodio con el escudo de las cuatro barras, del real

Por otro lado, en esas Cortes de 1362-1363 se aprobaron hasta cuarenta y cinco furs nuevos, uno de los cuales obligaba al rey a celebrar Cortes cada tres años «a bé de la cosa pública del regne de València», compromiso que debía ser jurado por sus sucesores al principio de cada reinado, y que si no lo hacían no podrían «fer o demanar subsidi, do o ajuda al dit vostre regne o a alcun braç de aquell» ['hacer o pedir subsidio, don o ayuda al dicho vuestro reino o algún brazo de aquel], y que la petición podría ser denegada «sens encorriment de alcuna pena, per gran necessitat que y fos per alcuna manera o rahó» ['sin incurrir en ninguna pena, por gran necesidad que hubiera por alguna manera o razón']. «Es decir, que se ofrecerían donativos con la condición de que el rey gobernara a través de las Cortes. Y precisamente eso fue lo que sucedió a los largo de los años posteriores», ha indicado Vicent Baydal.
En cuanto al curso de la guerra, Pedro «el Ceremonioso» se vio obligado a firmar la Paz de Murviedro en julio de 1363 que le imponía severas condiciones, entre ellas la cesión a Castilla de la disputada zona meridional. Aunque el acuerdo no llegó a hacerse efectivo, dicha zona fue ocupada en diciembre (Alicante, Elche, Crevillente, Aspe, Elda y Jijona) y tras ella las ciudades del litoral (Denia, Oliva, Gandía, Cullera y Murviedro), hasta llegar a las puertas de Valencia que fue de nuevo sitiada en marzo de 1364. La ofensiva se agravó con nuevos ataques por el norte y por el sur (Orihuela fue rendida por hambre en junio de 1365), «que pusieron el país al borde del desastre», ha señalado Antoni Furió. La contraofensiva del Ceremonioso comenzó el mes de septiembre con la toma de Murviedro, que era el centro de operaciones de las razias castellanas, y que fue seguida de la de Segorbe y con ella la todo el valle del río Palancia. Sin embargo, el giro definitivo en la guerra no se produjo hasta principios de 1366 cuando Castilla fue invadida por un ejército de mercenarios experimentados en la guerra de los Cien Años —las Compañías Blancas, comandadas por Bertrand Duguesclin, que, junto con tropas castellanas rebeldes y de la Corona de Aragón, proclamaron rey a Enrique de Trastámara, hermano bastardo de Pedro I, lo que obligó a este a retirarse de los territorios ocupados de la Corona de Aragón.
El conflicto entre las Coronas de Castilla y de Aragón continuó latente porque el nuevo rey castellano Enrique de Trastámara, que había accedido al trono tras vencer y matar a Pedro I en la batalla de Montiel (1369) poniendo fin así a la guerra civil castellana, se negaba a ceder a Pedro «el Ceremonioso» el reino de Murcia como le había prometido si le ayudaba. Finalmente, en 1375, por el Tratado de Almazán el Ceremonioso renunciaba al reino de Murcia y a cambio Enrique abandonaba definitivamente sus pretensiones sobre el sur del reino de Valencia.
Como premio a su valentía por resistir dos veces el asalto de los castellanos, la ciudad de Valencia recibió las dos "L" de su escudo (doblemente leal). Durante esta guerra, además, las poblaciones de Villena y Sax, que habían pasado a Valencia mediante la Sentencia de Torrellas en 1304 (aunque se mantenían en el castellano Señorío de Villena), serían «devueltas» a Castilla y no «regresarían» a Valencia hasta el siglo XIX.
|                                                               |
| Escudo «primitivo» de la ciudad de Valencia (siglos XIII-XIV) |

|                                                   |
| Variante del escudo «primitivo» (siglos XVI-XVII) |

|                                                                       |
| Variante del escudo «primitivo» con las barras de Aragón (siglo XVII) |

|                                   |
| Enseña Real, utilizada desde 1377 |

### La guerra de linajes (1373-1410)
Como ha señalado Antoni Furió, la guerra dejó en el reino de Valencia «una larga secuela de horrores y destrucciones. A las muertes, las mutilaciones (en combate o como represalia, en un conflicto particularmente cruel), las expulsiones y exilios masivos, las enfermedades y las hambres extremas (que llevaron a los vecinos de Orihuela a comer carne humana durante el sitio de la ciudad), se añadirán la pérdida de cosechas, los robos de ganado, la tala sistemática de árboles y la destrucción de molinos y de acequias. Desastres propios de una guerra de desgaste, de cabalgadas y pillajes más que de batallas campales, y que, reiterados durante más de diez años y combinados con las otras calamidades del periodo [los periódicos brotes de la peste negra], provocarán la paralización de las comunidades locales». Este es el contexto en el que se producirán las luchas entre linajes nobiliarios que alcanzaron el nivel de una auténtica guerra, implicando a otros grupos sociales, y que la Corona se verá incapaz de atajar. Tuvo su epicentro en la ciudad de Valencia, pero se extendió por todo el reino.
Tradicionalmente se ha explicado la guerra de linajes como una consecuencia de la crisis —las familias nobiliarias, empobrecidas, se habrían enfrentado entre sí por la conquista y el control de los poderes municipales como una manera de mantener su status—, pero, según Agustín Rubio Vela, «hay que huir de toda tentación simplificadora y subrayar la complejidad del fenómeno de la violencia, que para un coetáneo tan perspicaz como Eiximenis se debía, entre otras cosas, a la abundancia misma de nobles y caballeros en la urbe, y a la presencia de numerosas personas ociosas».

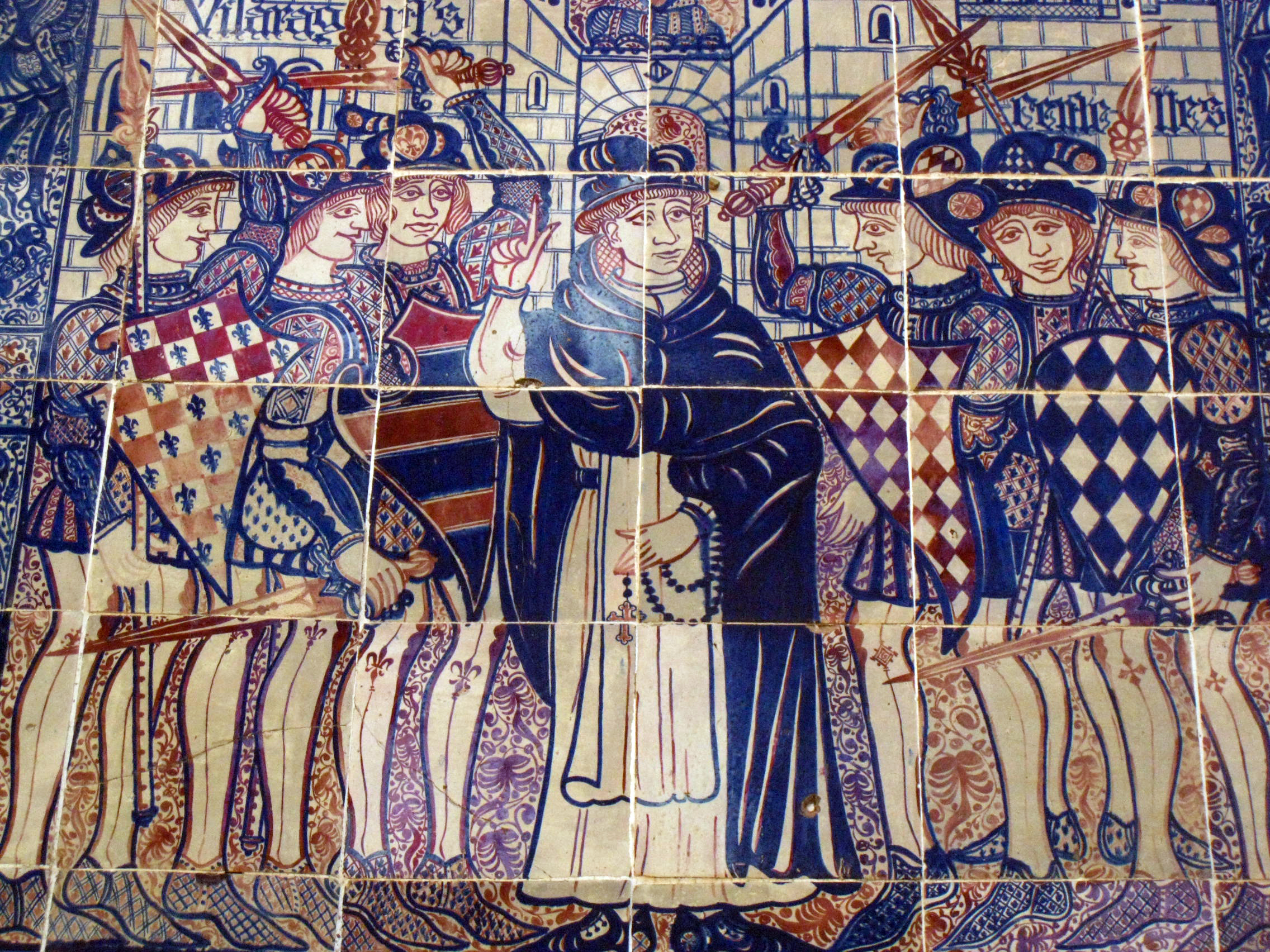
Fragmento del retablo cerámico adosado a la catedral de Valencia en el que aparece San Vicente Ferrer intentando poner paz entre los linajes de los Centelles (a su izquierda) y de los Vilaraguts (a su derecha)

Aunque las bandosidades nobiliarias se remontan a principios del siglo XIV se convirtieron en un problema grave a partir de 1373 cuando comenzó el enfrentamiento entre los bandos encabezados, respectivamente, por el obispo de Valencia Jaime de Prades y de Foix y por Berenguer de Vilaragut. Las hostilidades cesaron tres años después, pero resurgieron entre 1379 y 1382, si bien el liderazgo del primer bando pasó a Ximèn Pérez d'Arenós. La paz se recuperó gracias a la intervención de oficiales reales, de las autoridades de la ciudad de Valencia y del fraile dominico Vicente Ferrer, pero el enfrentamiento continuó, adquiriendo un cariz político porque en el conflicto que mantenían el rey Pedro el Ceremonioso y su heredero el infante Juan, la facción encabezada por Pérez de Arenós se alineó con este último, mientras que la liderada por Berenguer de Vilaragut lo hizo con el rey y con la reina Sibila de Fortià.
El enfrentamiento se convirtió en una auténtica guerra de linajes durante el reinado de Martín I (1396-1410), que había sucedido a su hermano Juan (1387-1396). En ese momento el liderazgo de la facción de los Arenós había pasado a Gilabert de Centelles y la de los Vilaragut a Jacme Soler. Las hostilidades entre los Centelles y los Soler, que convirtieron a la ciudad de Valencia y sus alrededores en un campo de guerra, se desataron cuando Gilabert de Centelles convirtió la venganza de la muerte de su hermano Pere de Centelles, fallecido en un incidente callejero, en una cuestión de honor caballeresco. En 1403 Gilabert de Centelles mataba en Almedíjar a Jacme Soler —cuya muerte fue seguida de una inmediata represalia sangrienta de Pere Marrades—, pero en los dos años siguientes los Centelles eran derrotados en «lo camp de Llombai» (1404) y en «la gran brega de la cadena» (1405).
Como los virreyes nombrados por Martín I no fueron capaces de poner fin a los desórdenes, el propio rey se trasladó a Valencia en 1406. Mandó arrestar a los jefes de las facciones y nombró nuevos jurados y consellers lo que abrió un nuevo periodo de relativa calma, pero dos años después se agravaban las hostilidades que afectaron a otras localidades como Alzira o Játiva e incluso a la Orden de Montesa. Ese mismo año moría el heredero a la Corona Martín el Joven y al siguiente el propio rey Martín sin dejar heredero y cada bando tomó partido por los dos principales candidatos a sucederlo: los Centelles por Fernando de Antequera; los Soler por Jaime II de Urgel. «De eso dependería el rumbo futuro de la Corona de Aragón», apostilla Agustín Rubio Vela.

### La violencia contra mudéjares y judíos: elpogromde 1391
Las comunidades musulmana (mudéjar) y judía, eran objeto de una gran hostilidad por parte de la sociedad cristiana. La primera estaba constituida por unas cien mil personas, alrededor de la mitad de la población del reino, mientras que la segunda apenas alcanzaría las diez mil, aunque su peso económico era considerable, ya que sus miembros eran muy activos en el comercio y en las finanzas por lo que la mayoría vivían en núcleos urbanos, al contrario de la comunidad mudéjar que continuaba siendo básicamente rural, dedicada a la agricultura, aunque también existían aljamas mudéjares en algunas villas y ciudades.
El fraile dominico Vicente Ferrer predicaba que «jueus e moros estiguen tancats e murats, no entre los cristians... car no havem majors enemics. Si us envien pa, llançau-lo als cans» ['judíos y moros estén encerrados y rodeados de muros, no entre los cristianos... porque no tenemos mayores enemigos. Si os envían pan, lanzadlo a los canes']. En el caso de los «moros» la hostilidad se veía acentuada por los frecuentes ataques de los piratas berberiscos en el litoral y de los musulmanes del Reino nazarí de Granada en las comarcas meridionales del reino. Un ataque de estos últimos que llegó hasta las proximidades de la misma Valencia, provocó el asalto y el saqueo de la morería de Játiva en 1386.
Mucha mayor gravedad revistió la masacre de judíos de 1391, que comenzó el domingo 9 de julio en la ciudad de Valencia, cuya judería, una de las más importantes de la Corona, fue arrasada —unos doscientos judíos fueron asesinados y el resto, hasta unos tres mil, fueron bautizados a la fuerza—, extendiéndose en los días siguientes a otras juderías o calls (las de Alzira, Játiva, Burriana, Morella y San Mateo), y en las que no hubo matanzas sus habitantes fueron obligados a convertirse a la fuerza o a huir. La única que se salvó fue la de Murviedro, que acogió a refugiados de otras juderías, convirtiéndose a partir de entonces en el principal núcleo hebreo del reino. Tras el pogromo (como se llamará a las matanzas de judíos a partir del siglo XIX), «la comunidad hebrea ya no volvió a tener el peso y la importancia que había tenido en la vida del país y ocuparía en el futuro una posición cada vez más marginal. Su lugar lo ocuparían los conversos, que heredarían también la aversión y la hostilidad de los cristianos viejos», ha señalado Antoni Furió.

## SigloXV: el esplendor tardomedieval

### El «Interregno» y el Compromiso de Caspe (1410-1412)
Tras la muerte sin herederos de Martín I la Corona de Aragón estuvo sin rey durante dos años, un periodo conocido como el «Interregno». Hasta cinco candidatos, con más o menos derechos, se presentaron a la sucesión y finalmente la disputa quedó reducida a dos, al contar con los mayores apoyos: el trastámara Fernando de Antequera, hijo de Juan I de Castilla y nieto de Pedro «el Ceremonioso» por línea femenina, y Jaime II de Urgel, bisnieto de Alfonso IV de Aragón y el pariente más cercano a Martín I por línea masculina. En Valencia los Centelles apoyaron al primero y los Soler (y los Vilaragut) al segundo.

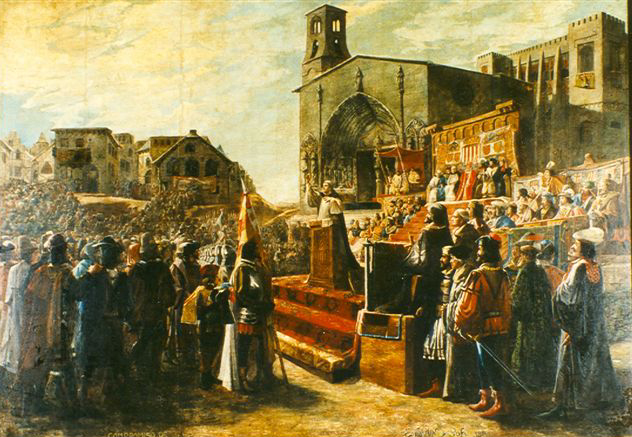
Cuadro histórico de Emilio Fortún Sofí sobre el Compromiso de Caspe (1890, Ayuntamiento de Caspe)

El enfrentamiento entre los dos bandos impidió que se pudieran celebrar las Cortes y cada facción se reunió por separado: los Soler y los Vilaragut y sus partidarios lo hicieron primero en el Palacio Real de Valencia y después en Vinaroz, mientras que los Centelles se congregaban Paterna y después en Traiguera. Finalmente la disputa se dirimió por las armas en la batalla del Codolar, en las proximidades de Murviedro, que se saldó con la victoria de los partidarios del Trastámara encabezados por los Centelles. Esto selló el resultado de la reunión que tuvo lugar en Caspe de los representantes de los tres Estados de la Corona de Aragón, uno por estamento. Por el reino de Aragón acudieron Domingo Ram, obispo de Huesca; Francisco de Aranda, hombre de confianza del Papa Luna (que se había decantado por Fernando de Antequera) y el jurista Berenguer de Bardají. Por el Principado de Cataluña, Pere Sagarriga, arzobispo de Tarragona; Bernat de Gualbes, conseller de Barcelona; y el jurista Guillem Valseca. Por el reino de Valencia Vicente Ferrer, su hermano Bonifacio Ferrer, prior de la cartuja de Vall de Cristo, y el jurista Giner Rabasa, que en el último momento sería sustituido por Pere Bertrán. La votación se saldó con una clara victoria del candidato castellano que obtuvo los votos de los tres representantes aragoneses, uno de los catalanes (Bernat de Gualbes) y dos de los valencianos (los hermanos Ferrer).

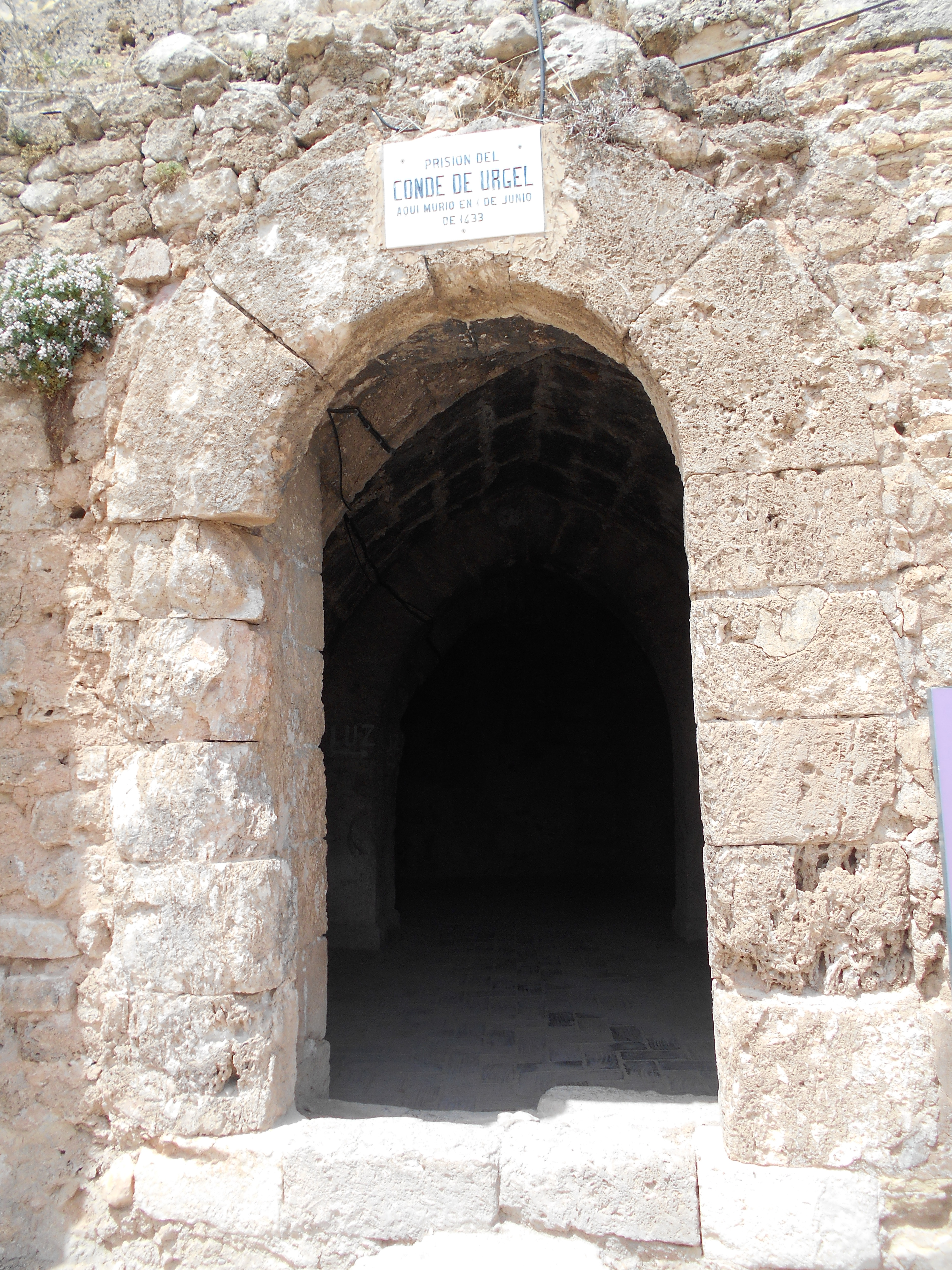
Puerta de entrada de la prisión de Jaime II de Urgel en el castillo de Játiva. La placa conmemorativa dice: «Prisión del Conde de Urgel. Aquí murió en 1 de junio de 1433»

Una parte de la ciudad y del reino estuvieron en desacuerdo con la decisión, pero los sermones de Vicente Ferrer en favor de la solución adoptada y una hábil política de conciliación con los partidarios de Jaime de Urgel lograron que finalmente se aceptara el acceso al trono de la Corona de Aragón de la castellana Casa de Trastámara, que ya reinaba en la Corona de Castilla. Por su parte Jaime de Urgel se rebeló contra el nuevo rey Fernando I, pero el urgelismo acabó siendo derrotado y Jaime de Urgel fue encarcelado y sus bienes confiscados. Moriría en 1433 en la prisión del castillo de Játiva.

### Reforzamiento e intervencionismo de la monarquía
A partir de 1418 la monarquía consiguió recortar la considerable autonomía que había alcanzado la ciudad de Valencia a lo largo de los cien años anteriores (la elección de los Jurados que gobernaban la ciudad se realizaba mediante unas listas de doce ciutadans y doce cavallers i generosos, uno por cada parroquia de la ciudad, respectivamente, que eran elaboradas por el Consejo General, por lo que el papel del rey en su elección era meramente simbólico —los nuevos jurats, cuatro ciutadans y dos cavallers i generosos, juraban su cargo ante el batle general, como máximo oficial real—). En ese año el rey Alfonso el Magnánimo estableció el procedimiento de la ceda para el nombramiento de los jurats. La ceda era una lista de doce ciutadans y doce cavallers que enviaba el rey cada año al municipio para la renovación anual de los seis jurats, lo que aseguraba que salieran elegidas por el Consell General personas de su confianza.
La lista de la ceda en realidad era confeccionada por el racional, cargo designado por el rey, y enviada por este al monarca, por lo que el racional se convirtió en su hombre en la ciudad, con unas atribuciones que lo convirtieron de facto en la máxima autoridad del municipio, por encima de los jurats, ya que además era quien «sugería» qué personas debían nombrar los jurats para el Consell y para los diferentes cargos de la ciudad. Fue famoso el racional Guillem Saera que ocupó veintiún años seguidos el cargo —entre 1456 y 1477— a pesar de que la permanencia en el mismo solo podía ser de tres años. De Saera dijo un contemporáneo: «que dengu no li contradia en tots los actes e fets que fer volia» ['que nadie lo contradecía en todos los actos y hechos que quería hacer'].
Al igual que sucedió en Valencia, la monarquía ejerció también un mayor control sobre los municipios que estaban bajo su jurisdicción. Sin embargo, la injerencia de la Corona en el nombramiento de los Jurados siguió un sistema diferente al de la ceda de Valencia. El tradicional sistema de cooptación —los Jurados salientes nombraban a sus sucesores— fue sustituido por el de la insaculación —generalmente mediante el método de los redolins, que consistía en que los papelitos con los nombres de los candidatos se ponían en unas bolitas de cera que flotaban en el agua de una palangana y luego se cogían al azar los que iban a ocupar los nuevos cargos—. La intromisión de la corona en la elección estribaba en la confección de las listas de los candidatos y de esa forma se garantizaba que los nuevos jurats fueran personas afines a los intereses del monarca. Así el nuevo régimen insaculatorio fue introducido en Játiva en 1427, en Orihuela en 1445, en Alcira y Castellón de la Plana en 1446, y en Alicante en 1459.

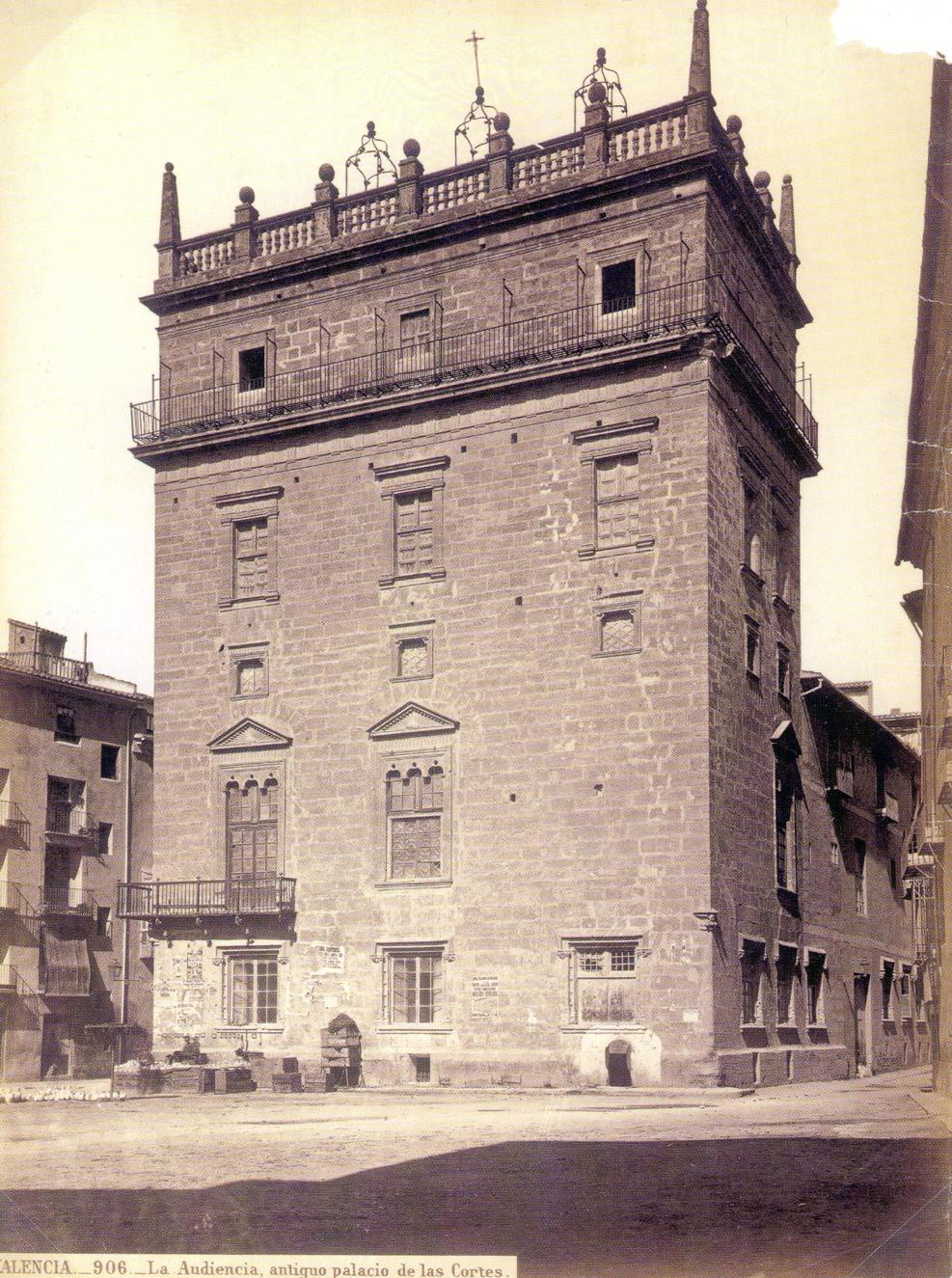
Vista de Palacio de la Generalidad Valenciana, desde la plaza de la Virgen de Valencia, en 1870

La Corona también se propuso controlar la Generalidad, cuya regulación definitiva se acordó en las Cortes de 1418 (sus seis miembros, dos diputados por cada estamento (braç), se renovarían cada tres años sin esperar a la reunión de las nuevas Cortes, ya que los diputados que acababan su mandato eran quienes nombraban a sus sustitutos). Para ello Alfonso el Magnánimo impuso en 1424 que los dos diputados del braç real (las villas y ciudades bajo la jurisdicción directa del rey) fueran dos jurats de la ciudad de Valencia, cuyo nombramiento el rey controlaba desde la introducción del sistema de la ceda, por lo que eran hombres de su confianza. 
Al final del siglo XV el rey Fernando II el Católico ni siquiera se preocuparía por las formas para seguir controlando la institución y anuló el sistema electoral y nombró a oficiales reales para ocupar los cargos. Más tarde estableció el método insaculatorio para la provisión de los dos diputados del brazo nobiliario y un rígido turno entre las ciudades —sin incluir Valencia— para ocupar los puestos de diputados del estamento real. Así, debido al control que ejerció la monarquía sobre la institución, la valenciana tuvo menos peso político que la de Cataluña y menor capacidad para oponerse a los deseos del rey. Así lo reconocerán los propios diputados valencianos en 1624 cuando afirmaban que «nosaltres en este regne no tenim la plenitud de poder que los deputats de Catalunya i Aragó» ['nosotros en este reino no tenemos la plenitud de poder que los diputados de Cataluña y Aragón'].

### La pujanza económica de Valencia

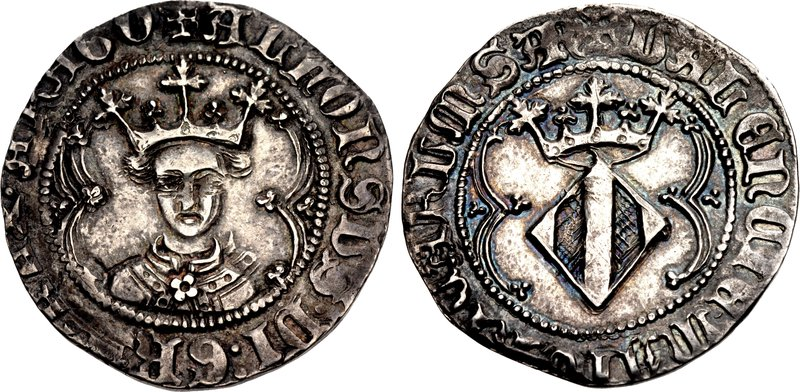
Real de Valencia acuñado durante el reinado de Alfonso el Magnánimo (1416-1458), con la efigie del rey en el anverso y en el reverso el escudo de Valencia (simplificado: solo dos barras) con el timbre de la corona real

En el siglo XV culminó el crecimiento económico y demográfico experimentado por el reino de Valencia desde su fundación dos siglos antes, aunque la depresión de la segunda mitad del siglo XIV provocada por el impacto de la peste negra también le afectó, especialmente a las comarcas septentrionales y centrales que vieron disminuir su población. No ocurrió lo mismo con el cap i casal, la ciudad de Valencia, que incrementó de forma espectacular el número de sus habitantes hasta llegar a ser a finales del Cuatrocientos una de las ciudades más pobladas de la península ibérica y de todo el continente europeo. A lo largo de esa centuria, y sobre todo durante su segunda mitad, Valencia se convirtió en un gran centro comercial y financiero (y manufacturero, con la industria de la seda, entre otras), en cuyo puerto hacían escala los barcos que cubrían las rutas del Mediterráneo occidental y donde tenían abiertas representaciones permanentes numerosas compañías y sociedades de toda Europa. Así, Valencia acabó asumiendo el liderazgo económico y financiero de la Corona de Aragón que hasta entonces había ostentado Barcelona, en declive a causa de la larga guerra civil catalana (1462-1472) —de hecho Valencia recibió buena parte de su tráfico marítimo—.

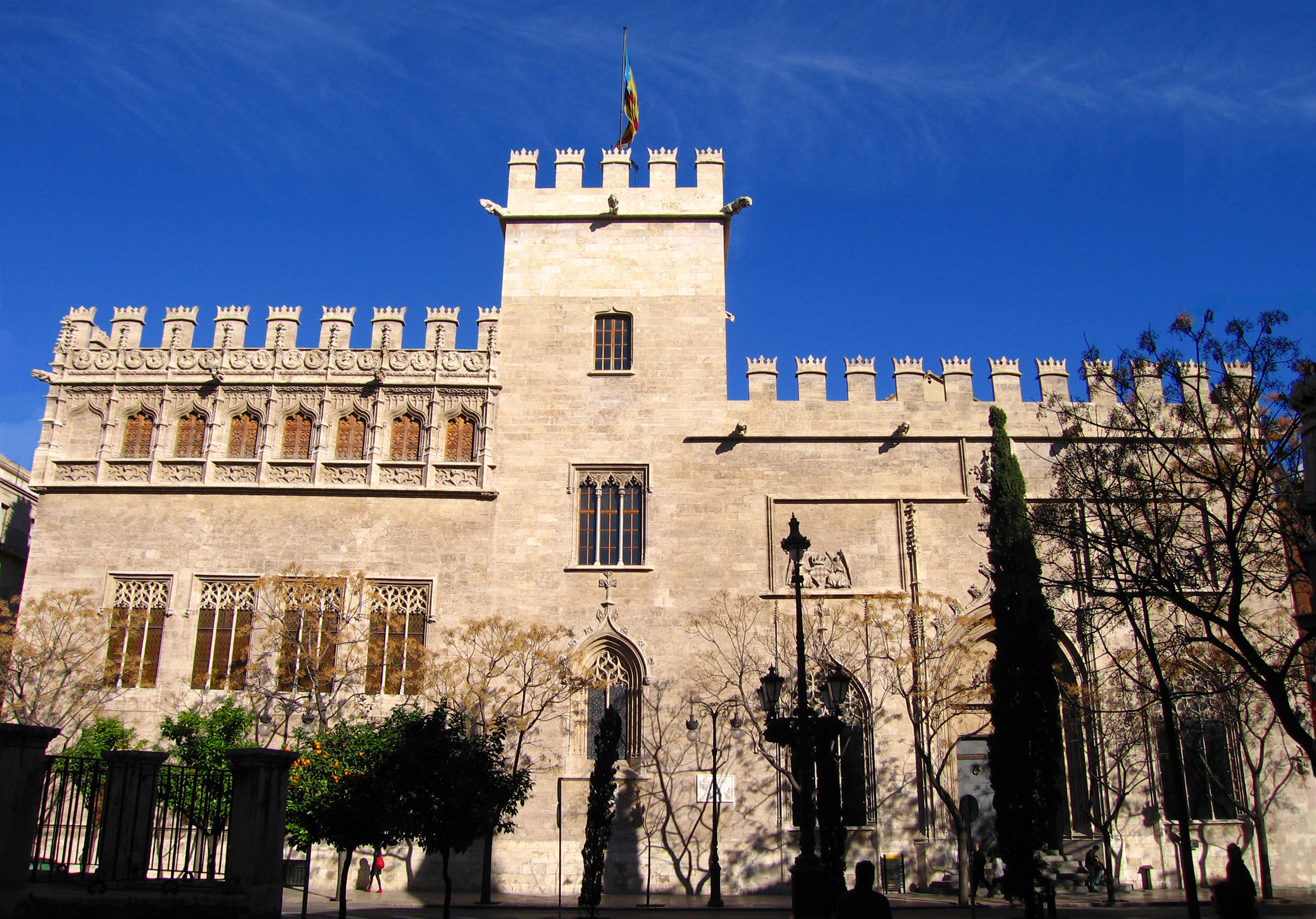
Fachada de la Llotja de Valencia, el edificio civil más importante y representativo de la pujanza de Valencia en el.

El gran beneficiario de la expansión económica fue el patriciado urbano de la ciudad de Valencia, convertido, según Antoni Furió, «en el sector más dinámico de la sociedad valenciana tardomedieval». Este patriciado exhibía su poderío de diferentes formas, pero especialmente por medio de las grandes obras arquitectónicas civiles, como las Torres de Quart (1440-1461), el Palacio de la Generalidad (cuyo portal y ventanales fueron encargados en 1481) y, sobre todo, la nueva Lonja, iniciada en 1483 y acabada en 1498. Por otro lado, también se preocupó en preservar su posición social combinando acciones asistenciales y caritativas (entre otras instituciones para atender a los pobres y marginados se fundaron catorce hospitales que se unificarían en 1512 en un solo Hospital General) con las puramente represivas.

### El Siglo de Oro de las letras valencianas

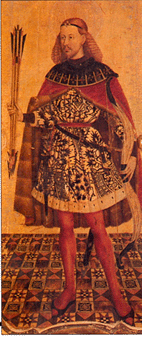
Posible retrato del poeta Ausiàs March. Retablo de San Sebastián de la Colegiata de Játiva, obra de Jacomart.

Como ha señalado Antoni Furió, «el progreso material y la promoción política se tradujeron en una gran efervescencia cultural, estimulada igualmente por el carácter cosmopolita de la capital, que recogía gentes de todas partes, y por los contactos regulares con el exterior, sobre todo con la península italiana, desde donde irradiaban las nuevas corrientes humanistas y renacentistas. No es extraño, pues, que fuese en Valencia donde fructificasen los grandes nombres de la literatura catalana, muchos de los cuales habían acompañado al rey Alfonso V de Aragón en su aventura italiana, o por donde entrase la imprenta en la península, introducida por tipógrafos alemanes..».
El filólogo Antoni Ferrando ha situado el conocido como Siglo de Oro de las letras valencianas «entre 1383, año en que Francesc Eiximenis dedica el Regiment de la Cosa Pública a los Jurados de Valencia, y 1500, fecha de publicación del último volumen de Lo Cartoixà, en versión de Joan Roís de Corella —por poner dos hitos literarios muy significativos—». Durante ese tiempo «transcurre un siglo largo en el que el joven Reino de Valencia produce unas obras literarias de primer orden, sólo comparables con las mejores de Europa»», afirma Ferrando.

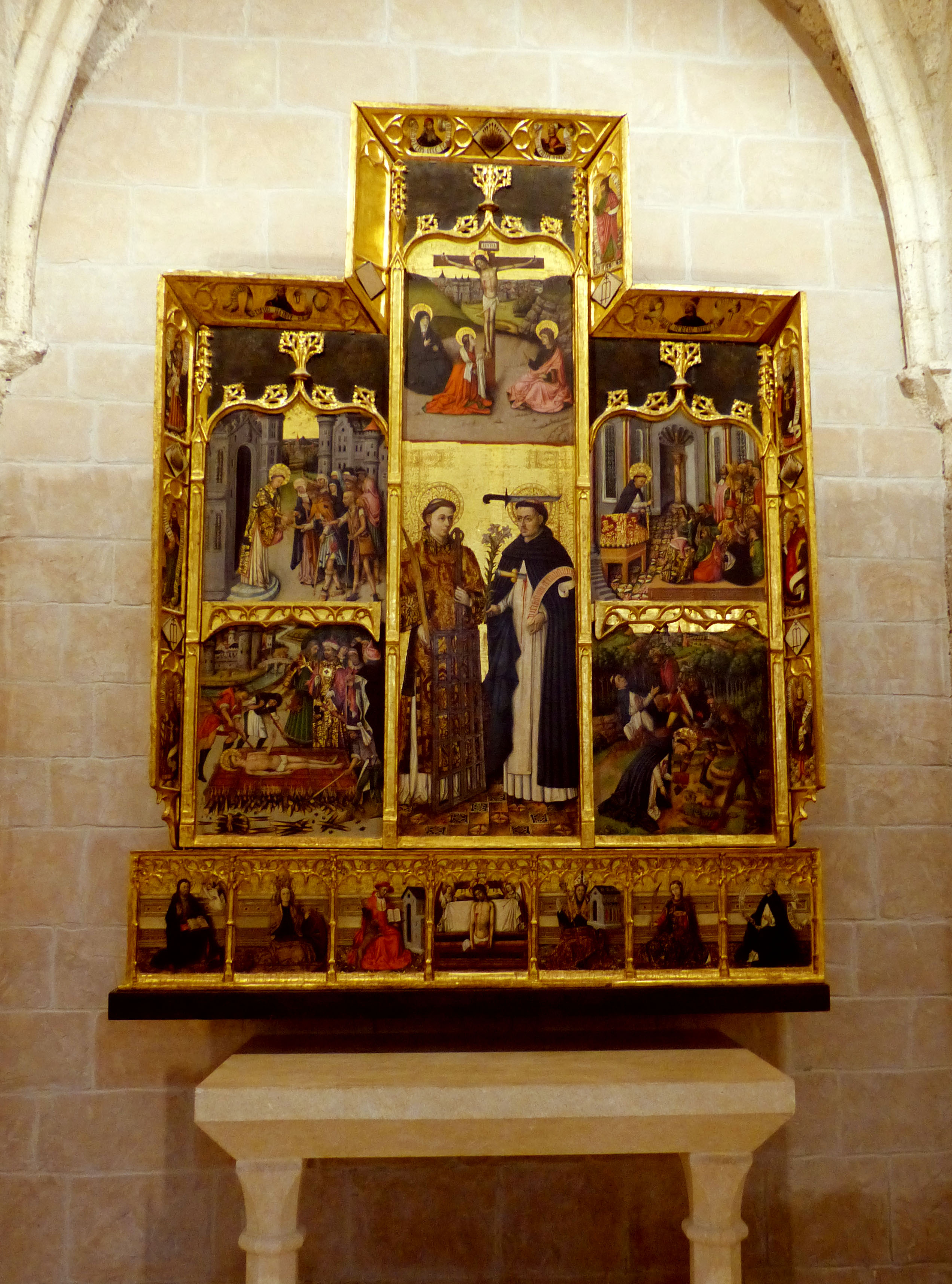
Retablo de San Lorenzo y San Pedro de Verona, obra del taller de Jacomart y de Joan Reixac (Iglesia parroquial de Nuestra Señora de la Asunción (Catí) ca. 1460). En el extremo derecho de la predela aparece Vicente Ferrer que acababa de ser canonizado por el papa valenciano Calixto III.

De la extensa nómina de escritores se suelen destacar a Francesc Eiximenis autor del Regiment de la Cosa Pública, Lo Crestià, el Llibre dels àngels, el Llibre de les dones, Scala Dei y una Vida de Jesucrist (durante mucho tiempo se creyó que era valenciano, pero nació en Gerona y llegó a Valencia cuando tenía 56 años de edad y ya había escrito algunas obras); Vicente Ferrer, canonizado en 1455 por el papa valenciano Calixto III, de cuyos miles de sermones dirigidos al poble menut (las clases populares) se publicaron unos trescientos en textos resumidos a partir de las notas que tomaban los escribientes que le acompañaban en sus viajes, no sólo por el reino de Valencia, sino por toda Europa (de hecho murió en la localidad bretona de Vannes, donde está enterrado); Antoni Canals, discípulo de Vicente Ferrer, traductor de obras clásicas como los Dictorum factorumque memorabilium de Valerio Máximo y De providentia de Séneca, dirigidas a los «hòmens de paratge» (los nobles) y a las «persones científiques e lletrades», y autor de Escala de contemplació dedicada al rey Martín I y que muestra una concepción religiosa medieval, como la de su maestro y la de Eiximenis; Jordi de Sant Jordi que adoptó un visión «laica» en su valiosa, aunque breve obra poética (murió en 1424 cuando contaba entre 24 o 30 años de edad), y que se movió todavía dentro de las convenciones trovadorescas y empleó una lengua occitanizante; Ausiàs March, que rompió completamente con el lenguaje occitanizante y que está considerado como la figura máxima del Siglo de Oro valenciano (escribió unos diez mil versos distribuidos en ciento veintiocho poemas); el autor anónimo de la novela de caballerías Curial e Güelfa (escrita a mediados del siglo XV, aunque su existencia no fue conocida hasta finales del siglo XIX); Joanot Martorell, autor de la novela de caballerías Tirant lo Blanc, que dejó inacabada y fue terminada por Martí Juan de Galba, y que Miguel de Cervantes la consideró «el mejor libro del mundo» e incluso el inglés Shakespeare se inspiró en algún episodio para su obra Much Ado About Nothing;

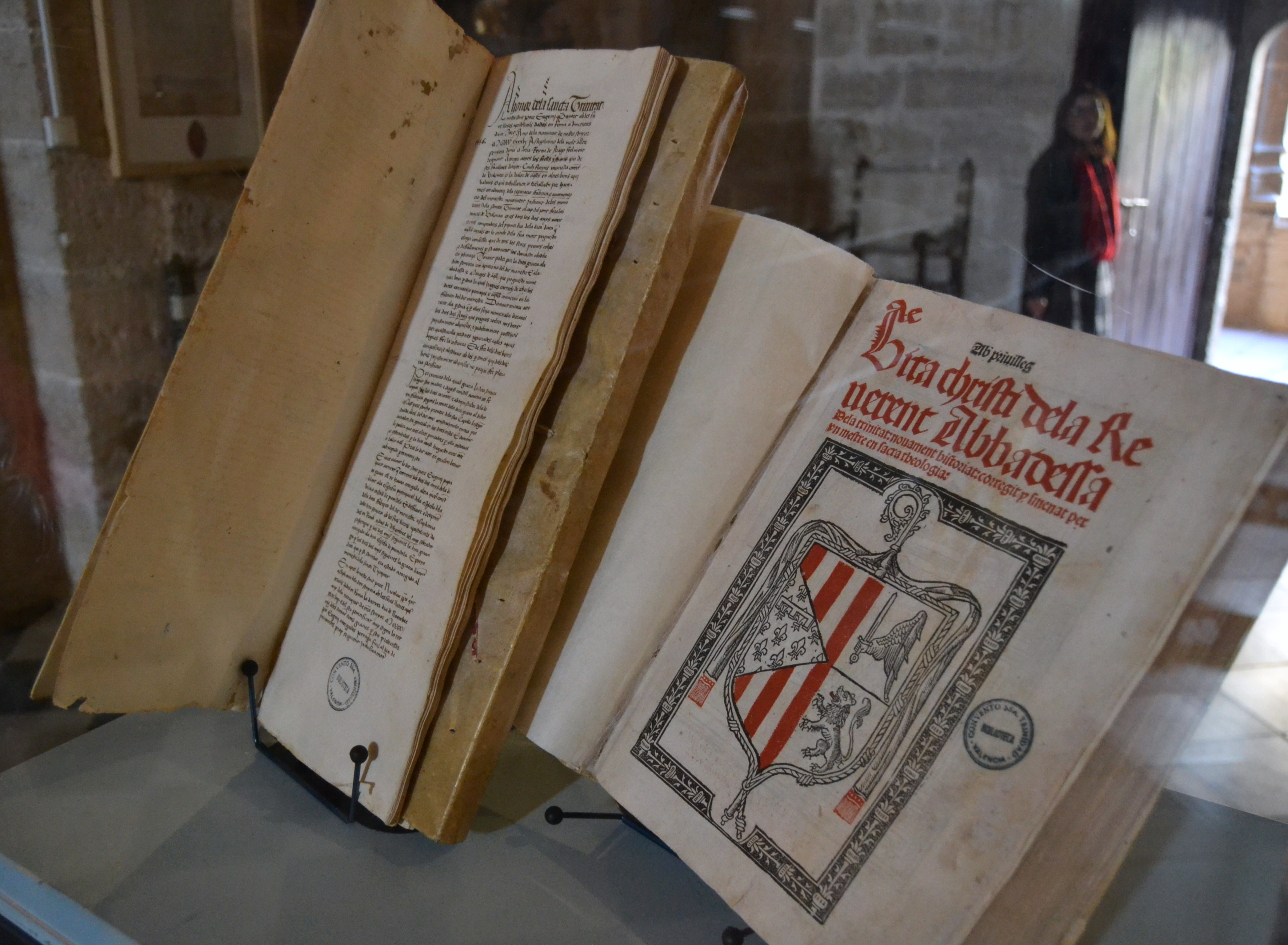
Primera página de la Vita Christi de sor Isabel de Villena, abadesa del monasterio de la Trinitat de Valencia. Escrita «en romanç perquè los simples e ignorants puguen saber e contemplar la vida e mort de nostre Redemptor e Senyor Jesús», fue impresa en 1497 nueve años después de su muerte por iniciativa de la reina Isabel la Católica.

Jaume Roig, autor de Espill, una especie de novela en verso que en gran parte constituye una diatriba contra las mujeres; sor Isabel de Villena, que le dio la réplica «feminista» a Jaume Roig en su Vita Christi, en la que, según Antoni Ferrando, «la perspectiva femenina adquiere una especial significación en la simpatía con la que trata a las mujeres de los Evangelios, sobre todo a María Magdalena y en el protagonismo que les atribuye al concederles más del 80 por cien del texto»; y Joan Roís de Corella, que fue conocido tanto por sus poemas amorosos como por sus obras religiosas (participó en el certamen poético organizado en 1474 por Bernat Fenollar que dio lugar a las Obres e trobes en llaors de la Verge Maria, el primer libro literario impreso en la península ibérica, y tradujo la Vitha Christi del cartujo Ludolfo de Sajonia que se publicó con el título de Lo Cartoixà entre 1495 y 1500, obra que está considerada como la última del siglo de oro valenciano).
Unidad de la lengua y «particularismo onomástico»
El sentimiento identitario valenciano, cuyo nacimiento se sitúa a mediados del siglo XIV como lo demostraría la proliferación del gentilicio valencians (valencianos) para referirse a los habitantes del reino de Valencia, también se trasladó al nombre de la lengua en lo que Antoni Ferrando ha denominado «particularismo onomástico». Hasta la última década del siglo XIV el término utilizado había sido el de català, junto con otras denominaciones más genéricas como romanç, pla o vulgar. A partir de esa fecha aparece el término «llengua valenciana» —el primer escritor en emplearlo fue Antoni Canals en 1395—, sin que su uso, como han destacado varios historiadores como Ferrando o Agustín Rubio Vela, signifique que se considerara una lengua diferente al catalán. «Queda fuera de toda duda de que los que la utilizaban [la denominación llengua valenciana] lo hicieran con intención de negar la unidad de la lengua», ha afirmado Rubio Vela. «No se trata de una afirmación nuestra, sino de una realidad objetiva que aflora, a veces de manera contundente e inequívoca, en los textos de la época... que se refieren a la lengua de los valencianos como catalana o valenciana», añade Rubio Vela. Por ejemplo, en el proceso de beatificación de Vicente Ferrer se dice en numerosas ocasiones que predicaba en catalán o valenciano [in sua vulgare idiomate Catalonie seu Valentino], e incluso, algunos testigos declararon que la lengua materna del futuro santo, nacido en Valencia, era el catalán (ydioma cathalonicum). «Los textos de la época ratifican un hecho incontrovertible, demostrado hasta la saciedad: la idea de que la lengua hablada por catalanes y valencianos era una sola, independientemente del nombre que se utilizara para referirse a ella... Gaspar Escolano afirmó sin tapujos: "... con ser la mesma que la Catalana..."», concluye Agustín Rubio Vela.
Además Antoni Ferrando ha destacado que «la mayoría de los escritores valencianos de los siglos XIV y XV son de origen catalán. Lo son los de primera fila: san Vicente Ferrer era hijo de un mercader de Palamós; Jaume, Pere y Ausiàs March descendían de una familia de Barcelona; los Martorell probablemente eran oriundos de la villa catalana del mismo nombre; los antepasados de Joan Olzina y de Bernat Fenollar procedían de la Cataluña occidental, y lo son también los de segunda fila, Lluís de Vilarrassa, Berenguer de Vilaragut, Jordi Centelles, Narcís Vinyoles, Jaume Gassull, Francesc Barceló, Francesc de Castellví, etc.». La excepción la constituye Joan Roís de Corella, cuya familia inmigrada a Valencia poco después de la conquista procedía del Reino de Navarra.

### La unión dinástica y el reinado de los Reyes Católicos (1479-1516)

Escudo de los Reyes Católicos (hasta 1492) con las armas de la Corona de Castilla (primer y cuarto cuartel), título aportado por Isabel I de Castilla, y las de la Corona de Aragón, junto con las del reino de Sicilia (segundo y tercer cuartel), títulos aportados por Fernando II de Aragón.

En 1479 moría Juan II, sucediéndole su hijo Fernando II, que estaba casado con la reina Isabel I. Se produjo así la unión dinástica de las Coronas de Castilla y de Aragón, pero manteniendo cada una sus propias instituciones, leyes, monedas, fronteras, etc. —de ahí que Fernando e Isabel, que serían conocidos a partir de 1496 como los Reyes Católicos por una bula otorgada por el papa valenciano Alejandro VI, nunca se intitularan reyes de España—. Se trató de una unión desigual, ya que consagraba la hegemonía castellana (cuatro millones de habitantes frente a menos de uno de la Corona de Aragón), patente en la jerarquía de títulos que anteponía el de los reyes de Castilla y de León al de Aragón. El reino de Valencia (cuyo título aparecía en séptimo lugar) quedó en una posición marginal, ya que sus alrededor de 250 000 habitantes, que en la Corona de Aragón suponían un 30 % de la población, en el conjunto de la nueva monarquía hispánica se veían reducidos a un escaso 5 %. 
La ciudad de Valencia, que seguía siendo la más poblada de la nueva entidad política y de toda la península y que mantendría un peso económico y financiero indiscutible, sin embargo, contó muy poco en el diseño de la política de la monarquía, ya que, como ha señalado Antoni Furió, Fernando el Católico «sería fundamentalmente un rey castellano —durante los treinta y siete años de su reinado (1479-1516), solo estuvo seis veces en Barcelona y cuatro en Valencia— y, de hecho, las grandes empresas políticas de su reinado, desde la conquista de Granada a la proyección hacia América, respondían a una orientación preferentemente castellana». «Valencia solo participaría como reserva financiera de la monarquía (en total, entre 1484 y 1516, aportaría cerca de ocho millones y medio de sueldos), pero quedará excluida como el resto de la Corona de Aragón, de los beneficios de estas empresas, sobre todo de los que implicaba el descubrimiento y la conquista de América, incorporada a la corona de Castilla», ha añadido Furió.

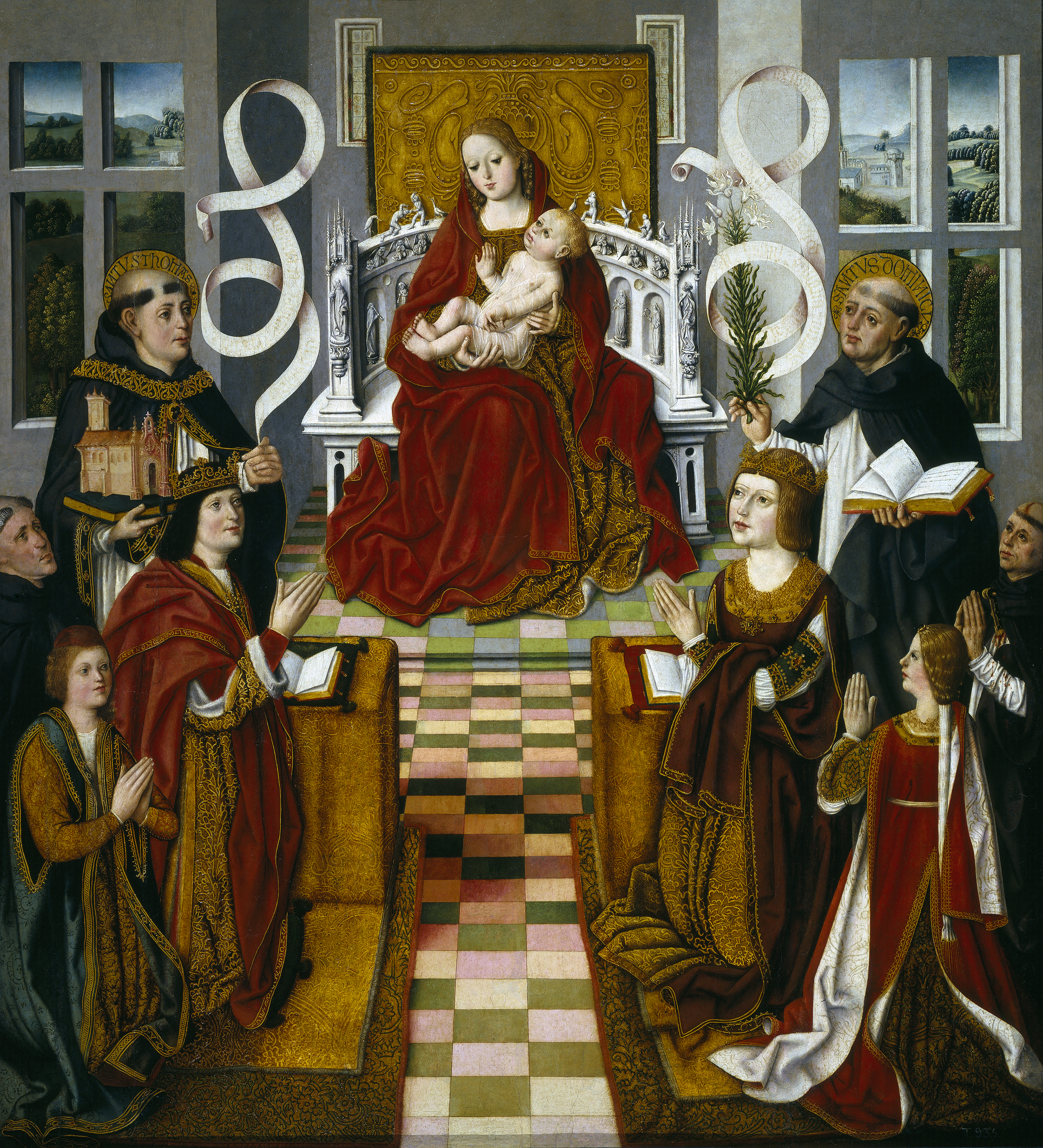
Cuadro Virgen de los Reyes Católicos en el que aparece arrodillado detrás del rey Fernando II de Aragón, el inquisidor general Tomás de Torquemada, y arrodillado detrás de la reina Isabel I de Castilla, el inquisidor del reino de Aragón nombrado por Torquemada, Pedro de Arbués, que sería asesinado en 1485, víctima de un complot de los que se oponían a la introducción de la Inquisición en el reino

Con Fernando el Católico el intervencionismo de la monarquía se incrementó y además introdujo en 1484 una institución nueva, la única común a las dos Coronas: la Inquisición. Había sido creada en 1478 para preservar la unidad de la fe católica —por lo que su principal objetivo será perseguir a los conversos que supuestamente seguían practicando la religión judía en secreto—, aunque, según Antoni Furió, con lo que coincide Rafael Narbona, «en la intención de los Reyes Católicos, sus verdaderos valedores y promotores, tanto o más que las consideraciones religiosas pesaban las políticas, ya que la nueva Inquisición —la única institución que abarcaba todos los reinos de la corona—, ponía al servicio de la monarquía un eficaz sistema de información y de represión, además de ser un poderoso instrumento de armonización legal y política». 
Los estamentos valencianos protestaron, como también lo hicieron los del Reino de Aragón y los del Principado de Cataluña, e intentaron impedir su implantación alegando la condición de «extranjeros» de los inquisidores y que en sus actuaciones no cumplían las garantías procesales estipuladas en los Fueros en beneficio de los acusados, pero Fernando II se mostró firme y la Inquisición se implantó. Su impacto en la sociedad valenciana fue enorme, sobre todo en la comunidad conversa. Entre 1484 y 1530 el Tribunal de Valencia, el más represivo de toda la Monarquía solo superado por el de Sevilla, procesó a 2354 personas, la inmensa mayoría acusadas de judaizantes. De las 1842 de las que se conoce su suerte, 754 fueron condenadas a muerte (entre ellas casi todos los miembros de la familia del humanista Luis Vives).
Rafael Narbona ha señalado que «la introducción de la Inquisición constituyó un hito relevante en la sensible reducción de la clásica autonomía de las ciudades y los reinos de la Corona de Aragón, porque ejercía como una laboriosa herramienta que socavaba e hizo tambalear el sistema político, hasta entonces bastante desvinculado de la directa autoridad real». Por otro lado, la expulsión de los judíos decretada por los Reyes Católicos en 1492 solo afectó en el reino de Valencia a una mil personas (unos cien mil en el conjunto de la monarquía), porque la comunidad judía había quedado diezmada tras las masacres de 1391.

## SigloXVI: de las Germanías al «problema morisco»

### Rebelión de las Germanías (1519-1522)
En 1519 se produjo un brote de peste negra en Valencia que provocó que parte de las autoridades abandonaran la ciudad para evitar el contagio. Coincidió con una crisis de subsistencias, originada por las lluvias y la riada de 1517, y con la amenaza de un posible ataque de los piratas berberiscos, cuyas incursiones en el litoral valenciano eran muy frecuentes. Para hacerles frente se ordenó armar a los gremios (ratificando una orden de Fernando el Católico de 1515), oportunidad que estos aprovecharon para plantear una vieja reivindicación: entrar en el gobierno de la ciudad, monopolizado por el patriciado urbano, que contaba con cuatro jurados, y por la pequeña nobleza, cavallers i generosos, que tenía dos. Como respuesta al motín que se produjo el 7 de agosto durante el cual la Catedral fue asaltada para apresar a un sodomita, posteriormente ejecutado, el gobernador de Valencia prohibió las reuniones y los desfiles, y los gremios respondieron con la formación el 29 de septiembre de la Germania ('Hermandad').
Para conseguir el reconocimiento de la Germania por el rey Carlos I —que había accedido al trono de la monarquía hispánica tres años antes, tras la muerte de su abuelo Fernando el Católico— una comisión de agermanats, compuesta por Juan Llorens, Guillem Sorolla, Joan Caro y Joan Coll se desplazó a Molins de Rei donde se encontraba entonces el joven monarca (tenía 19 años). Este los recibió el 4 de noviembre y el 25 decidió legalizar la Germania a cambio de que el estamento real (los representantes de las ciudades y villas de realengo) aceptara la jura de los Fueros, obligatoria para todo monarca que iniciara su reinado, por delegación, sin necesidad de desplazarse a Valencia. En su decisión influyó que en aquel momento Carlos estaba más interesado en su prevista elección en Aquisgrán como emperador del Sacro Imperio Romano Germánico.
Tras este reconocimiento se procedió a organizar la Germania que sería presidida por la Junta de los Trece (a imitación del Consejo de los Diez de la República de Venecia, según un cronista), formada por trece síndicos de los gremios elegidos por sorteo y con mandato anual («aquestos tretze vingueren a tenir lo mando de tota València», escribió un cronista). Sin embargo, el 4 de enero el rey dio marcha atrás, haciendo caso a las demandas de la nobleza y del patriciado urbano que le pedían la disolución de la Germanía —y también que el rey fuera a Valencia para jurar en persona los Furs— y tras recibir los informes desfavorables a los agermanats de las dos personas que había enviado a Valencia para que gestionaran su juramento de los Furs por delegación. La Junta de los Trece protestó y el rey Carlos, que tenía urgencia de desplazarse a Alemania donde esperaba ser coronado emperador (lo sería el 20 de octubre), acabó transigiendo y envió a Valencia a uno de sus principales consejeros Adriano de Utrech —también con el propósito de que fuera él quien jurara los Fueros en su nombre—.

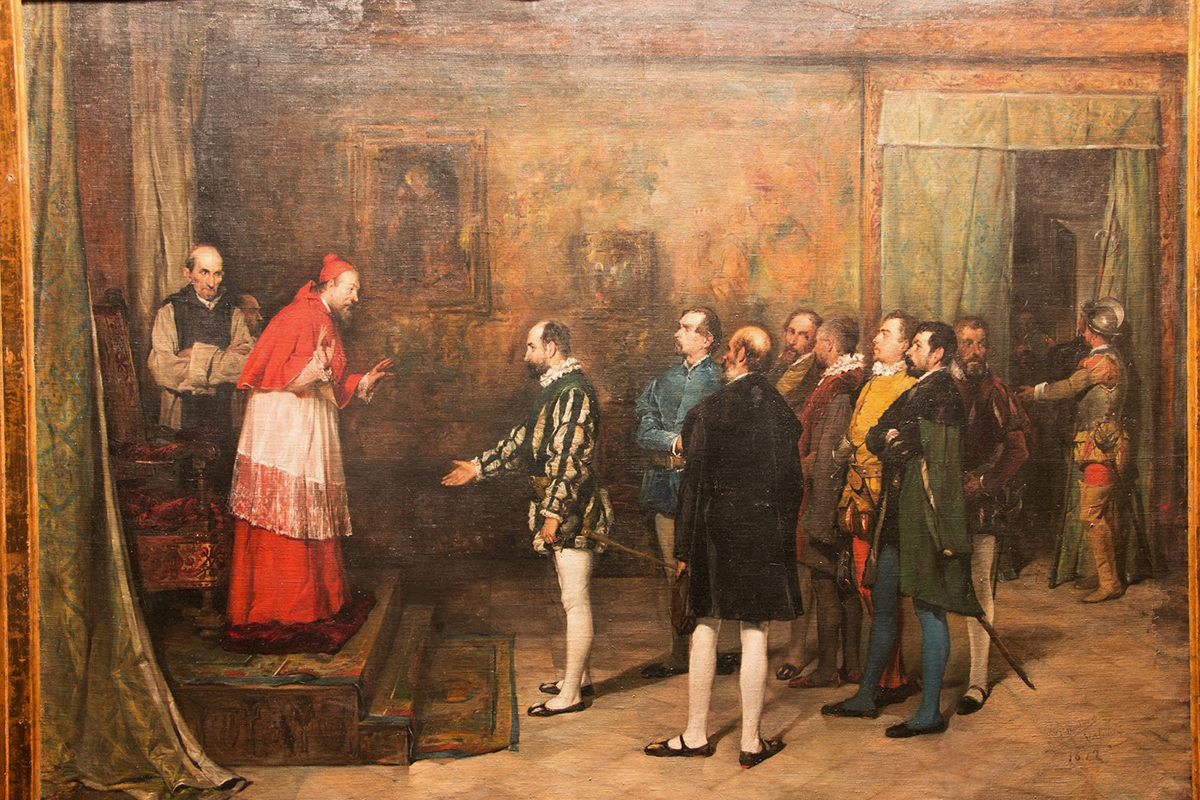
Cuadro de José Benlliure de 1872 que representa el momento en que Adriano de Utrecht recibe a la Junta de los Trece.

Adriano de Utrecht se entrevistó con la Junta de los Trece, pero no se comprometió a nada, interesado sobre todo en ganar tiempo. Los Tretze exigieron que fuera nombrado un jurado representando a los gremios, pero la decisión del rey fue enviar una lista de la ceda (el procedimiento establecido desde hacía un siglo para nombrar a los seis jurats, cuatro ciudadanos y dos de la pequeña nobleza) acompañada del nombramiento como virrey de Valencia del noble castellano Diego Hurtado de Mendoza (un «extranjero», protestaron los Trece) a quien Carlos I le había encargado la triple misión de obtener el juramento del estanmnto real, imponer la ceda y disolver la Junta de los Trece. La respuesta de los agermanados fue la resistencia, que derivó en abierta rebelión. Las unidades militares de la Germania, organizadas unos meses antes (con su capitán general, coroneles y capitanes), tomaron las calles de Valencia a finales de mayo y consiguieron que el Consejo General eligiera dos jurados populares (un cirujano y un velluter ['terciopelero']). El virrey Hurtado de Mendoza, apoyado por la nobleza, intentó anular la elección y disolver la Germanía, pero se vio obligado a huir de la ciudad, refugiándose a principios de junio en Játiva, donde se negó a recibir una embajada enviada por los Trece, quienes acabaron ocupando todos los cargos de la ciudad, incluido el Racional para Joan Caro.
Mientras tanto, enviados de la Germania, alegando que había sido autorizada por el rey, habían ido extendiendo la rebelión por otras localidades del reino, donde se constituyeron sus propias Germanies, presididas por juntas formadas por trece miembros subordinadas a la del cap i casal. Las que eran de señorío (laico o eclesiástico) adoptaron un programa antifeudal más radical. En estas zonas rurales el protagonismo inicial lo desempeñaron los labradores acomodados, deseosos de liberarse o al menos recortar el poder señorial, pero pronto se vieron desbordados, como sucedería en los núcleos urbanos, por los sectores más radicales, que demandaban la abolición de todas las rentas y que se dedicaron al saqueo de las tierras señoriales y al bautismo forzoso de sus vasallos mudéjares. Este fue otro factor que explica el alineamiento sin fisuras de la nobleza valenciana, encabezada por el duque de Gandía y el conde de Oliva, con el bando realista.

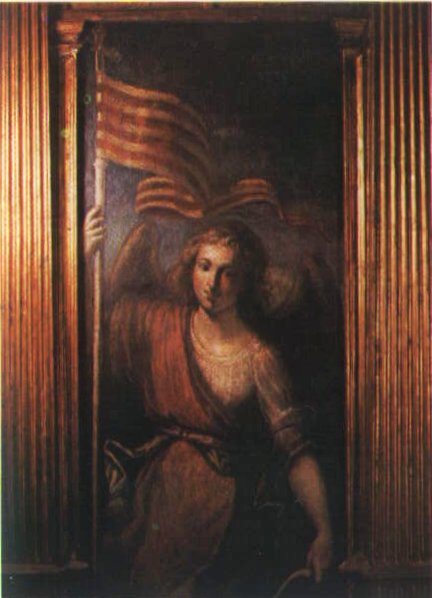
Ángel Custodio que porta la bandera cuatribarrada. Emblema del braç real de les Corts que aparece en el retablo de la capilla del Palau de la Generalitat, obra de Juan Sariñena (1607). Esta fue la bandera que enarbolaron los agermanados.

La expansión del movimiento de la Germania fuera de la capital coincidió con los preparativos militares del virrey, instalado en Denia, donde se habían refugiado los jurats de Valencia contrarios a la Germania. A mediados de agosto de 1520 se había reunido con la nobleza, decantada completamente del lado realista, en el Monasterio de Santa María de la Valldigna. En un último intento de encontrar una salida negociada los Tretze enviaron en junio de 1521 al hermano del virrey, Rodrigo, marqués de Zenete, que había permanecido en Valencia adoptando una posición ambigua, a que se entrevistara con él. El virrey se mostró inflexible (su hermano se reconcilió con él) y reiteró sus condiciones: la disolución de los Tretze, la dimisión de los jurats y la deposición de las armas. La respuesta fue el saqueo de las casas de nobles y la destrucción de los títulos de propiedad. Ya no había más alternativa que la guerra.
El primer objetivo de los agermanats fue ocupar la mitad norte del reino para evitar que al virrey le llegaran refuerzos desde el Principado de Cataluña. Se armó un ejército compuesto por unos 2000 hombres al mando del carpintero Miquel Estellés, pero fue derrotado por las fuerzas realistas comandadas por el duque de Segorbe en las batallas de Oropesa (4 de julio de 1521) y de Almenara (18 de julio de 1521) —una de las claves de la derrota fue que los agermanats no consiguieron reclutar nuevas tropas debido a la escasa implantación de la Germania en esa parte del reino—. Más éxito cosecharon inicialmente en su segundo objetivo de dominar la mitad sur del reino. Un ejército al mando de Esteve Urgellés tomó el castillo de Játiva el 14 de julio y nueve días después, el 23 de julio, otro ejército comandado por Vicent Peris derrotaba al ejército realista, en el que también combatían mudéjares como mercenarios, comandado por el propio virrey en la batalla de Gandía —la única en batalla campal—. Sin embargo, Peris no supo sacar provecho de su victoria, ya que se dedicó a bautizar a la fuerza mudéjares, y a saquear la huerta de Gandía y las comarcas vecinas hasta la Canal de Navarrés. Un ejército de 6000 hombres que intentaba tomar Orihuela, cabeza de la otra Gobernación del reino, fue derrotado el 29 de agosto de 1521 en la batalla de Orihuela por el ejército realista al mando del marqués de los Vélez. Hubo unos dos mil muertos. Los realistas desataron tras su victoria una brutal represión —fueron ejecutados unos cuarenta agermanats— y el tercio sur del reino, hasta Onteniente, quedó en su poder.
Mientras tanto en la capital los promotores iniciales de la Germania, la mayoría de los cuales pertenecían al sector más acomodado del artesanado y de la pequeña burguesía urbana e incluso alguno era ciudadano honrado, se alejaron de la misma a causa de la radicalización representada por los Peris, Urgellés o Estellés, y ofrecieron el 29 de junio, apenas diez días después del comienzo de la guerra, el puesto de gobernador de Valencia al marqués de Zenete, que este aceptó el 4 de julio, y después, el día 30, disolvieron la Junta dels Tretze. Vicent Peris que no había participado en la batalla de Orihuela volvió a Valencia para evitar la capitulación, pero su ejército fue derrotado en Murviedro el 11 de octubre, logrando escapar a Játiva. Tres días después Valencia se rendía a las fuerzas realistas y el 19 dimitían los dos jurats agermanats, procediéndose a nueva elección en la que ya solo figuraban ciutadans honrats y cavallers i generosos (la pequeña nobleza). Peris aún realizó un último intento desesperado para reavivar la Germania en la capital, pero fracasó, siendo ejecutado el 4 de marzo de 1522.
Tras la capitulación de Valencia ya solo quedaban dos núcleos agermanats en el reino, Játiva y Alzira. Entonces hizo su aparición L'Encobert ('El Encubierto') que se presentó en Játiva diciendo ser hijo del príncipe Juan, heredero al trono de los Reyes Católicos fallecido hacía veinticinco años, aunque en realidad se trataba de un judeoconverso de origen aragonés llamado Antonio Navarro, pero que consiguió que su historia fuera creída, dotando así al movimiento agermanat de un carácter milenarista que ayudó a sostenerlo. Su asesinato en Burjasot a manos de unos sicarios en mayo de 1522 —aunque aparecieron tres encoberts más: un frutero andaluz que también apareció en Játiva; un segundo que apareció en Valencia, siendo ejecutado en marzo de 1523; un tercero, Juan Bernabé, que fue ajusticiado en Teruel el 1 de agosto de 1523— y, sobre todo, la vuelta a Castilla del rey Carlos, ya como emperador del Sacro Imperio Romano Germánico con el título de Carlos V, sellaron el destino de la rebelión. Conminadas a hacerlo por el propio rey-emperador, Játiva se rindió el 5 de diciembre y Alzira dos días después.

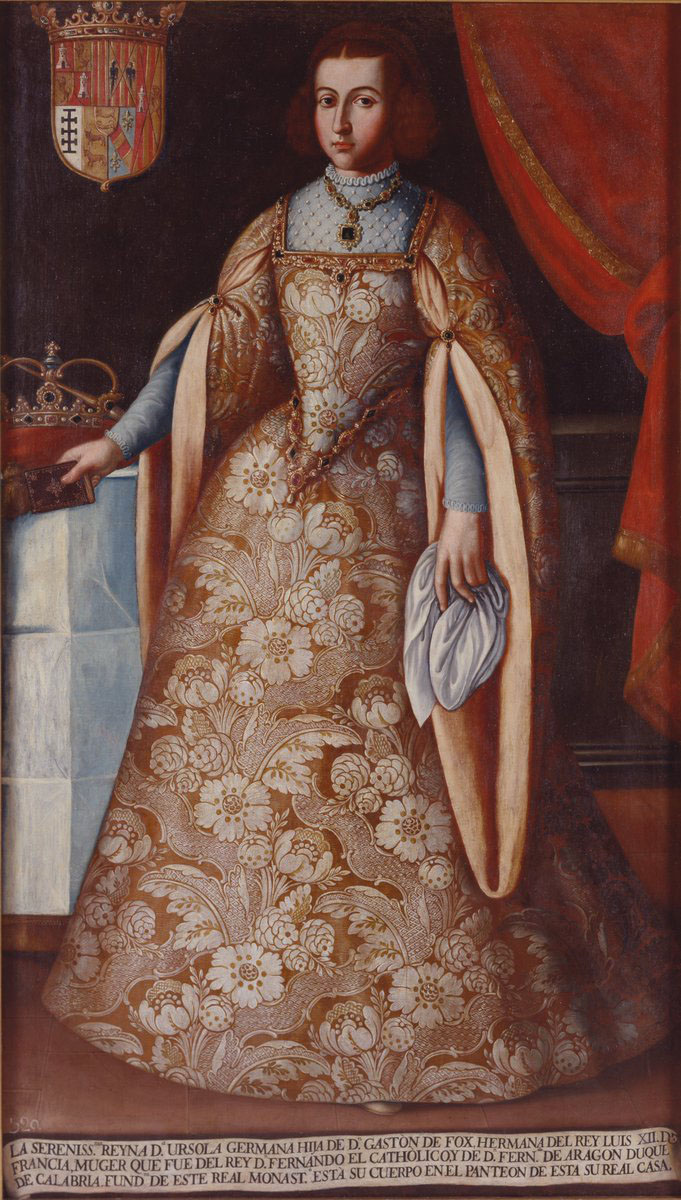
Retrato de Germana de Foix, virreina de Valencia. Agravó la represión iniciada por su antecesor en el cargo Diego Hurtado de Mendoza, revocando el perdón general otorgado por este

La represión que se desató contra los agermanats fue dura, sobre todo a partir de diciembre 1523, cuando Germana de Foix, segunda esposa de Fernando el Católico, ocupó el cargo de virrey de Valencia en sustitución de Diego Hurtado de Mendoza. Esta anuló el perdón general concedido por su antecesor —que solo había ajusticiado a los líderes, unos cincuenta—, lo que provocó la huida masiva de agermanats. En total unos ciento cincuenta fueron ejecutados, entre ellos Vicent Peris, Guillem Sorolla y los sucesivos encoberts, Juan Caro y Jaume Ros, y unos mil fueron desterrados. El cronista Gaspar Escolano cuenta que las horcas de madera de la plaza del Mercado tuvieron que ser sustituidas por otras de piedra por «temor a algún siniestro al caerse con toda la masa humana colgando». Sus bienes fueron confiscados y las ciudades y villas sublevadas, alrededor de ochenta, fueron obligadas a pagar fuertes composiciones que superaron la cifra de 380 000 libras, equivalente a más de 360 000 ducados, de los que a la ciudad de Valencia le correspondió pagar cerca de la tercera parte. Játiva tuvo que pagar 36 000 ducados, Alcoy 12 600, Alzira 12 400 y Murviedro 9175.
Entre los represaliados destacan el jurista Bartomeu Monfort que tuvo que pagar la astronómica cifra de diez mil ducados, la misma que tuvo que pagar el gremio de velluters ['terciopeleros'], el más castigado de todos, seguido del de paraires y el de teixidors. Pasados cincuenta años todavía había villas, como también ocurrió en el reino de Mallorca, que continuaban pagando su composición.

### Repliegue político y cultural: la progresiva castellanización de las elites

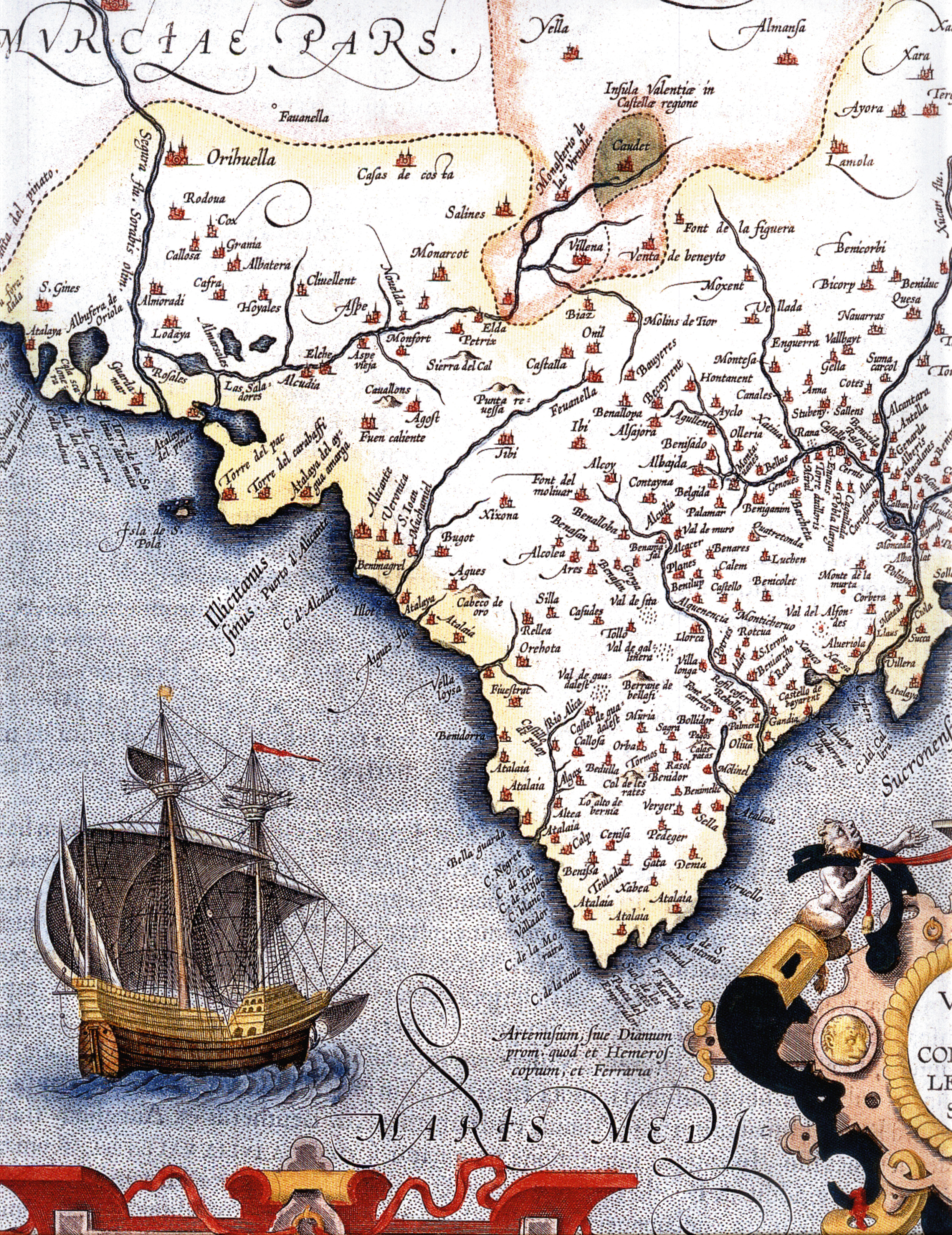
Parte del reino de Valencia en el

El «repliegue político y cultural» que, según Antoni Furió, caracterizó la historia del reino tras la derrota de las Germanías, ya se había iniciado antes, durante el reinado de Fernando II el Católico, al perder peso económico y político como consecuencia de quedar integrado en la Monarquía Hispánica, bajo la hegemonía de la Corona de Castilla —sus 250 000 habitantes apenas representaban un 3 % de los ocho o nueve millones a que ascendía la población total de la península—. En ese «repliegue» —aunque el crecimiento económico continuó sustentado principalmente en el comercio exterior y en la manufactura de la seda— tuvo un papel relevante la Inquisición, cuya actuación, aunque su propósito era religioso —asegurar la «unidad de fe» de la nueva monarquía hispánica—, «tuvo efectos colaterales sobre la cultura de la época y contribuyó, con la represión de autores, editores y obras a empobrecer el panorama intelectual de la Valencia de la primera edad moderna», ha señalado Furió. Joan Roís de Corella y el Tirant lo Blanc fueron objeto de las sospechas inquisitoriales, aunque el caso más paradigmático tal vez fuera el del médico y escritor Lluís Alcanyís, que murió en la hoguera en 1506, después de haber pasado tres años en la prisión. Poco después el futuro humanista de origen judeoconverso Juan Luis Vives abandonaba Valencia a la que ya nunca volvería.

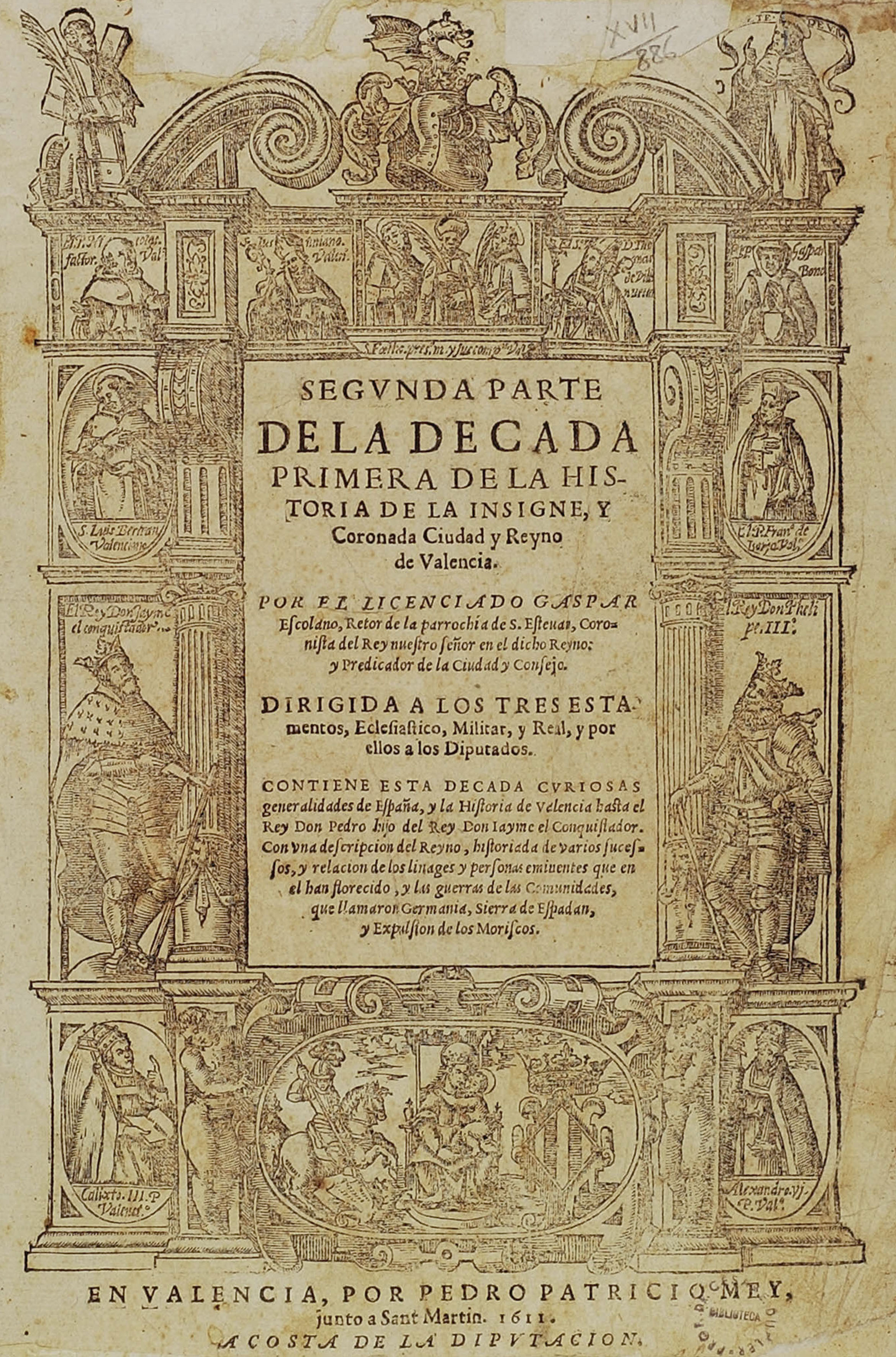
Portada de la Segunda parte de la década primera de la historia de la insigne y coronada ciudad y Reyno de Valencia de Gaspar Escolano (1611)

Sin embargo, Furió considera que la actuación de la Inquisición no fue el único factor que explicaría el «repliegue» y destaca asimismo, concediéndole gran importancia, el debilitamiento del patriciado urbano y de la pequeña nobleza (cavallers i generosos), que habían sido los grupos sociales que habían sostenido el Siglo de Oro como lectores —y de cuyo seno habían salido la mayoría de los autores—, como consecuencia de la «nueva condición periférica de Valencia en el seno de la monarquía y del imperio hispánicos», y también «la infiltración de algunos grandes linajes de la aristocracia castellana en el mapa señorial valenciano y la implicación de las grandes familias valencianas en los engranajes de la monarquía hispánica». La consecuencia de todo ello fue que, en el ámbito de las letras, del Siglo de Oro se pasó «a una producción [literaria] cortesana, aristocratizante, cada vez más castellanizada y sin figuras relevantes». Si entre 1473 y 1506 solo se publicaron 5 libros en castellano (49 en valenciano), entre 1510 y 1524 fueron 42, por encima de los 27 publicados en valenciano (34 en latín).
El reino conservó sus leyes e instituciones propias —y su moneda, sistema medidas, aduanas, etc.—, pero en los inicios del siglo la monarquía creó dos instituciones que se superpusieron a las medievales y que por medio ellas el rey, ausente del reino —en contadísimas ocasiones lo visitó—, ejercía su poder (asesorado por el Consejo de Aragón): la Audiencia de Valencia, creada por Fernando II en 1506, y, sobre todo, el virrey, cargo permanente creado por Carlos I en 1520 con motivo de la rebelión de las Germanías (y cuyo antecedente era el Lugarteniente general).

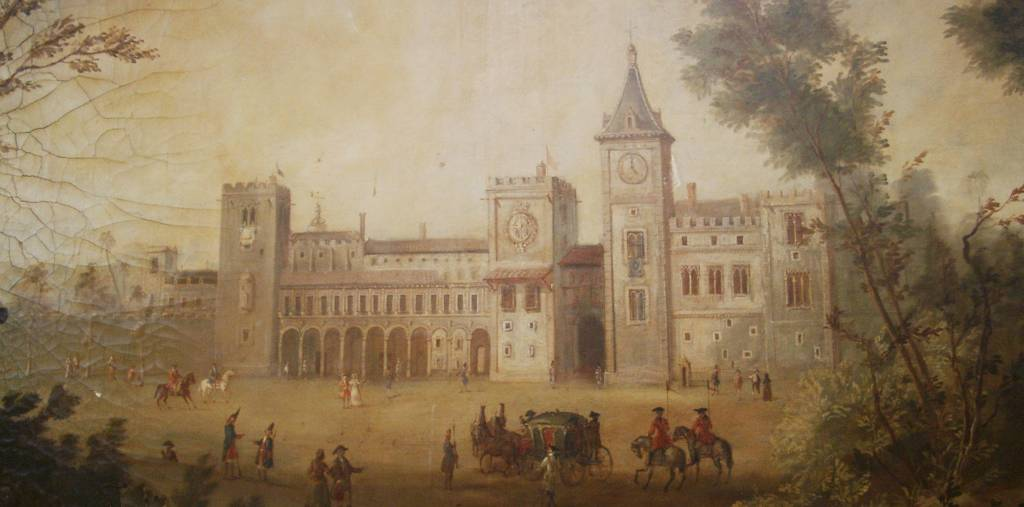
Vista del Palacio Real de Valencia, situado extramuros al otro lado del río Turia, a principios del, poco antes de su demolición. Fue la sede de la corte virreinal hasta 1707

En torno al virrey —dignidad desempeñada entre 1523 y 1536 por Germana de Foix, conjuntamente con su tercer marido el duque de Calabria entre 1526 y 1536, y que a su muerte le sucedió este último, que estuvo en el cargo hasta 1550; los siguientes virreyes, con escasas excepciones, ya fueron miembros de la alta aristocracia castellana—, se formó una corte, instalada en el Palacio Real y cuyo ambiente retrató Luis de Milán en su obra El Cortesano, como no había existido hasta entonces en Valencia, en cuanto que el virrey ostentaba la condición de alter ego del monarca. Allí acudió la nobleza valenciana, buena parte de ella endeudada, en busca de prebendas y cargos. Además, también buscó entroncar con los grandes linajes de la nobleza castellana —al mismo tiempo que aumentaba su carácter endogámico y marcaba distancias con la pequeña nobleza local de los cavallers i generosos— con el objetivo de aumentar su influencia y en último término poder acceder al verdadero centro del poder, la corte real situada definitivamente en Madrid por Felipe II. Según Miguel José Deyá Bauzá, la «comunión creciente de intereses entre rey y elites» después de las Germanías, se explicaría por «la necesidad de superar el trauma agermanado y de contar con la corona ante la amenaza morisca y la compleja situación defensiva [a causa del empuje turcoberberisco]». Todo ello «aconsejaba una creciente colaboración con el monarca, lo que produjo una mayor fluidez constitucional pero pagando el precio de unas Cortes y organismos regnícolas menos reivindicativos políticamente de lo que el ordenamiento foral les permitía».
La consecuencia de todo ello fue la progresiva castellanización política, social y cultural, y también lingüística, de la nobleza, que también afectó al patriciado urbano —cuyos ingresos provenían cada vez más de los intereses («pensiones») de los préstamos censalistas y del arrendamiento de los impuestos municipales— que aspiró a integrarse en aquella, asimilándose a los cavallers, y que comenzó a imitar sus costumbres y estilo de vida, «aristocratizándose» progresivamente. Como ha señalado Antoni Furió, «con la unión dinástica y la posterior consolidación de la monarquía hispánica, el castellano, la lengua de los Trastámara y pronto también de los Austria, se impuso desde el principio como lengua de la corte, del estado y de la política. Esto y la subsecuente obligación de comprenderlo, hablarlo y escribirlo, para comunicar con los órganos de poder del estado y la clase social que lo sustentaba, favoreció, primero, el bilingüismo de la aristocracia autóctona y, más tarde, su total castellanización. También intervenían en ello razones de prestigio y de distinción social, ya que su condición de lengua cortesana —incluso en Valencia: en la corte virreinal— hacía del uso del castellano un signo de elegancia y distinción».

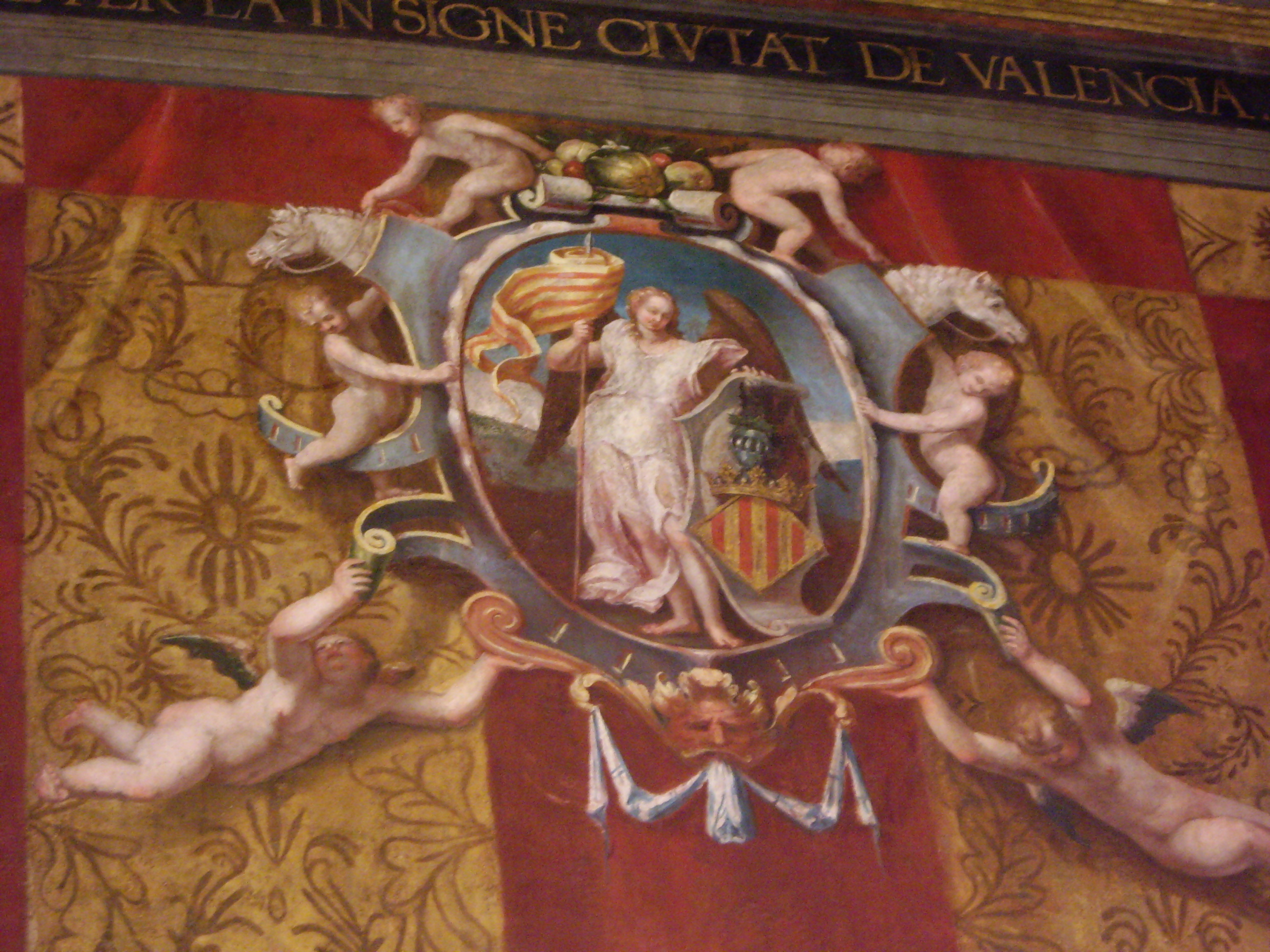
Emblema del braç real de les Corts (el Ángel Custodio con la bandera y el escudo de las cuatro barras de gules sobre campo de oro) situado encima de los cuatro jurados de la ciudad de Valencia y miembros de la Diputación del General. Pintura de la Sala de Corts del Palacio de la Generalidad (1592)

Prueba de ello, añade Furió, fue «la extraordinaria difusión de libro en castellano, tanto del de importación como, sobre todo, del de producción local. Entre 1510 y 1572 se editaron en Valencia 219 títulos en castellano: solo uno menos que los impresos en latín y más del triple de los publicados en catalán. Estos últimos solo eran mayoritarios en el campo de derecho; por contra, en literatura, religión e historia, el predominio del castellano era absoluto». Un certamen literario de 1592 ya fue convocado únicamente «en lenguaje castellano, que es agora el que más corre». Veinte años después Gaspar Escolano publicaba en castellano Décadas de la historia de Valencia —en 1538 Pere Antoni Beuter publicó en valenciano su Primera part de la història de València; la segunda parte editada en 1550 ya la publicó en castellano, lo mismo que la Crónica de la ínclita y coronada ciudad de Valencia de Rafael Martí de Viciana, escrita en valenciano, pero publicada en castellano—.
Así pues, a lo largo del siglo XVI el valenciano fue desplazado por el castellano como lengua culta, aunque continuó siendo la lengua popular y también la de la administración del reino (lo que se mantendría hasta el Decreto de Nueva Planta de 1707 en cuya aplicación se obligó a que toda la documentación oficial fuera escrita en castellano).

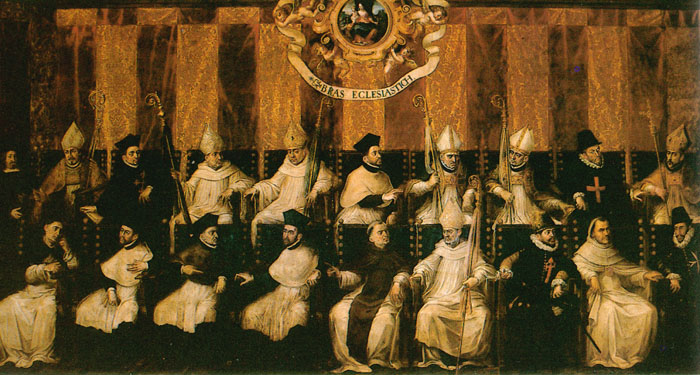
Braç eclesiástico en la Sala de Corts del Palau de la Generalitat (pintura de Vicent Requena el Jove, 1592-1593)
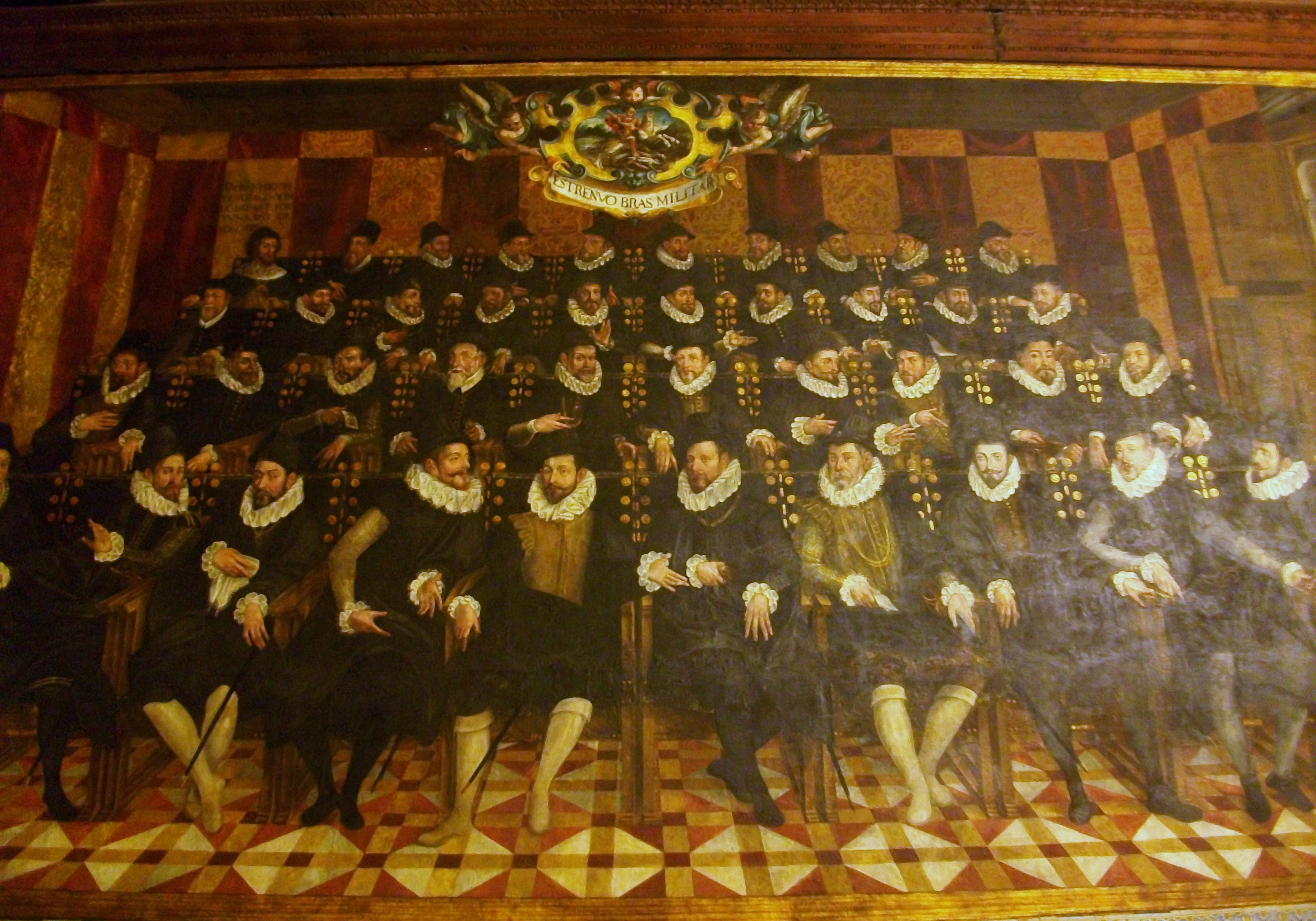
Braç militar o nobiliario (pintura de Francesco Pozzo, 1592)
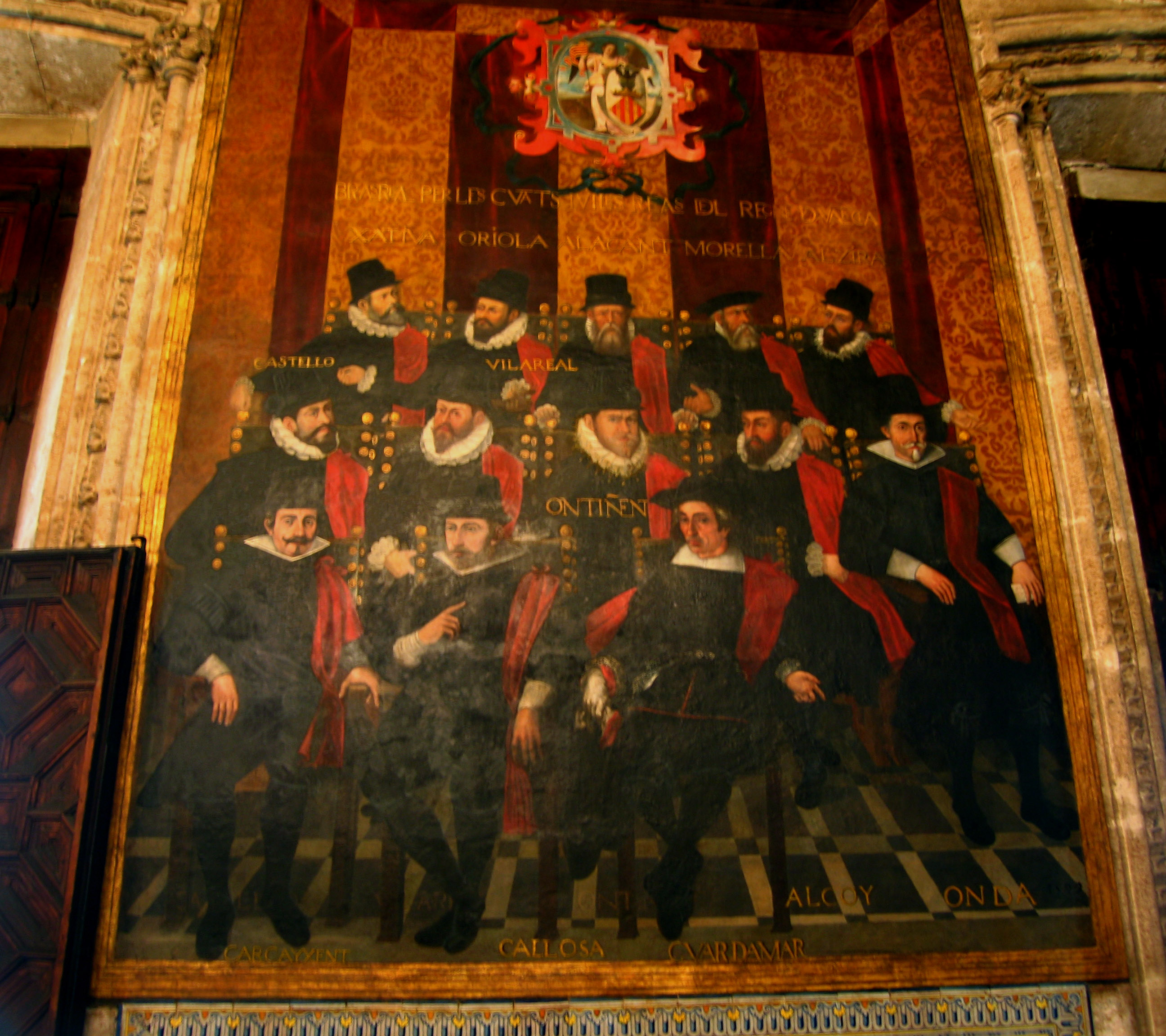
Villas y ciudades de primera categoría del braç real (pintura de Vicent Mestre, 1592)
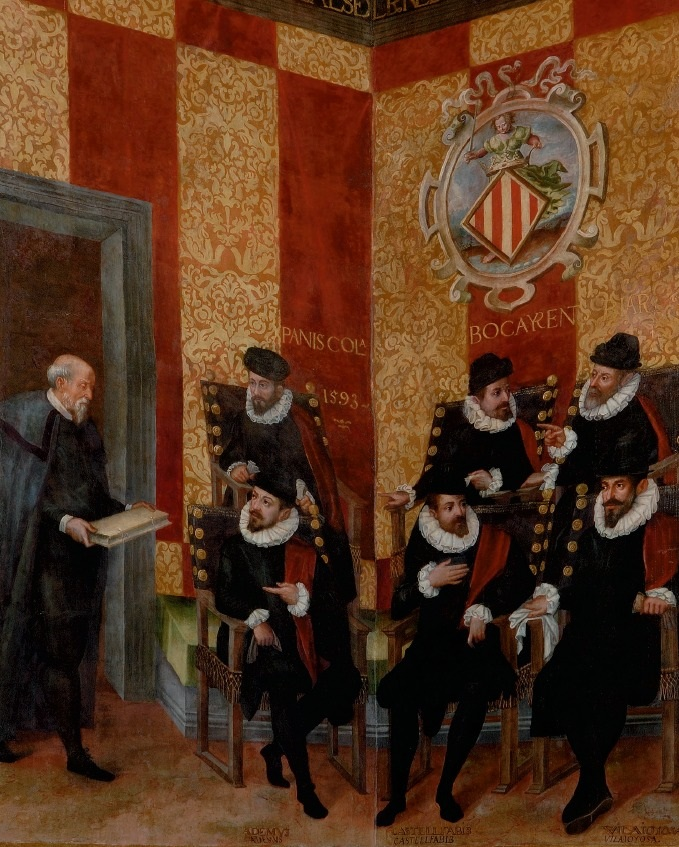
Villas de segunda categoría del braç real (pintura de Lluís Mata y Sebastià Saïdia, 1593)
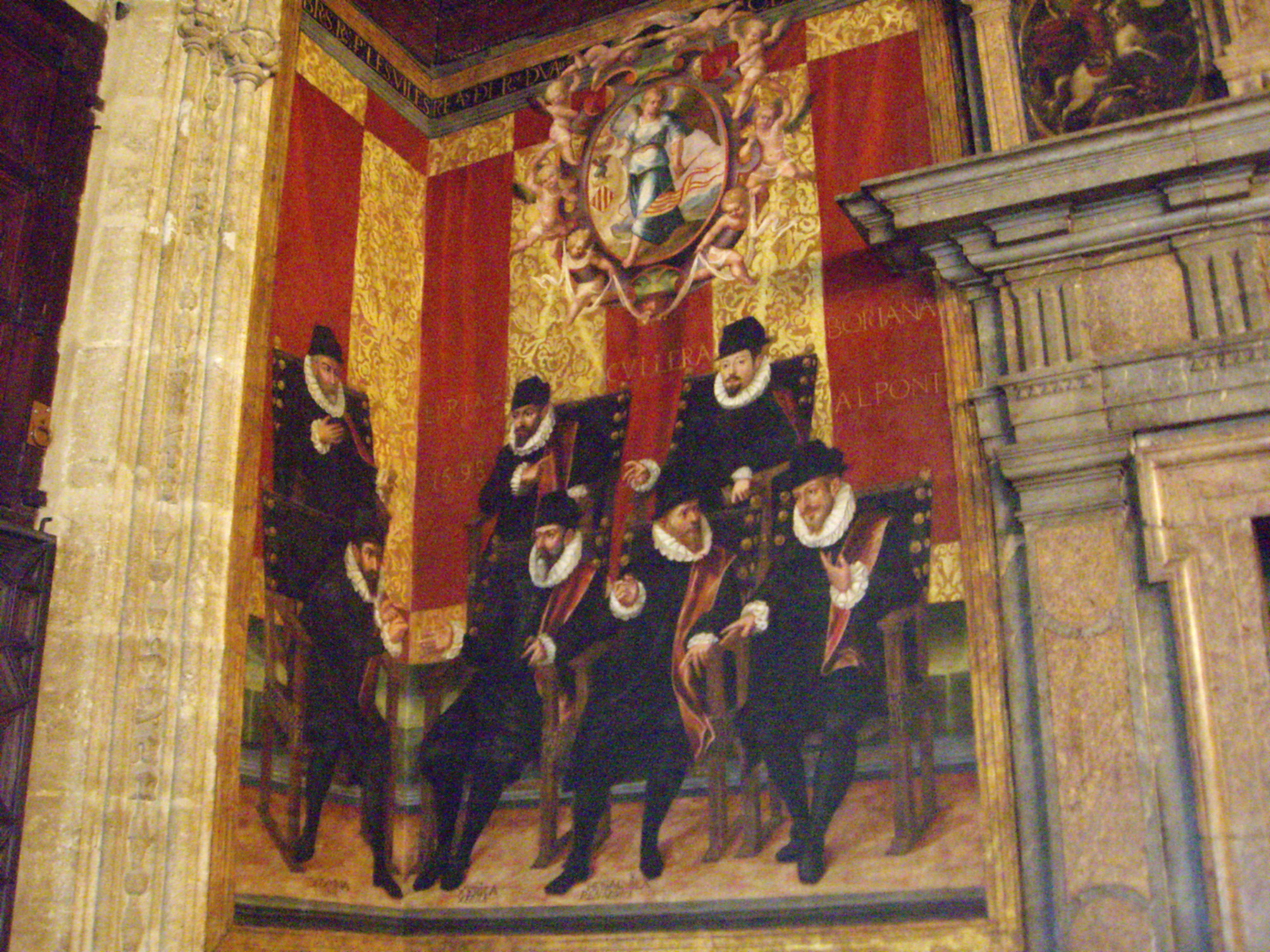
Otras villas de segunda categoría del braç real (pintura de Lluís Mata, 1593)

### Conversión forzosa de los mudéjares (1525): el «problema morisco»

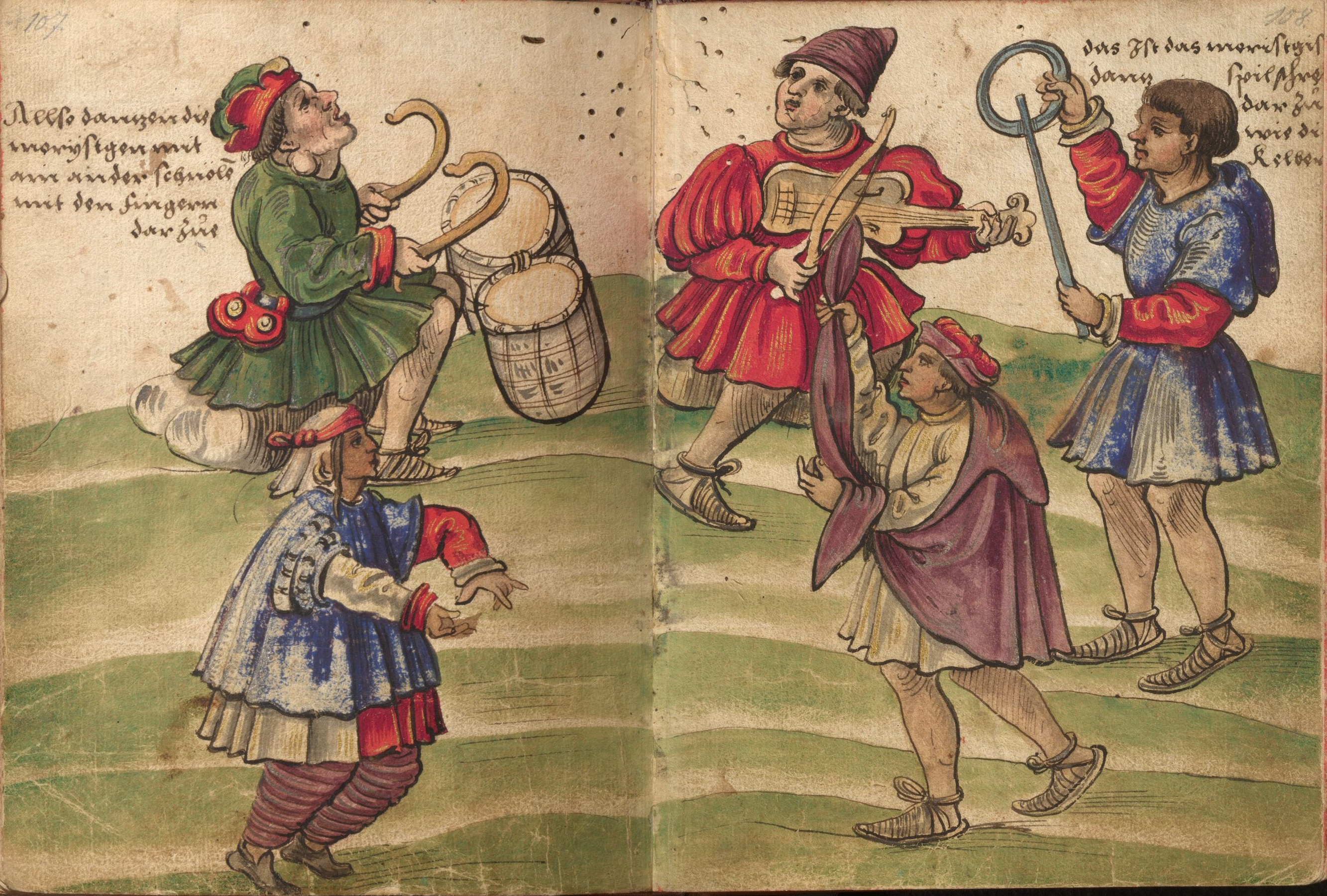
"Danza morisca". Dibujo de Christoph Weiditz (1529)

Tras el fin de la rebelión de las Germanías se planteó la validez de las conversiones forzosas de los mudéjares (moros o sarraïns en los textos de la época) realizadas por los agermanats —el cronista Gaspar Escolano relató que se utilizaron procedimientos expeditivos como rociar sus cabezas con escobas empapadas con el agua de las acequias—. El inquisidor general Alonso Manrique convocó una junta para abordar el tema, que después de varios meses de deliberaciones, determinó en junio de 1525 que los bautismos eran válidos —según su razonamiento, «escoger» el bautismo como alternativa a la muerte significaba que se había ejercido el libre albedrío— lo que levantó las protestas de los mudéjares que negaron la legitimidad de los mismos, y algunos de ellos se rebelaron haciéndose fuertes en la sierra de Bernia y en la Muela de Cortes, aunque acabaron por rendirse. La culminación de ese proceso fue la orden del rey Carlos I hecha pública el 8 de diciembre de 1525 por la que se obligaba a los mudéjares, no solo del Reino de Valencia, sino de todos los estados de la Corona de Aragón, a convertirse al cristianismo —los de la Corona de Castilla ya habían sido forzados a hacerlo por los Reyes Católicos en 1502—.

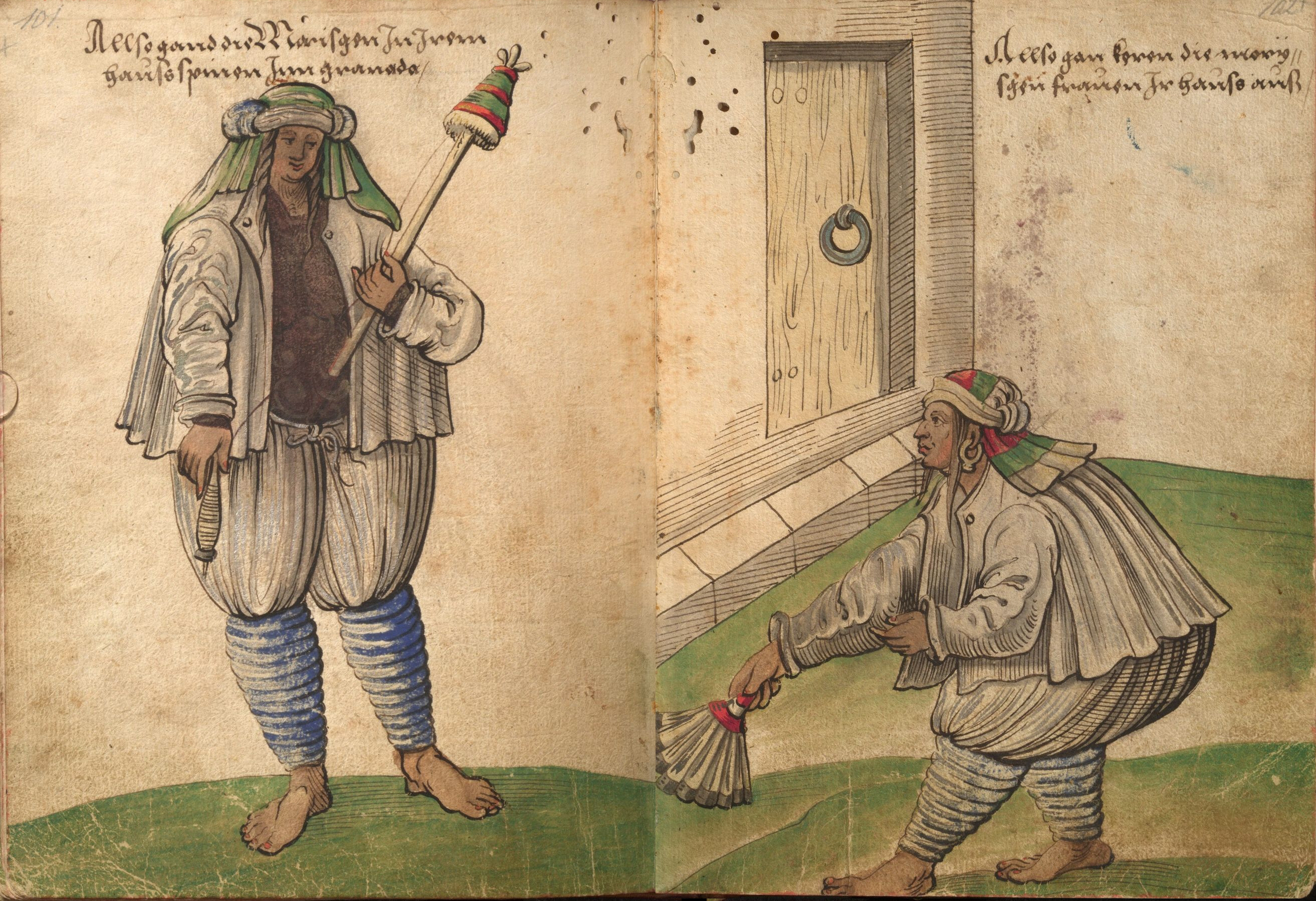
"Mujer morisca hilando"; "mujer morisca barriendo en casa". Dibujos de Christoph Weiditz (1529)

Los mudéjares de la Corona de Aragón, convertidos ahora en moriscos (en cristianos nuevos), enviaron una delegación a la corte donde consiguieron, después de unas largas negociaciones y el pago de un servicio de 40 000 ducados, que la Inquisición no interviniera en sus asuntos durante cuarenta años, que durante diez años pudieran conservar sus costumbres, su lengua y el derecho a tener cementerios distintos, así como la igualdad fiscal con el resto de los cristianos y el pago de una renta a los alfaquíes convertidos con cargo a los bienes de las mezquitas que habían pasado a la Iglesia. Sin embargo, el acuerdo permaneció en secreto hasta mayo de 1528, porque proseguían las revueltas, la más importante de las cuales era la rebelión de Espadán que estuvo protagonizada por los mudéjares del valle del Palancia, una comarca fuertemente islamizada, y que no fue sofocada hasta septiembre de 1526. Los moriscos del cercano Reino de Aragón permanecieron tranquilos y no se les unieron.
A mediados del siglo XVI se hizo evidente que la política de asimilación de la minoría morisca había fracasado. Los moriscos seguían manteniendo una clara conciencia diferencial y de origen común, basada en su lengua (que los cristianos llamaban algarabía, un árabe dialectal y empobrecido), sus costumbres ligadas a la religión musulmana (como las prohibiciones alimenticias) y el mantenimiento de sus nombres árabes (a pesar de que al bautizarse se les imponía un nombre cristiano), como lo demostraría un documento en el que se designan a sí mismos como «la nación de los cristianos nuevos de moros del Reino de Valencia». De hecho en muchos lugares, sobre todo en las zonas del interior más apartadas, siguieron practicando su religión, contando a veces con la protección de sus señores —al parecer muchos moriscos lavaban las cabezas de sus hijos después de ser bautizados—, y muchos alfaquíes, que desempeñaron un papel clave en el mantenimiento de la identidad musulmana de los moriscos, mantuvieron escuelas clandestinas en las que enseñaban a leer y escribir el árabe.
Un testigo en un proceso inquisitorial contra un morisco de Benaguacil declaraba en 1567 que «aunque nuevamente convertidos, no son ni viven como cristianos, antes siempre tratan y viven como moros... de manera que son más moros que nunca». Se constataba que las campañas evangelizadoras habían fracasado rotundamente, lo que se debió a que las parroquias que se crearon en las zonas moriscas eran escasas y mal dotadas económicamente, lo que redundaba en la falta de interés de los curas y frailes encargados de la evangelización en un territorio hostil, y que además estaban mal preparados —la predicación en árabe apenas se intentó y cuando se propuso la creación de una cátedra de esa lengua en la Universidad de Valencia Felipe II, siguiendo la recomendación del arzobispo de Valencia Juan de Ribera, se negó porque habría supuesto poner al mismo nivel al árabe que al latín—. Además la Inquisición no cumplió completamente con el compromiso de 1526 de no actuar durante cuarenta años contra los moriscos y procesó a más de un centenar ellos por seguir practicando la religión musulmana, e incluso a algún señor por permitirlo a sus vasallos. Con el fin de la tregua acordada, los procesos se incrementarían notablemente: entre 1566 y 1620 serían procesados más de tres mil quinientos, de los que treinta y ocho murieron en la hoguera.

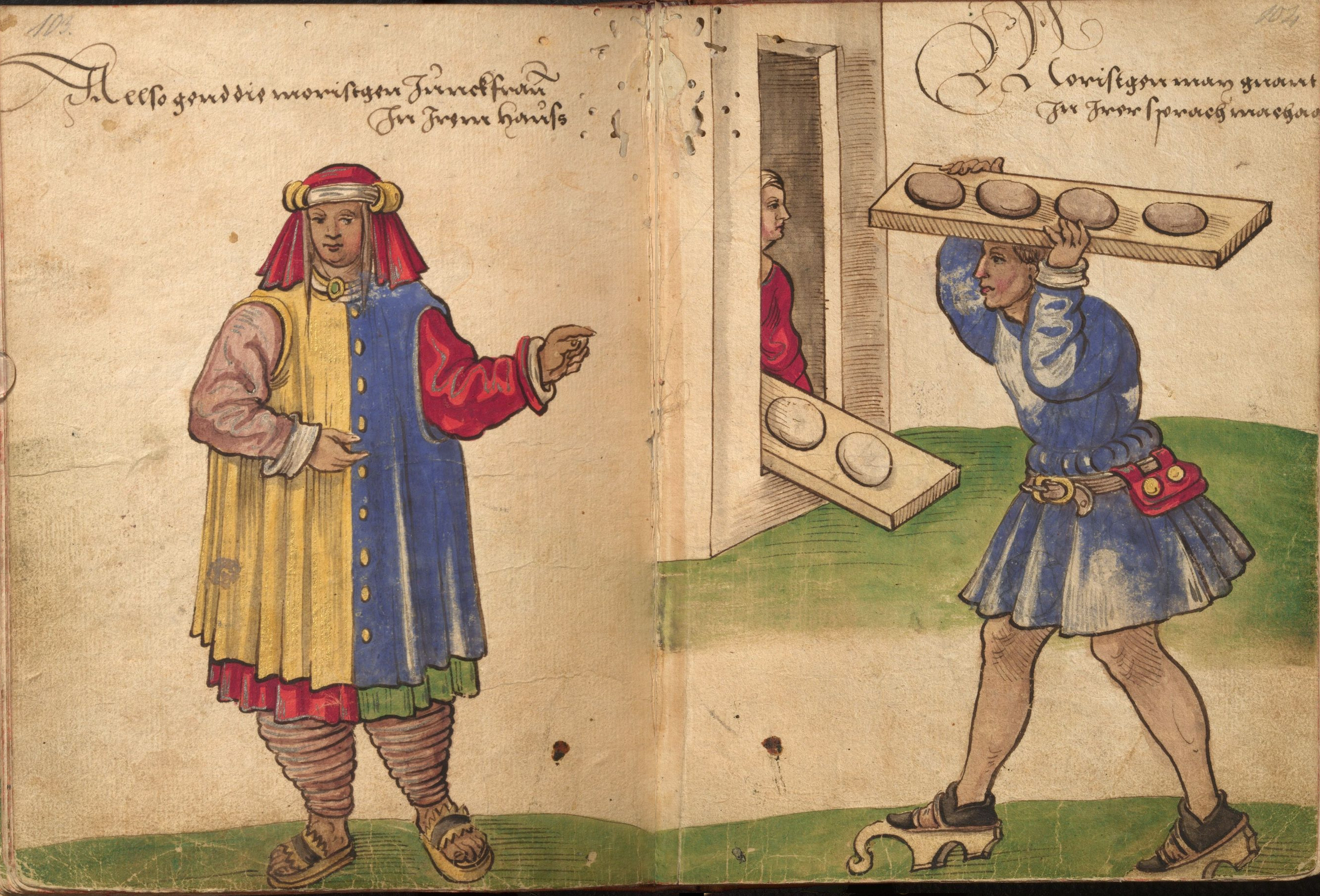
"Morisco llevando pan". Dibujo de Christoph Weiditz (1529)

El «problema morisco» se convirtió en una cuestión política «internacional» prioritaria para la Monarquía Hispánica a causa de la irrupción del Imperio Otomano en el Mediterráneo Occidental —en 1554 se apoderó del Peñón de Vélez de la Gomera y en 1555 de Bugía—, ya que los turcos y sus aliados berberiscos podían recurrir a los moriscos en sus ataques. De hecho se sabe que los moriscos valencianos, como los granadinos, mantuvieron contactos con el sultán de Estambul y con el de Marruecos para formar una posible alianza contra Felipe II, en el trono desde la abdicación de su padre Carlos I en 1556.
A la preocupación de la corte por la amenaza morisca-turca, se sumó el auge del bandolerismo morisco y de la piratería berberisca, que contaba con las informaciones y el apoyo logístico de los moriscos para sus incursiones. Algunos de ellos las aprovechaban para huir con los piratas al norte de África, y en ocasiones para sumarse a ellos. Las autoridades tomaron medidas radicales para hacerles frente, como las que acordó el virrey que en 1560 prohibió la pesca a los moriscos, ya que eran sospechosos de colaborar con los piratas, y en 1563 decretó su desarme total, incautándose de 330 armas de fuego y cerca de 30 000 armas blancas —también se descubrió que los moriscos aragoneses fabricaban armas para sus correligionarios valencianos y que éstos ocultaron muchas de ellas antes de que pudieran ser requisadas—. También se fortificó fuertemente el litoral con el levantamiento de decenas atalayas y de torreones.
El momento de máxima tensión se alcanzó a raíz del estallido de la revuelta de las Alpujarras en 1568, aunque la temida conexión entre los moriscos del reino de Granada y los moriscos valencianos no llegó a producirse. Aplastada la revuelta en 1570, al año siguiente se producía la decisiva derrota del Imperio Otomano en la batalla de Lepanto, con lo que la situación se relajó un tanto, pero en la corte de Felipe II se planteó ya abiertamente la opción de la expulsión. De hecho se acordó en una reunión del Consejo de Estado celebrada en 1582 en Lisboa —dos años antes Felipe II había incorporado al reino de Portugal a la Monarquía Hispánica— pero se fue aplazando su aplicación y el problema pasaría al hijo de Felipe II y sucesor Felipe III.

## SigloXVIIy principios delXVIII: de la expulsión de los moriscos a la «Nueva Planta»

### Expulsión de los moriscos (1609)

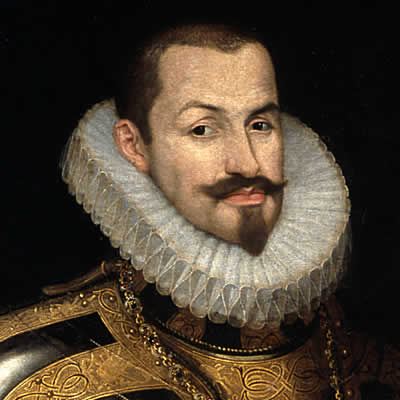
Francisco Gómez de Sandoval, marqués de Denia y duque de Lerma, valido de Felipe III de España

Una junta reunida en Madrid en octubre de 1607 acordó proseguir con la política de «instrucción» de los moriscos —uno de sus miembros afirmó: «pues se envían religiosos a la China, Japón y otras partes solo por celo de convertir almas, mucha más razón será que se envíen a Aragón y Valencia, donde los señores son causa de que los moriscos sean tan ruines por lo mucho que les favorecen y disimulan y se aprovechan de ellos»—, pero solo unos meses después, el 30 de enero de 1608, el Consejo de Estado resolvió lo contrario y propuso al rey Felipe III su expulsión sin explicar los motivos de su cambio de actitud. La clave, según varios historiadores, estuvo en el cambio de opinión del valido, Francisco Gómez de Sandoval, marqués de Denia y duque de Lerma, que arrastró a los demás miembros del Consejo y que se debió a que los señores de los moriscos, como él, iban a recibir «los bienes muebles y raíces de los mismos vasallos en recompensa de la pérdida que tendrán».
El 4 de abril de 1609 el Consejo de Estado decidió comenzar la expulsión de los moriscos por los del Reino de Valencia, pero el acuerdo no se hizo público inmediatamente para mantener en secreto los preparativos. Se ordenó concentrar las cincuenta galeras de Italia en Mallorca con unos cuatro mil soldados a bordo y se movilizó la caballería de Castilla para que vigilara la frontera con el reino. Al mismo tiempo, se encomendó a los galeones de la flota del Océano la vigilancia de las costas de África. Este despliegue no pasó desapercibido y alertó a los señores de moriscos valencianos que, inmediatamente, se reunieron con el virrey, quien les dijo que nada podía hacer. Entonces decidieron que dos miembros del estamento militar de las Cortes fueran a Madrid para pedir la revocación de la orden de expulsión.
En la corte expusieron la ruina que les amenazaba y dijeron que si la orden se mantenía «Su Majestad les señalase otro [reino] que pudiesen conquistar para vivir conforme a su condición con hacienda, o morir peleando, que era harto más honroso que no a manos de pobreza». Sin embargo, cuando conocieron las cláusulas del decreto que iba a publicarse abandonaron a los moriscos a su suerte, colocándose «al lado del Poder Real» y convirtiéndose en «sus auxiliares más eficaces», según un cronista de la época. La razón de este cambio de opinión, según reflejó el mismo autor, fue que en el decreto se establecía «que los bienes muebles que no pudiesen llevar consigo los moriscos, y todos los raíces, se aplicarían a su beneficio como indemnización». En efecto, como ha señalado Manuel Ardit, «para unos señores feudales endeudados, con sus señoríos secuestrados y en difícil situación económica, la solución era atractiva. Su actitud cambió repentinamente, convirtiéndose en entusiastas partidarios de la expulsión».

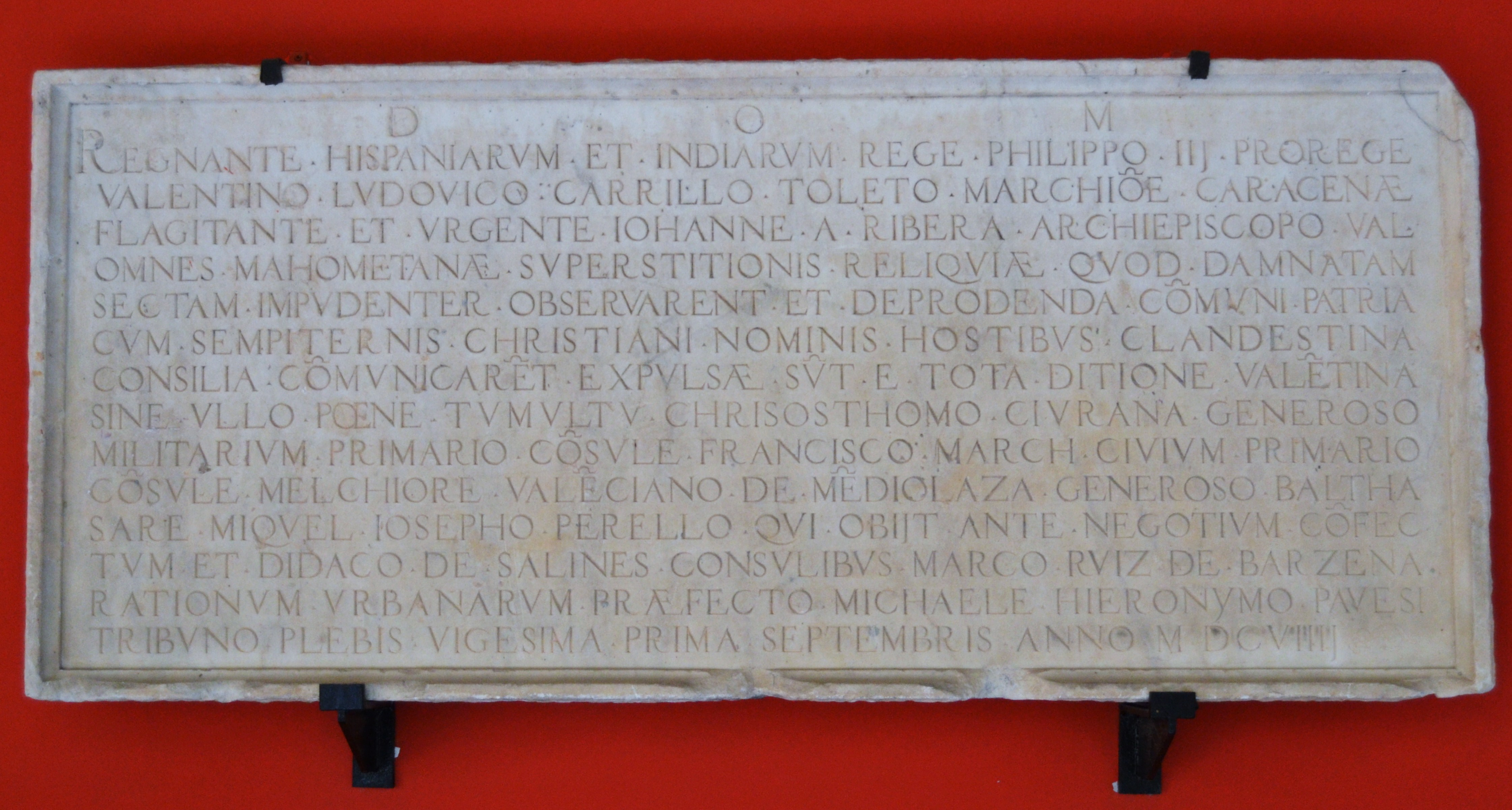
Lápida conmemorativa relativa a la expulsión de los moriscos. Museo San Pío V de Valencia

El decreto de expulsión con fecha de 4 de agosto de 1609, hecho público por el virrey de Valencia, Luis Carrillo de Toledo, marqués de Caracena, el 22 de septiembre de 1609, concedía un plazo de tres días para que todos los moriscos se dirigieran a los lugares que se les ordenase llevando consigo lo que pudieran de sus bienes, incluso moneda, y amenazaba con la pena de muerte a aquellos que escondieran o destruyeran el resto «por cuanto S.M. ha tenido por bien hacer merced de estas haciendas, raíces y muebles que no puedan llevar consigo, a los señores cuyos vasallos fueren». Como excepción se permitía quedarse a los moriscas casadas con cristianos viejos y que tuvieran hijos menores de seis años, «pero si el padre fuere morisco y ella cristiana vieja, él será expelido, y los hijos menores de seis años quedarán con las madres». También se estableció que «para que entiendan los moriscos que la intención de S.M. es echarlos sólo de sus reinos, y que no se les hace vejación en el viaje, y que se les pone en tierra en la costa de Berbería [...] que diez de los dichos moriscos que se embarcaren en el primer viaje vuelvan para que den noticia dello a los demás».
Hubo señores que se comportaron dignamente y llegaron incluso a acompañar a sus vasallos moriscos a los barcos, pero otros, como el conde de Cocentaina, se aprovecharon de la situación y les robaron todos sus bienes, incluso los de uso personal, ropas, joyas y vestidos. A las extorsiones de algunos señores se sumaron los asaltos por bandas de cristianos viejos que los insultaron, les robaron y en algunos casos los asesinaron en su viaje a los puertos de embarque. No hubo ninguna reacción de piedad hacia los moriscos como las que se produjeron en la Corona de Castilla. Así lo recogió el poeta Gaspar Aguilar, aunque exagera cuando menciona las «riquezas y tesoros», ya que la mayoría se vieron obligados a malvender los bienes que poseían y no se les permitió enajenar su ganado, su grano ni su aceite, que quedó en beneficio de los señores:

Un esquadrón de moras y de moros
va de todos oyendo mil ultrajes;
ellos con las riquezas y tesoros,
ellas con los adornos y los trajes.
Las viejas con tristezas y con lloros
van haciendo pucheros y visajes,
cargadas todas con alhajas viles,
de ollas, sartenes, cántaros, candiles.
Un viejo lleva un niño de la mano,
otro va al pecho de su madre cara,
 otro, fuerte varón como el Troyano,
 en llevar a su padre no repara.

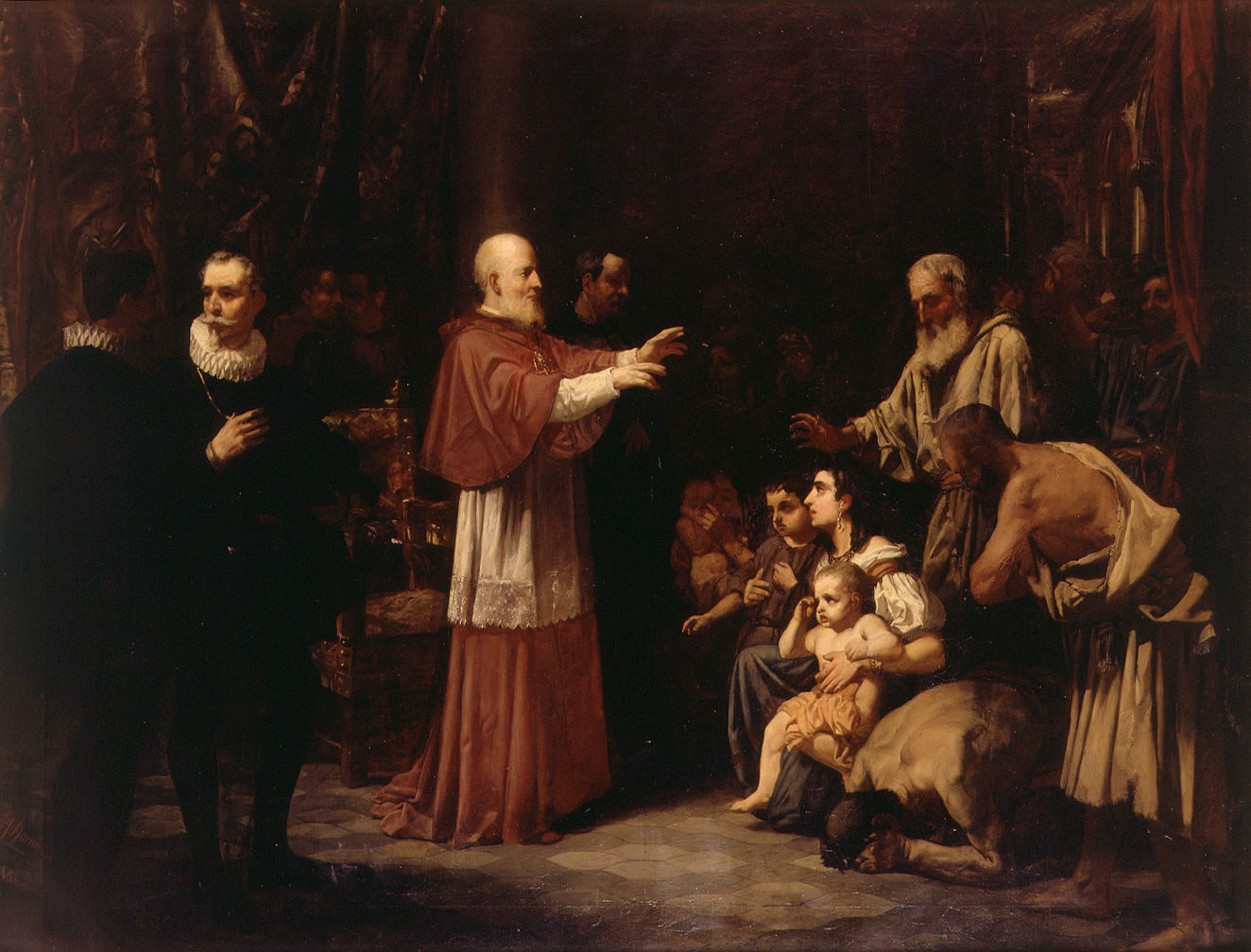
Cuadro de 1864 de Francisco Domingo Marqués que falsea la realidad de la expulsión de los moriscos para ensalzar la figura de Juan de Ribera, cuyo papel en la misma fue bien diferente, ya que «puso todo su empeño en que no quedase ni la menor semilla de la odiada secta [de Mahoma]».

Entre octubre de 1609 y enero de 1610 los moriscos fueron embarcados en las galeras reales y en buques particulares que tuvieron que costear los miembros más ricos de su comunidad. Del puerto de Alicante partieron unos 30 000; del de Denia, cerca de 50 000; del Grao de Valencia, unos 18 000; del de Vinaroz, más de 15 000; y del de Moncófar, cerca de 6000. En total fueron expulsados unos 120 000 moriscos, aunque en esta cifra se incluyen los que embarcaron con posterioridad a enero de 1610 y los que siguieron la vía terrestre por Francia. A estos habría que añadir unos 10 000 muertos y huidos durante las revueltas, con lo que «la cifra de 130 000 moriscos es una buena aproximación», ha señalado Manuel Ardit.
Las exacciones que padecieron, unidas a las noticias que llegaban del norte de Berbería de que allí no estaban siendo bien acogidos, provocó la rebelión de unos veinte mil moriscos de las comarcas de la Marina Alta que se concentraron en las montañas próximas a Callosa de Ensarriá, siendo duramente reprimidos por un tercio desembarcado en Denia, por las milicias locales y por voluntarios atraídos por el botín. Así describió el cronista Gaspar Escolano aquellos hechos:

En la sierra de Pop se hallaron gran cantidad de cuerpos muertos; los demás llegaron a tan increíble miseria que no sólo los padres por hambre daban sus hijos a los cristianos que conocían, más aún, los vendían a los soldados extranjeros por una cuaderna de pan y por un puñado de higos. Por los caminos los llevaban medio arrastrando a la embarcación y les quitaban los hijos y las mujeres, y aún la ropa que traían vestida; y llegaban tan desvalijados, que unos medio desnudos y otros desnudos del todo se arrojaban al mar por llegar a embarcarse...

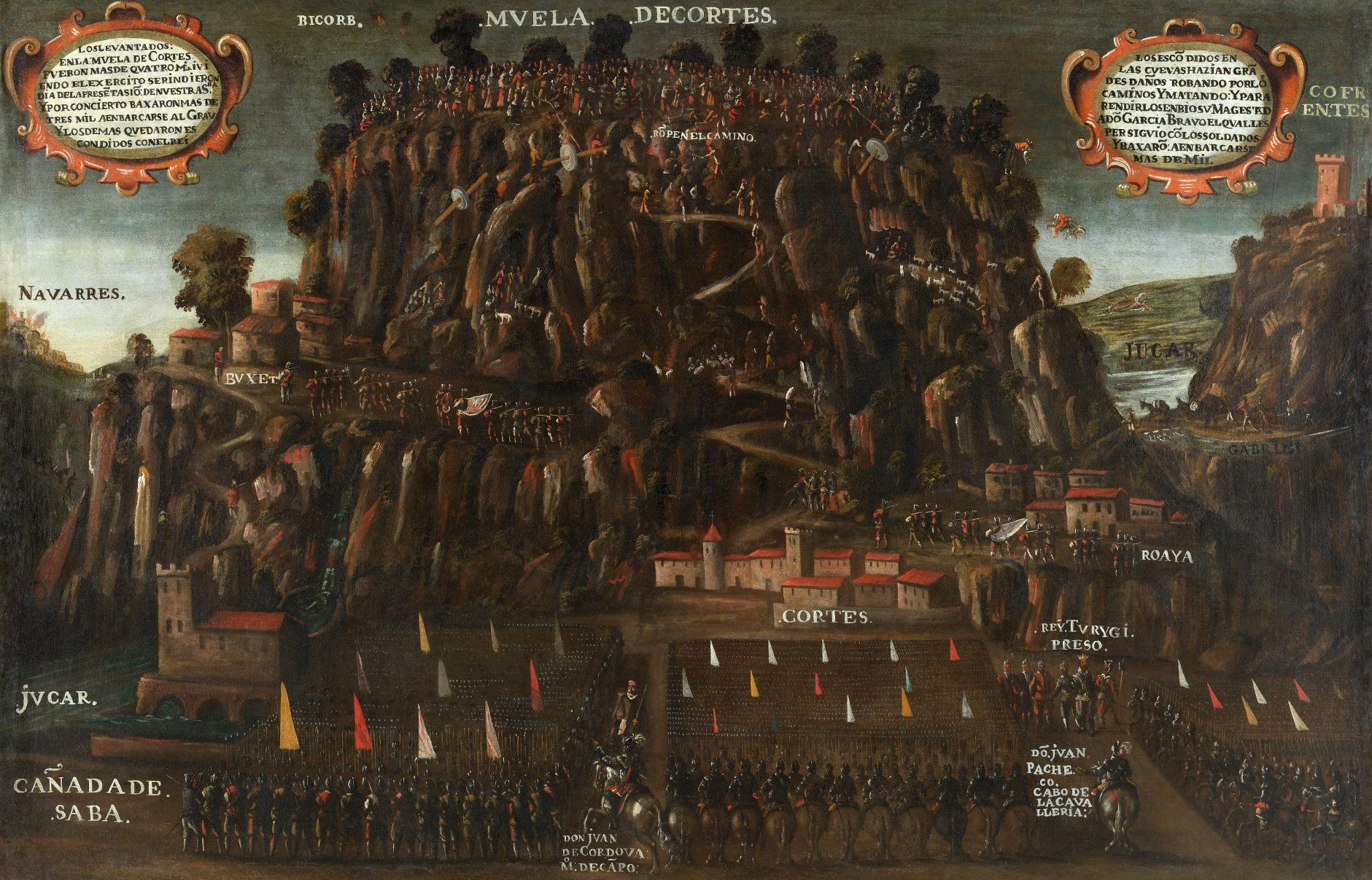
Cuadro de Vicente Mestre (1613) sobre la sublevación morisca de la Muela de Cortes

Varios miles de moriscos de la zona montañosa del interior de Valencia, junto a la frontera con Castilla, también se rebelaron y se hicieron fuertes en la muela de Cortes donde eligieron como jefe a un morisco rico de Catadau llamado Vicente Turixi. Pero fueron fácilmente derrotados por los tercios que habían llegado de Italia para asegurar la operación, aunque ya estaban siendo diezmados por el hambre y la sed. No se sabe cuántos moriscos murieron, y solo se conoce que los tres mil supervivientes fueron embarcados. Su cabecilla fue ejecutado en Valencia. Murió afirmando que era cristiano.
Para acabar con los moriscos rebeldes huidos el virrey publicó un bando en que ofrecía «a cualesquier personas que salieren en persecución de los dichos moros sesenta libras por cada uno que presentaren vivo y treinta por cada cabeza que entregaren de los que mataren.. Y si acaso las personas que los trajeren vivos quisieren más que sean sus esclavos, tenemos por bien dárselos por tales, y concederles facultad para que como tales esclavos los puedan luego herrar». «Desde una perspectiva moral la expulsión de los moriscos fue un acto de barbarie e intransigencia religiosa y política. Aproximadamente 112 000 personas fueron echadas de su país por la sencilla razón de que eran diferentes: hablaban otra lengua, tenían otras costumbres y adoraban al mismo Dios de forma distinta», concluye Manuel Ardit.

#### Consecuencias de la expulsión de los moriscos

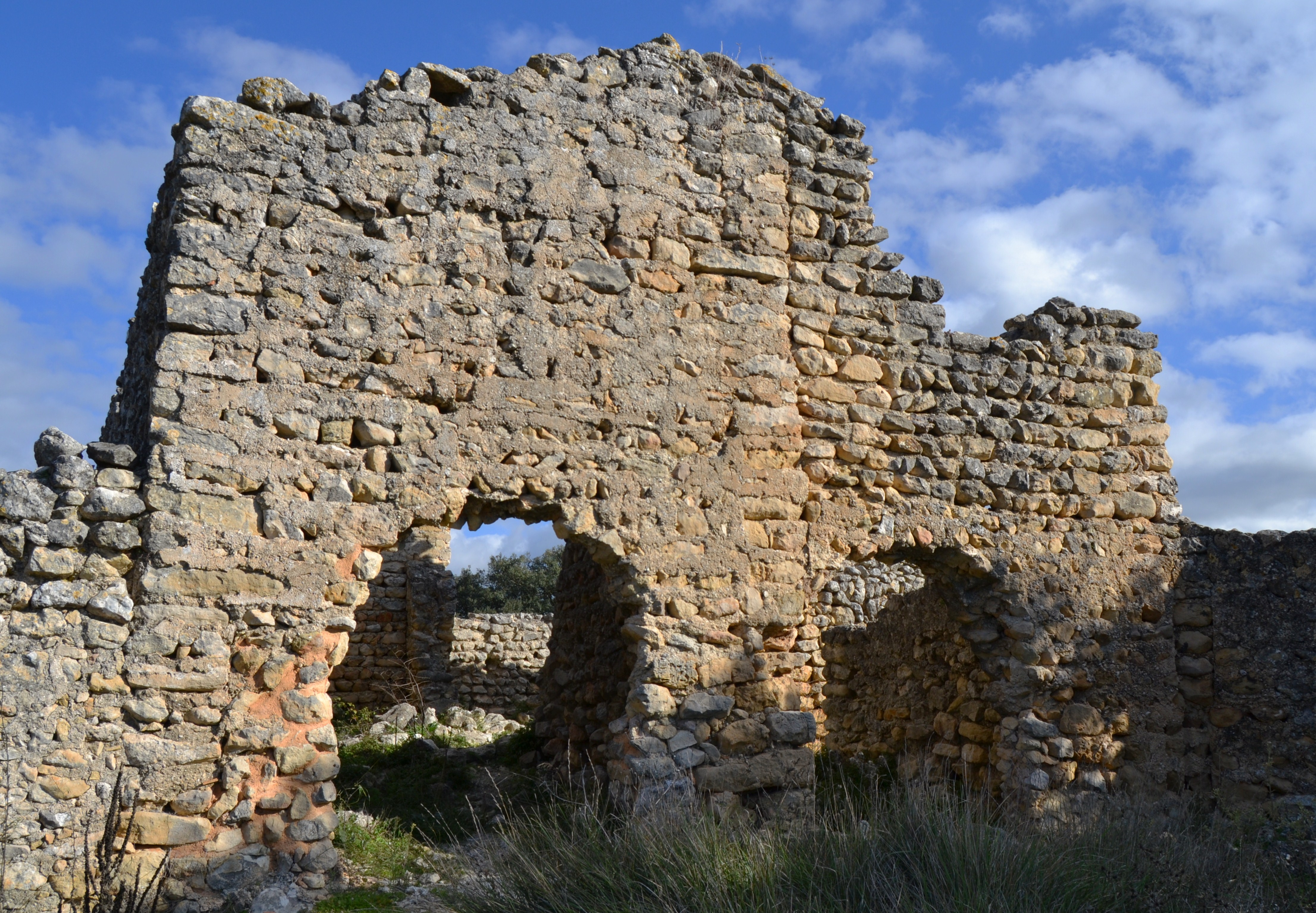
Despoblado morisco de L'Atzuvieta en Valle de Alcalá (Alicante).

Sin duda, el de Valencia fue el reino de la Monarquía Hispánica más perjudicado por la expulsión, ya que los moriscos suponían un tercio de su población que en 1609 rondaría los 350 000 habitantes. Como ha señalado Manuel Ardit, «la pérdida demográfica fue terrible y la repoblación tardó cerca de un siglo en llenar aquel vacío».
Los repobladores cristianos, que en su inmensa mayoría procedían del mismo reino de Valencia —menos del 10 % llegó de fuera, como los mallorquines que se asentaron en la comarca de la Marina Alta—, ocuparon las tierras mejores por lo que casi todas las aldeas de las zonas montañosas del interior quedaron desiertas —en 1638 de los 405 lugares de moriscos que había en 1609, 205 seguían sin estar habitados—. En 1645 las Cortes del Reino de Valencia suplicaban al rey Felipe IV

que en atención a que en el Reino de Valencia hay muchos millares de cahizadas de tierra muy buena que están yermas y sin cultivo y ni se arriendan ni se venden por temor a las muchas deudas y créditos que hay sobre ellas, sea servido mandar que los justicias de las ciudades y villas donde estén semejantes tierras hagan pregonar que dichas tierras se pongan en cultivo, y el beneficio que produzcan lo aprovechen los dueños y acreedores.

Las repercusiones en la agricultura fueron graves y la producción se recuperó lentamente. El cultivo de caña de azúcar sufrió un golpe durísimo y la cosecha de arroz disminuyó, lo que obligó a importar trigo de Castilla y de Cerdeña para paliar la escasez de cereales, aunque la producción sedera no se vio afectada y la producción de vino aumentó.
Para el pequeño labrador y para el artesano la expulsión de los moriscos supuso la desaparición de unos competidores, pero su pretensión de que se anularían las deudas contraídas con ellos —a quienes habían comprado productos agrícolas y ganado— se vio defraudada porque la Corona estableció que fueran pagadas a los señores de los moriscos en compensación por la pérdida de sus vasallos. En cambio, los intereses de las deudas contraídas por los moriscos, de las que deberían haber respondido los señores al haberse quedado con sus tierras, fueron rebajados al 5 %, con perjuicio de los prestamistas, en muchos casos burgueses y comunidades eclesiásticas. En 1613 la Taula de canvi de la ciudad de Valencia quebró, aunque se discute si como consecuencia directa de la expulsión.

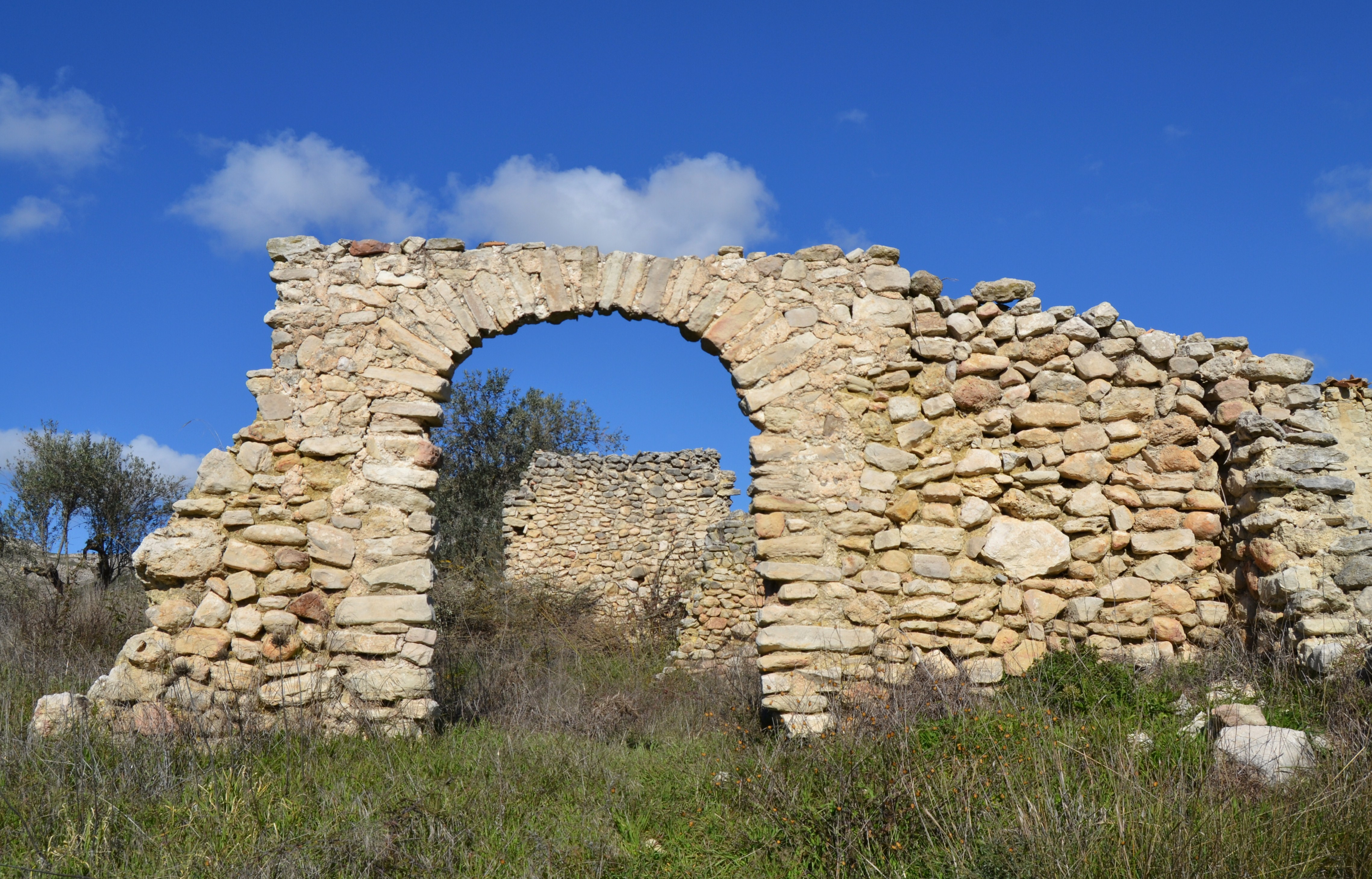
Despoblado morisco de La Roca en Valle de Alcalá (Alicante).

En principio los señores, tanto laicos como eclesiásticos, deberían haber sido los grandes perjudicados por la expulsión al perder los vasallos que cultivaban las tierras que estaban bajo su jurisdicción. Es el caso del ducado de Gandía, del que salieron 13 000 moriscos, pero este ya se encontraba en quiebra antes de la expulsión, pues el duque estaba tan endeudado que los ingresos tenían que dedicarse exclusivamente al pago de la deuda. Sin embargo, muchos no salieron tan mal parados porque se apropiaron de los alodios de los moriscos expulsados, vieron reducidos los intereses que debían pagar por sus deudas aduciendo la falta de vasallos —sendas pragmáticas de 1614 y 1622 los redujeron al 5 %—, y, al mismo tiempo, impusieron a los nuevos pobladores las mismas condiciones onerosas que tenían los moriscos —aunque en ocasiones tuvieron que suavizarlas para que las tierras no permanecieran improductivas—, lo que condujo a crecientes tensiones entre señores y campesinos que desembocaron en la Segunda Germanía de finales del siglo XVII. De todas formas, como ha señalado Manuel Ardit, «la nobleza valenciana continuó en serios apuros durante gran parte del siglo XVII», aunque «quien pagó los platos rotos fue la burguesía urbana» que vio menguar sus ingresos al reducirse al 5 % los intereses de los censales concertados con los señores en aplicación de las pragmáticas de 1614 y 1622.
En conclusión, según Antonio Domínguez Ortiz y Bernard Vincent,

la expulsión de 1609 fue para Valencia, si no una catástrofe, sí un contratiempo muy serio, aunque con grandes diferencias sectoriales. Salieron indemnes e incluso ganaron algunos grandes señores; mejoraron amplios núcleos campesinos. Sufrieron las consecuencias de la operación muchos señores medianos y pequeños y muchos rentistas, caballeros, eclesiásticos e instituciones que habían colocado su capital en censos. El conjunto del Reino se recuperó mediante acrecidas exportaciones de vinos y sedas que le permitieron drenar a su favor parte de la plata castellana. Sufrió a mediados de siglo las causas generales de la recesión que afectaron a toda España (guerra y pestes) y volvió a recuperarse a partir de 1660.

En 1850 el cronista e historiador Vicente Boix (1813-1880) describió así este episodio: «esta expulsión despobló el país, amenguó su agricultura, y le redujo a la impotencia».

### «Unión de Armas» y guerra de Cataluña (1625-1652)

#### Unión de Armas: lasCortesde 1626

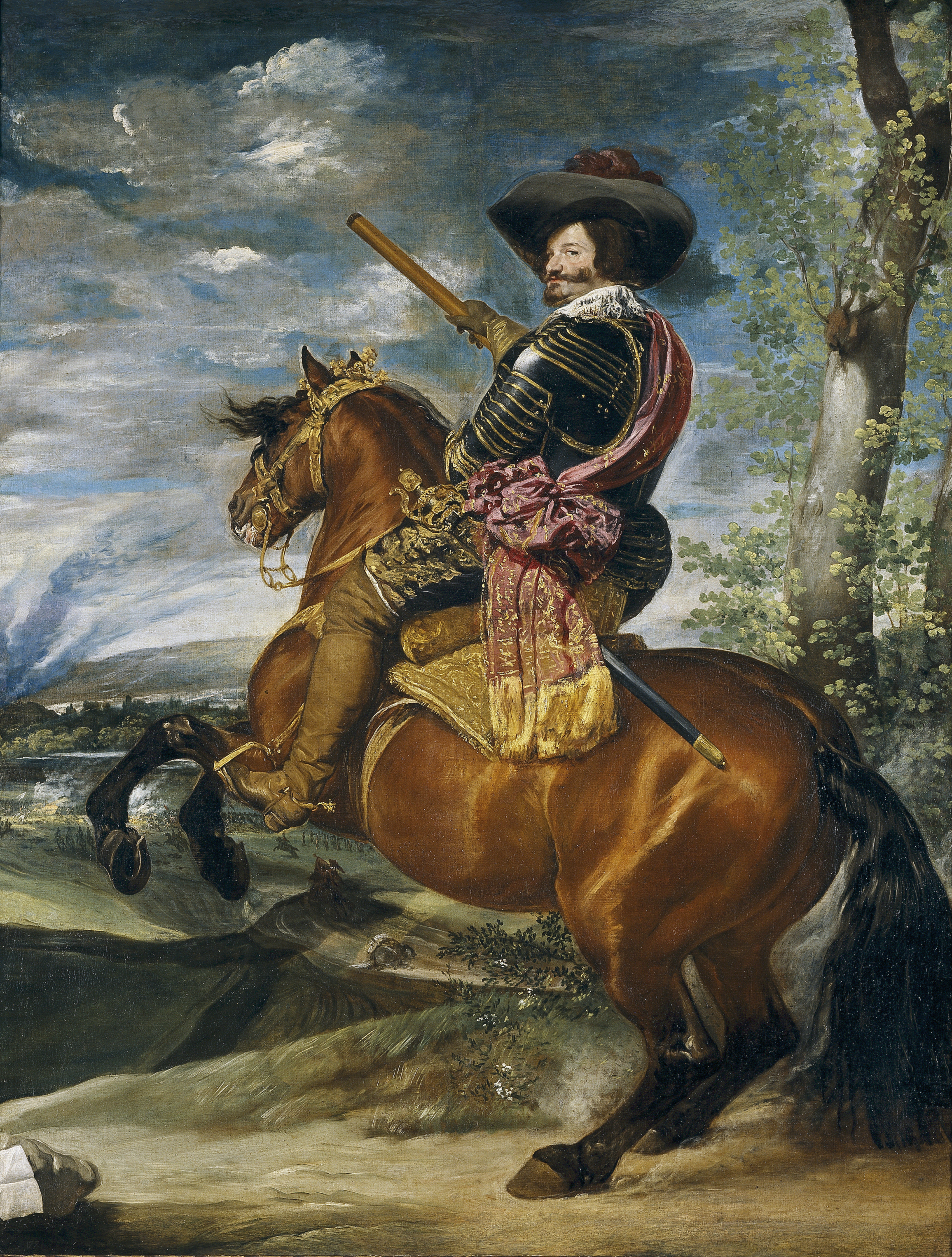
Retrato ecuestre del Conde-Duque de Olivares, de Diego Velázquez (c. 1636)

Ante la difícil situación que había heredado el nuevo rey Felipe IV como consecuencia de la depresión económica y del inicio en 1618 de la que sería conocida como la guerra de los Treinta Años, y que se complicó nada más acceder al trono, con solo dieciséis años de edad, con el final de la Tregua de los doce años en la guerra contra las autoproclamadas Provincias Unidas de los Países Bajos, su valido el Conde-Duque de Olivares le planteó modificar el modelo político de monarquía compuesta de los Austrias en el sentido de uniformizar las leyes e instituciones de sus reinos y conseguir de esta forma que la autoridad del rey saliera reforzada al alcanzar el mismo poder que tenía en la Corona de Castilla. La propuesta la plasmó en un memorial secreto preparado por él para Felipe IV, fechado el 25 de diciembre de 1624, cuyo párrafo clave decía:

Tenga Vuestra Majestad por el negocio más importante de su Monarquía, el hacerse Rey de España: quiero decir, Señor, que no se contente Vuestra Majestad con ser Rey de Portugal, de Aragón, de Valencia, Conde de Barcelona, sino que trabaje y piense, con consejo mudado y secreto, por reducir estas reinos de que se compone España al estilo y leyes de Castilla, sin ninguna diferencia..., que si Vuestra Majestad lo alcanza será el Príncipe más poderoso del mundo.

Sin embargo, Olivares era consciente de que la realización del proyecto expuesto en el memorial secreto requeriría tiempo por lo que presentó ante el Consejo de Estado uno menos ambicioso conocido como la «Unión de Armas», que suponía la creación de un ejército de reserva de 140 000 hombres reclutados y mantenidos por los diferentes reinos, estados y señoríos de la Monarquía Hispánica de acuerdo con su población y riqueza. Al reino de Valencia le corresponderían 6000 hombres, como al Reino de Sicilia y a las islas mediterráneas y del mar Océano, mientras que la Corona de Castilla y su Imperio de las Indias, tenía asignados 44 000; el Reino de Portugal, el Principado de Cataluña y el Reino de Nápoles, 16 000, cada uno; los Países Bajos, 12 000; el Reino de Aragón, 10 000; y el Ducado de Milán, 8000. Si era atacado cualquier territorio de la monarquía una séptima parte del contingente, unos 20 000 soldados de infantería y unos 4000 de caballería, había de destinarse a su defensa.
En la misma reunión del Consejo de Estado del 13 de noviembre de 1625 en que se aprobó la «Unión de Armas» se advirtió que, en lo que se refería a la Corona de Aragón, el proyecto podía violar los fueros de los tres estados que la componían (que, por ejemplo, prohibían que los hombres reclutados se desplegaran fuera de sus territorios) por lo que necesitaría la aprobación de las cortes de cada uno de ellos. Como Olivares necesitaba que se hiciera rápidamente, y para allanar el camino, solo dos días después envió a cuatro regentes del Consejo de Aragón para que explicaran el proyecto e intentaran persuadir a los estamentos y autoridades de cada uno de ellos de lo beneficioso del mismo (el cuarto regente se encargaría del reino de Mallorca, que no tenía cortes propias). Asimismo fijó la fecha de la reunión de las cortes respectivas para mediados de diciembre, proponiendo que se celebraran en una misma localidad a la que viajaría el rey desde Madrid, que asimismo aprovecharía la oportunidad para jurar sus leyes respectivas —tal como estas le obligaban para ser reconocido como su soberano—, lo que no había hecho desde que había accedido al trono en 1621 y había causado gran malestar en ellos. Prometió además que el rey realizaría una nueva visita más adelante de un año entero de duración.
Sin embargo, los informes que enviaron a Madrid los regentes fueron bastante desalentadores porque hablaban de los recelos y del poco entusiasmo, e incluso el rechazo, que había suscitado el proyecto —a pesar de que se habían empleado a fondo, como el regente Castellví quien, según un cronista, «superó a Demóstenes» en la defensa de la «Unión de Armas» ante el estamento nobiliario valenciano—. Por ejemplo, el párroco de la iglesia de San Martín de Valencia, mosén Pere Joan Porcar, escribió en su dietari, tras quejarse de que las Cortes se reunieran fuera del reino, que Olivares «pretén que totes les corones y regnes de Aragó han de ser conforme la de Castella, no obstant los furs y privilegis de dits Regnes» ['pretende que todas las coronas y reinos de Aragón tienen que ser conforme a la de Castilla, a pesar de los fueros y privilegios de esos reinos']. Así que se pospuso la reunión de las Cortes para mediados de enero, desechándose la idea de que se celebraran en una misma ciudad. Las de Aragón serían las primeras y se celebrarían en Barbastro el día 15, seguidas de las de Valencia, que se reunirían en Monzón (a pesar de ser una villa aragonesa) y las catalanas en Barcelona, a causa de las protestas que había suscitado que se hubiera elegido inicialmente Lérida.
Acompañados de un cortejo reducido, el rey y el conde-duque salieron de Madrid el 7 de enero de 1626 en dirección a Zaragoza (no volverían a la capital hasta el 14 de mayo, en un viaje que duró más tiempo de lo previsto). En Barbastro el rey expuso ante las Cortes de Aragón el proyecto de Unión de Armas y en Monzón, que se encontraba a pocos días de distancia, ante las de Valencia, y en ambas encontró una gran oposición encabezada por el estamento nobiliario. Las primeras en sucumbir a las presiones y a las amenazas fueron las de Valencia, pero la Corona tuvo que hacer una concesión que contradecía el sentido original del proyecto. No se acordaron los 6000 hombres pagados, —en el curso de la negociación se llegó a rebajar la cifra a 1666— sino el pago de un servicio de 1 080 000 libras, cantidad a pagar en quince años que se consideraba suficiente para mantener a 1000 voluntarios valencianos o de fuera del reino. Se aprobó el 21 de marzo —en esa misma fecha el rey partió para Barcelona para celebrar las Cortes Catalanas— y al día siguiente apareció en las murallas de Valencia un cartel en que aparecía el conde-duque rodeado de llamas que arrastraba con cuerdas al rey y a los tres estamentos. El rey le preguntaba: «¿Dónde lleváis a esta gente, Conde?». A lo que Olivares respondía: «Cuando sientan el fuego, ellos dirán dónde».
El hispanista británico John H. Elliott ha destacado que los valencianos contaban con un argumento de peso para rechazar por desorbitada la cifra de hombres que se les había asignado, teniendo en cuenta que solo quince años antes había perdido un tercio de su población. Proporcionar 6000 hombres pagados, «significaba en realidad la movilización de uno de cada once adultos... La mera imposibilidad de responder a una exigencia de recursos humanos de esa magnitud, sobre todo si había de ser permanente, constituiría sin duda alguna el arma más potente de la dispusieran las Cortes valencianas». Una valoración con la que coincide el también hispanista británico James Casey: «los 6000 milicianos asignados al Reino de Valencia, cuya población podía ser en torno a 300 000 individuos como mucho por aquellas fechas, suponía una tasa de conscripción mucho más alta a la aceptada por el propio gobierno, que calculaba que podía obtener uno o dos hombres por cada cien casas».
Por otro lado, Elliott también ha señalado que, a diferencia de lo sucedido en las Cortes Catalanas que ni siquiera llegaron a votar la propuesta y el rey abandonó precipitadamente Barcelona el 4 de mayo sin clausurarlas, las Cortes del Reino de Valencia no se opusieron frontalmente a la Unión de Armas y acabaron cediendo, aunque solo parcialmente —lo mismo que las Cortes del Reino de Aragón que la aprobaron, pero recortando la cifra de 10 000 hombres pagados a 2000 pagados durante quince años, o el equivalente de su mantenimiento en dinero—, porque «el reino de Valencia carecía de la cohesión, la fuerza y la confianza suficientes como organizar una resistencia fuerte en contra de las medidas políticas de las que tanto recelaban» y además llevaba tiempo expuesto «al corrosivo proceso de penetración lingüística y cultural de Castilla», mucho menor en el Principado de Cataluña. Otra razón, según Elliott, para que a la sociedad valenciana «tradicionalmente se la consideraba políticamente más dócil que los otros dos estados hermanos suyos, Aragón y Cataluña» era que «la junta permanente de sus estamentos, la Diputación, no había pasado en ningún momento de ser un organismo acumulador de rentas, sin convertirse nunca en una institución preocupada activamente por la defensa de la constitución contractual».
Por su parte Antoni Furió, que comparte la tesis de Elliott en señalar como un factor el «anquilosamiento administrativo de una Generalitat desprovista de competencias políticas», ha indicado que su mayor lealtad a la Corona se explicaría «tanto por la misma naturaleza del reino, que desde su creación había sido un espacio más favorable a la actuación de la monarquía, como por la creciente dependencia de la aristocracia y de los otros grupos privilegiados respecto del poder real». Recuerda el grave endeudamiento que padecían no solo la nobleza, sino también las ciudades y villas del reino. Como manifestó el mismo regente Castellví: «es tal el estado en que se hallan la ciudad de Valencia y demás ciudades, villas y lugares del reyno, que todas sin exceptar dos responden de cargos ordinarios, censos y gastos mucho más de lo que tienen en rentas». James Casey apunta una última razón del «poco entusiasmo de los valencianos por la Unión de de Armas»: el descontento provocado porque la defensa de la costa contra los continuos ataques de la piratería berberisca hubiera corrido a cargo del reino sin ninguna ayuda del gobierno de Madrid, «sens aver Rey que mire per semblants desastres» ['sin haber Rey que mire por semejantes desastes'], como escribió mossen Pere Joan Porcar en su dietari.

#### Guerra de Cataluña (1640-1659): lasCortesde 1645
Cuando en 1640 se inició la sublevación de Cataluña el reino de Valencia —como el reino de Aragón— se mantuvo leal a la monarquía, pero en el trascurso de la guerra se establecieron unas nuevas relaciones entre la Corona y las elites del reino que significaron un reforzamiento del autoritarismo regio, lo mismo que ocurrió en Aragón.
La contribución inicial del reino se limitó a la concesión de dinero, víveres y pertrechos militares, pero todo cambió cuando a principios de abril de 1642 llegó la noticia de que «lo enemich a ocupat y ocupa la frontera del present regne per la part del Principat de Cataluña ab intent de sitiar Tortosa, lo que si tingués efecte redundaria en notori perill del present regne» ['el enemigo ha ocupado y ocupa la frontera del presente reino por la parte del Principado de Cataluña con intento de sitiar Tortosa, lo que si tuviera efecto rendundaría en notorio peligro del presente reino']. La Junta d'Electes de los tres estamentos decidió enviar dos mil hombres movida por «la gran estimació que fa del títol que los particulars de aquell [regne] tenen adquirit de fidelíssims a son rey y señor natural y de zelosos de la conservació del dit regne» ['la gran estima que hace del título que los particulares de aquel [reino] tienen adquirido de fidelísimos a su rey y señor natural y de celosos de la conservación de dicho reino'], aunque el reclutamiento no se completó hasta la primavera del año siguiente. En 1644 se organizaron nuevas levas para Lérida y Tarragona, y se aprobaron nuevos servicios para mantener a la guarnición de Tortosa y de Rosas, y a finales de ese mismo año el rey consiguió que la Junta de Electes aceptara el alojamiento de las tropas del ejército real durante la primavera del 1645, para de ese modo aligerar la carga que hasta entonces había recaído fundamentalmente en el reino de Aragón, y además obtuvo la concesión de una nueva leva para las plazas de Tarragona, Tortosa y Rosas.
Entre 1643 y 1645 los Estaments aprobaron tres ayudas por un total de 68 000 libras, sin quedar supeditadas a la convocatoria de Cortes. Sin embargo, para asegurarse la continuidad de la colaboración del Reino de Valencia en la guerra de Cataluña el rey las reunió en Valencia en 1645. Aunque fueron especialmente breves debido a la urgencia de Felipe IV de obtener un nuevo y cuantioso servicio —se aprobó uno cercano a las 342 000 libras, a razón de 57 000 libras anuales—, se discutieron todos los problemas pendientes. Allí se acordó crear una Junta de Contrafurs, también denominada Junta d'Elets per a l'observança dels Furs, que se encargaría de atender las denuncias de las violaciones (contrafurs) de los Fueros de Valencia hasta la reunión de la próximas Corts —aunque nunca se llegaron a convocar, por lo que las de 1645 fueron las últimas de la época de los Austrias—, y una Junta del Servei, que se ocuparía de la leva de mil doscientos hombres durante seis años adscritos a la defensa de la frontera de Tortosa.
Como ha señalado Amparo Felipo, «durante el período comprendido entre la conclusión de las Corts de 1645 y el final de la guerra de Cataluña, el reino de Valencia vivirá unos años muy complicados, marcados por la frustración de buena parte de las esperanzas de los estaments, por las luchas oligárquicas [en la ciudad de Valencia] y por el agravio [greuge] que para la nobleza supuso la marginación del mando militar de las tropas que actuaban al servicio del Reino en su frontera». Hay que tener presente, advierte Felipo, que en las Corts quedó aplazada la aprobación de nuevos Furs a la espera de ser dictaminados, y que cuando se conocieron los dictámenes fueron rechazados por los estaments. Por eso cuando el rey pidió nuevas ayudas estos se negaron a conceder ningún servicio hasta que se atendieran sus peticiones, aunque finalmente aprobaron una leva «por la urgencia del tiempo» ante la posible caída de Tortosa en manos del ejército franco-catalán, lo que se produjo en julio de 1648.
La caída de Tortosa abrió el reino de Valencia a las incursiones de las fuerzas franco-catalanas que llegaron a sitiar la localidad de San Mateo en 1649, lo que encendió todas las alarmas, como manifestaron los estamentos: «Haverse.n entrat lo enemig en lo present Regne per lo Maestrat de Montesa, saquejant, cremant, assolant y destruint molts pobles y haver posat siti a la vila de San Matheu» ['Habiendo entrado el enemigo en el presente Reino por el Maestrazgo de Montesa, saqueando, quemando, asolando y destruyendo muchos pueblos y haber puesto sitio a la villa de San Mateu']. Se alzó una fuerza armada al mando del virrey de Valencia, el conde de Oropesa, que consiguió levantar el asedio de Sant Mateu y se ocupó en fortificar Traiguera, cerca de la frontera catalana, para evitar nuevas incursiones, y con el objetivo último de recuperar Tortosa, lo que se conseguiría en diciembre de 1650. Los estamentos valencianos le escribieron al rey manifestándole su «aplauso, contento y alegria» por «succés tan dichós en molt gran servey de sa Magestat» y destacando «haver cooperat en molta part de aquell la nació valenciana per lo gran número de soldats ab que ha coadjuvat empresa de tanta importáncia» ['haber cooperado en mucha parte de aquel la nación valenciana por el gran número de soldados con que ha coadyuvado (en) empresa de tanta importancia'].
Tras la capitulación de Barcelona en octubre de 1652 los estamentos se mostraron reticentes a seguir colaborando con la monarquía sin ninguna contrapartida. Sobre esto escribía el virrey que «la enfermedad de Cataluña los tiene achacosos, si no en el afecto, en la libertad de las proposiciones y se valen deste beneficio para pareçerles que no puede haver medios algunos que los encaminen a la obediencia debida y sólo han de obrar como quisieren». Sin embargo, los servicios en hombres y en dinero continuaron incluso después del final de la guerra con la firma en 1659 del Tratado de los Pirineos, requeridos para la campaña de Portugal en la que en junio de 1665 el ejército real fue derrotado en la batalla de Villaviciosa. Tres meses después moría Felipe IV, sucediéndole su hijo Carlos II, de sólo cuatro años de edad, y ocupando la regencia su madre Mariana de Austria —que sería la que reconocería la independencia del reino de Portugal en febrero de 1668—.

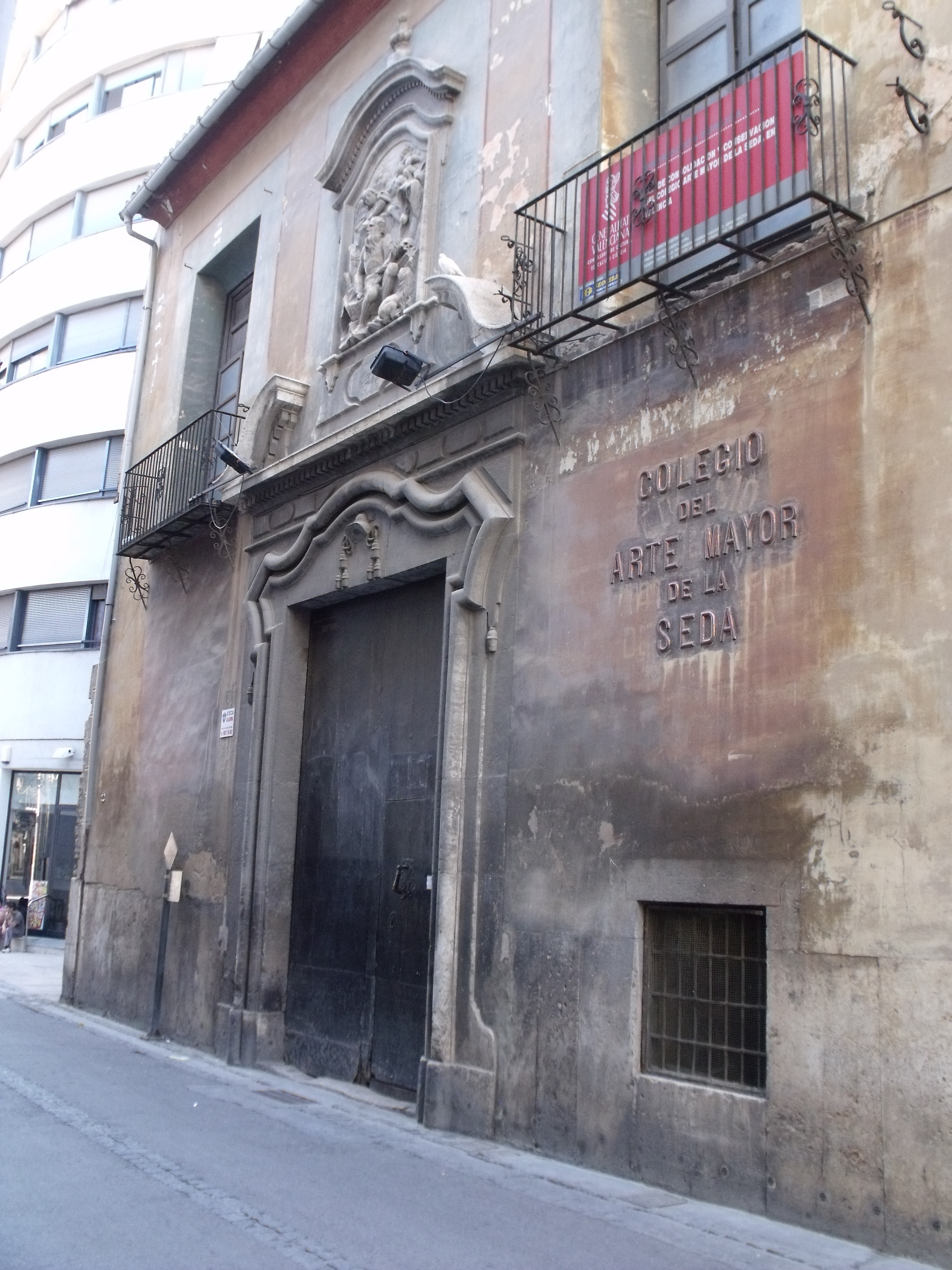
Fachada del Colegio del Arte Mayor de la Seda de Valencia, título concedido por Carlos II en 1686 a cambio de un donativo y en reconocimiento del notable crecimiento de la manufactura sedera, convertida en uno de los pilares fundamentales de la economía de la ciudad.

En su testamento Felipe IV le indicó a su hijo y a sus sucesores que «guarden y hagan guardar a todos mis reynos y a cada uno de ellos sus leyes, fueros y privilegios, y que no permitan que se haga novedad en el govierno de ellos... pues no averse guardado, resultaron los daños que se sabe...». Sin embargo, ni durante la regencia de Mariana de Austria (1665-1775), ni durante el reinado efectivo de Carlos II (1675-1700), se reunieron las Cortes para que el nuevo monarca jurara los Fueros y fuera reconocido como tal, a pesar de las insistentes peticiones de los Estaments. Juan José de Austria, hijo bastardo de Felipe IV y desde 1677 al frente del gobierno —entre 1669 y 1675 había sido virrey de Aragón y vicario general de la Corona de Aragón—, hizo que Carlos II, alcanzada la mayoría de edad (catorce años), viajara a Zaragoza para presidir las Cortes del Reino de Aragón en las que juró sus Fueros, pero cuando se dispuso a hacer lo mismo con el Principado de Cataluña y con el reino de Valencia —de hecho había encargado al jurista valenciano Lorenzo Mateu y Sanz que redactara un tratado sobre el modo de celebrar Cortes en Valencia, que se publicó en Madrid en 1677— se encontró con la oposición del Consejo de Aragón, que temía que los catalanes pudieran aprovechar la oportunidad para reclamar los derechos perdidos en 1652, y del Consejo de Castilla, que alegó que las Corts solo servían para favorecer a los reinos y disminuir la autoridad y la potestad regias.
En consecuencia, como ha señalado Carme Pérez Aparicio, «el reinado del último Austria estuvo marcado por un viejo contencioso como era el respeto y la defensa de los Fueros, violados en ocasiones por algunos virreyes y oficiales reales, dispuestos a poner fin al bandolerismo y a la delincuencia a cualquier precio», lo que no fue obstáculo para que la colaboración militar con la Monarquía continuara sobre todo para defender Cataluña sometida a frecuentes ataques del Reino de Francia, especialmente durante la guerra de los Nueve Años (1688-1697). Pero estas contribuciones militares valencianas «mantuvieron en todo momento el carácter de voluntarias, fueran solicitadas siempre respetando el procedimiento constitucional, es decir, los tres estamentos como representantes del Reino, y aceptadas o denegadas en función de distintas circunstancias y estrategias».

### «Segunda Germanía» (1693)
En julio de 1693 —en la última década del reinado de Carlos II— tuvo lugar una revuelta campesina que afectó sobre todo a las comarcas centrales del reino, y especialmente a la de La Marina (Alta y Baja), y que se ha denominado «Segunda Germanía» porque los rebeldes adoptaron el nombre de agermanats en recuerdo de las Germanías de principios del siglo XVI. Como ha señalado Antoni Furió, estuvo protagonizada «tanto [por] jornaleros miserables, exasperados por el hambre, como [por] labradores ricos, que se habían beneficiado del crecimiento económico y que consideraban ominosa y —cada vez más— ilegítima la dominación señorial. De hecho, la resistencia antifeudal [fue] organizada y dirigida por estos últimos, que la canalizaron a través de los tribunales de justicia, instruidos por los notarios, los abogados y los párrocos locales y confiados tanto en la razón de sus reivindicaciones como en la fuerza de los documentos escritos, donde supuestamente constaban los privilegios y libertades concedidos por los reyes medievales». «El régimen señorial se hacía pesado porque coartaba la libertad, porque frenaba la explotación de la tierra y porque era arbitrario en sus exigencias», añade James Casey. Por su parte Carme Pérez Aparicio ha destacado las coincidencias de la Segunda Germanía con la revuelta de los barretines que tuvo lugar pocos años antes en el Principado de Cataluña: las dos revueltas presentan «un común denominador, la fuerte presión fiscal que soportaban amplios sectores del campesinado y el rechazo hacia el régimen señorial» y además «sus dirigentes pertenecen a los grupos campesinos acomodados, desarrollan una estrategia bien estudiada y persiguen unos objetivos claramente definidos».
Antes de la Segunda Germanía de 1693 ya hubo varios motines campesinos, como el protagonizado en 1672 por los vasallos del Monasterio de Santa María de la Valldigna —en la comarca de Safor— o el de los vecinos de Pedreguer —en la comarca de la Marina Alta— once años después que reivindicaban la «franquicia» de su señor. En 1689 en Murviedro el notario Félix de Vilanova defendió que según los antiguos privilegios medievales los campesinos del lugar estaban exentos de pagar los derechos señoriales. Pero donde la conflictividad alcanzó los niveles más altos fue en las comarcas antiguamente habitadas por los moriscos —la Marina, el Condado de Cocentaina, Safor y la Valle de Albaida—, como lo prueban los numerosos pleitos judiciales que emprendieron sus habitantes contra sus señores. Precisamente el notario Félix de Vilanova, que había instigado la rebelión en el Campo de Murviedro, en los años siguientes se encuentra en la Marina donde vuelve a decirles a los campesinos «que él tenía o sabía de unos privilegios que los eximían de contribuir los derechos de los señores», propaganda antiseñorial que alertó al propio virrey, así como al duque de Gandía y a otros señores valencianos que se quejaron al Consejo de Aragón de las dificultades que encontraban para cobrar las rentas de sus campesinos. En este sentido, Carme Pérez Aparicio ha destacado que en esta ocasión los vasallos valencianos no se limitaron «a reclamar la supresión de los abusos y quizás pedir una rebaja de las prestaciones», como había sucedido en ocasiones anteriores, sino que «sorprendentemente, lo que plantearon fue, ni más ni menos, que la abolición del régimen señorial».
Tras fracasar en su intento de acabar con la protesta mediante el uso de la fuerza —el gobernador de Játiva había intentado detener a los jefes de la agitación, cuyo foco central se encontraba en Pedreguer, pero estos había conseguido huir—, el virrey convocó en Valencia a los representantes de los alrededor de treinta y cinco pueblos involucrados, integrados en unos quince señoríos. Como el 12 de febrero de 1693 la junta arbitral de Valencia nombrada por el virrey no aceptó sus reivindicaciones, alegando que no habían presentado ningún documento que las respaldara, decidieron entonces enviar un memorial al rey Carlos II en el que afirmaban que las particiones impuestas por los señores en las nuevas cartas pueblas eran ilícitas, ya que contravenían privilegios y exenciones establecidos en tiempos de la conquista por Jaime I, por lo que estaba justificado que no pagaran las rentas señoriales, y además manifestaban su deseo de pasar a ser pueblos de realengo bajo la autoridad directa del rey.
El memorial fue presentado por Francesc García, campesino acomodado de Ráfol de Almunia —uno de los líderes del movimiento junto con José Navarro, cirujano-barbero y propietario de tierras de Muro de Alcoy, Feliu Rubio y Bartomeu Pelegrí—, y en él se decía:

[Los señores] para llebar semejantes tributos y pechos, ni para su imposizión [sic], de ningún modo tienen ni pueden mostrar títulos ni conzesión de Vuestra Magestad... [Mientras que] los vasallos de aquel reino tienen y gozan todas sus tierras y heredades por justos y legítimos títulos confirmados y declarados por tales, por espeziales concesiones y privilegios de los señores reyes de Aragón don Jaime y don Pedro, su hijo, de los años de 1268, 1283 y 1363, en los quales no solamente se les declara por legítimas las posesiones y goze universal de todos los bienes, sino que se prohivió el que se les pudiese tributar ni pedir pecho alguno

Cuando llegó la época de la cosecha el conflicto estalló. En mayo los vasallos del conde de Carlet, en la comarca de la Ribera del Júcar, se negaron a pagar los censos por la cosecha de la hoja de morera y el virrey tuvo que enviar un escuadrón de cuarenta caballeros para sofocar a los rebeldes. El 27 de junio fueron doce campesinos de Ràfol de Almúnia los que declararon que no pagarían el censo al señor hasta que este «ensenyara títol, causa o imposició de sa Real Magestat» ['mostrara título, causa o concesión de su Real Majestad']. Su ejemplo se extendió a otras poblaciones. En el intervalo Francesc García se había paseado por La Marina a lomos de un caballo blanco prometiendo que sus reivindicaciones serían atendidas y que si el gobernador de Játiva, Ventura Ferrer, aparecía por allí y se atrevía a detener a alguien «le matarán, o a la menos, le atarán a un árbol», según comunicó el gobernador de Gandía.

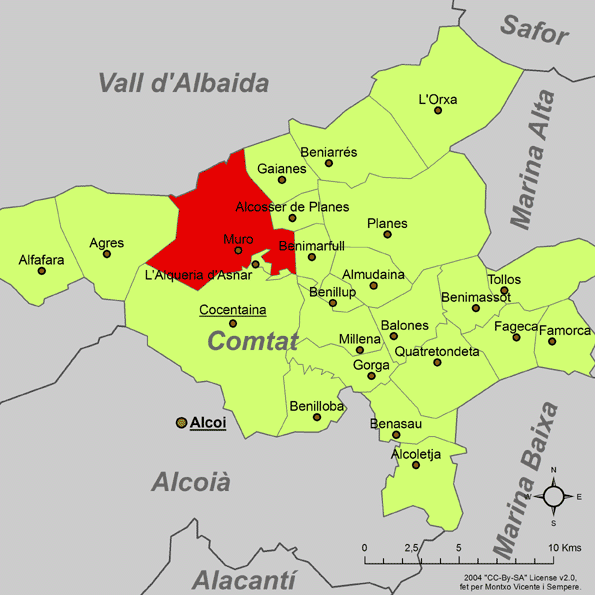
Mapa de la comarca del Condado de Cocentaina con la localización de Muro de Alcoy, donde se produjo la derrota de los agermanats

La chispa que encendió la rebelión fue la detención el 9 de julio de 1693 en la localidad de Villalonga de cuatro labradores que se negaron a entregar la parte de la cosecha que le correspondía al duque de Gandía como poseedor del dominio eminente de sus tierras. Rápidamente se formó un «ejército de agermanados», integrado por varios miles de campesinos de la comarca de Safor y de las vecinas del Condado y de La Marina, que se puso bajo la advocación de la Virgen del Remedio y de san Vicente Ferrer. Este ejército improvisado compuesto por unos 1500 hombres, mal armados y sin caballería ni artillería, se organizó en ocho batallones dirigidos por el barbero de Muro de Alcoy Josep Navarro, conocido como el «general de la Germandat del Regne» ['general de la Hermandad del Reino'].
El 10 de julio unos tres mil campesinos tomaban la ciudad de Gandía, acompañados de tambores y banderas, al grito de «¡Vivan los pobres!» y «Muera el mal gobierno», y liberaban sin violencia a los cuatro detenidos de la cárcel ducal. A continuación los agermanats se dirigieron hacia Valencia para «pedir justicia» al virrey, con la intención de pasar primero por Carlet, donde Francesc García decía guardaba los documentos que probaban que estaban exentos de pagar las cargas señoriales, pero tuvieron que retirarse hacia el Valle de Albaida al ver el camino cortado por las fuerzas que había movilizado el gobernador de Játiva, Ventura Ferrer, por orden del virrey, el Marqués de Castel-Rodrigo: cuatrocientos hombres a caballo, cuatrocientos infantes y dos piezas de artillería a los que se sumaron las milicias de Játiva, Algemesí y Carcagente, lo que totalizaba cerca de mil quinientos hombres. Ventura Ferrer había afirmado su voluntad de efectuar «algunas prisiones y asaltos hasta que se humillen y pidan misericordia con rendimiento».
El choque se produjo finalmente el 15 de julio por la tarde en Cela de Núñez, al lado de Muro de Alcoy, y acabó con la derrota y la desbandada general de los agermanats. Hubo doce muertos y otros tantos heridos, todos ellos del bando rebelde. En las semanas siguientes escuadrones de caballería recorrieron los pueblos conminando a sus habitantes a pagar los derechos señoriales, y el conato de insurrección que se produjo en el marquesado de Lombay cercano a la capital también fue aplastado. Sin embargo, durante el resto del verano continuaron siendo hostigados por pequeñas partidas de guerrilleros. James Casey ha destacado que la sublevación no fue sojuzgada por las huestes señoriales, como sucedió en las Germanías, sino por el ejército real, lo que constituye una prueba del cambio que se había producido en el terreno militar en los últimos ciento cincuenta años.
Inmediatamente se desató una dura represión especialmente contra los líderes de la revuelta. Joan Navarro, el «general de la Germandat del Regne», fue ejecutado el 29 de febrero de 1694, y otros veinticinco campesinos fueron condenados a galeras, aunque el principal dirigente «político» de la revuelta, Francesc García, no pudo ser capturado. Pero, como ha señalado Antoni Furió, «a pesar del fracaso inmediato de este acto de rebeldía instintiva, primitiva, el movimiento continuó vivo, canalizado nuevamente ante los tribunales o desbordado de nuevo de forma violenta, dentro del marco de la Guerra de Sucesión». «La guerra campesina que estalló en 1705 en apoyo de la casa de Austria no debía suspender a nadie», insiste James Casey.

### Insurrección y derrota de los austracistas (1705-1707)
La decisión de Carlos II, sin descendencia directa, de designar en su testamento como heredero al príncipe Felipe de Borbón, duque de Anjou y nieto de Luis XIV, en detrimento del otro candidato el archiduque Carlos de Austria, no fue recibida con gran entusiasmo en los estados de la Corona de Aragón, incluido el reino de Valencia, por el extendido sentimiento antifrancés que existía en ellos —debido, entre otros motivos, al recuerdo todavía muy vivo de las incursiones francesas en Cataluña durante la guerra de los nueve años (1688-1697)— y por el temor a que el nuevo monarca pusiera fin al pactismo aplicando el sistema absolutista y centralista impuesto por su abuelo en el Reino de Francia. Además se puso en cuestión la potestad del rey para designar heredero, defendiendo la fórmula del Compromiso de Caspe de 1412. Así, cuando se conoció la muerte de Carlos II, acaecida el 1 de noviembre de 1700, solo el reino de Valencia acató sin reservas la voluntad del rey, mientras que en el reino de Aragón se planteó convocar una Junta General de la Corona de Aragón a la manera del Compromiso de Caspe, y en el Principado de Cataluña se pidió la convocatoria de Cortes Generales de la Corona de Aragón, aunque finalmente en estos dos estados «se impuso el pragmatismo ante un hecho evidente: la amenaza del ejército francés situado cerca de la frontera», ha señalado Carme Pérez Aparicio. «En cualquier caso, las relaciones entre el nuevo rey y los reinos comenzaron con desconfianza mutua», añade esta historiadora.
En el verano de 1701 el nuevo rey Felipe V, de diecisiete años de edad, inició un viaje por las capitales de los estados de la Corona de Aragón. En Zaragoza juró sus Fueros, pero pospuso la celebración de Cortes, marchando a Barcelona donde sí estaban convocadas las Cortes catalanas, que comenzaron sus sesiones a partir del 12 de octubre de 1701 y ante las que Felipe V juró las Constituciones. Las del Reino de Valencia nunca se celebrarían ni Felipe V juraría los Fueros, frustrándose las expectativas que se habían despertado porque las últimas se habían reunido en 1645 y había muchos asuntos y greuges que estaban pendientes. La razón fue que en abril de 1702 Felipe V salió de Barcelona para ir a Italia —dejando encargada a su esposa, María Luisa Gabriela de Saboya, de presidir las Cortes de Aragón— para hacer frente a la Gran Alianza formada por los estados firmantes del Tratado de La Haya, encabezados por el Imperio Habsburgo, el Reino de Inglaterra y las Provincias Unidas de los Países Bajos, en favor de los derechos al trono español del Archiduque Carlos de Austria. Había comenzado la guerra de sucesión española.
En principio el reino de Valencia se mantuvo fiel a Felipe V y la ciudad de Valencia y la Generalidad armaron a su costa un tercio de 600 hombres que pusieron a disposición del rey, pero este los envió a Cádiz para defenderla de los ataques de la flota angloholandesa, dejando desguarnecido el reino, lo que facilitará el triunfo de la insurrección austracista de 1705. Las primeras manifestaciones de apoyo al Archiduque Carlos de Austria fueron detectadas incluso antes de que Felipe V llegara a la península. En enero de 1701 el virrey informaba de la existencia de «conversaciones desahogadas y juntas privadas en lo perteneciente a la sucesión de la Monarquía y a introducir las especies del Imperio». Entre los imperiales se encontraban miembros del bajo clero, secular y regular, temerosos del regalismo francés; de la baja nobleza, comprometida en la defensa de los Furs que creían amenazados; y de la burguesía y de los sectores sociales vinculados al comercio con Inglaterra y los Países Bajos o perjudicados por la competencia de los productos franceses. Todos ellos fueron alentados a defender los derechos del Archiduque Carlos por los agentes enviados por su padre, el emperador Leopoldo I, que recorrieron clandestinamente todos los territorios de la Monarquía con el fin de establecer contactos y preparar las rebeliones, así como por algunos miembros de la nobleza de la corte, entre los que destacó el conde de Cifuentes.

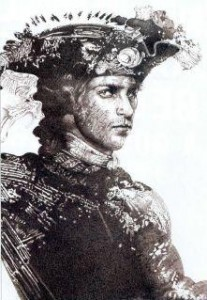
Juan Bautista Basset y Ramos, general austracista y líder de los maulets

En 1703 hizo acto de presencia por primera vez la flota angloholandesa en las costas valencianas al mando del almirante Schovell siendo recibida calurosamente en Altea. Al año siguiente se presentó de nuevo la flota que se dirigía a Barcelona para desembarcar tropas aliadas que apoyaran la insurrección austracista catalana, que finalmente no se produjo. Una de las misiones de la flota mandada por el almirante inglés George Rooke y por el príncipe de Hesse-Darmstadt era desembarcar en la comarca de la Marina agentes austracistas con la misión de contactar y organizar a los partidarios del Archiduque. En esta labor propagandística y de agitación destacó Juan Bautista Basset, un militar valenciano que había estado al servicio de Carlos II y del emperador austríaco, que supo aprovechar el malestar campesino de las comarcas centrales valencianas —que se había manifestado diez años antes en la Segunda Germanía de 1693— prometiendo el fin del pago de los odiados derechos señoriales si apoyaban la causa del Archiduque.
Otra de las promesas de Basset fue que algunas poblaciones dejaran de ser de señorío para pasar a ser villas de realengo bajo la jurisdicción directa del rey. Así Basset encabezó el sector más radical de los austracistas, cuyos miembros serían conocidos con el nombre de maulets. La mayoría de sus integrantes eran campesinos que anteponían a la causa dinástica la lucha antiseñorial —lo que provocaría que la mayor parte de la nobleza valenciana se alineara del lado borbónico, recibiendo el nombre de botiflers—. Por otro lado, los agentes austracistas llevaban una carta firmada por el Archiduque en la que exhortaba a los valencianos a luchar por «rescatar su patria de la servidumbre a que se ve reducida», pero en ella no se hacía referencia a ninguna promesa de exención del pago de los derechos señoriales.
Cuando en agosto de 1705 la flota anglo-holandesa se presentó por tercera vez ante las costas valencianas —se dirigía de nuevo a Barcelona con el propio Archiduque a bordo para encabezar la rebelión austracista que se había extendido en Cataluña en cumplimiento del Pacto de Génova y que en octubre acabaría triunfando— tropas aliadas desembarcaron en Altea el día 10, después de un intento fallido de tomar el puerto de Alicante, y dos días después los campesinos alzados en armas por Joan Baptista Basset tomaban Denia y proclamaban allí al archiduque Carlos como rey con el título de «Carlos III».
Ante las noticias que llegaban de la comarca de La Marina el virrey de Valencia el marqués de Villagarcía pidió a Felipe V el envío de tropas, pero este consideró prioritaria la defensa de Cataluña, donde se acababa de producir el desembarco aliado, y solo envió un pequeño regimiento integrado únicamente por catalanes al mando de Rafael Nebot. Un duro golpe para la causa felipista fue la toma de Tortosa a finales de septiembre por la flota aliada, lo que facilitó que surgiera un segundo foco austracista en el norte del reino, en Vinaroz, aunque el golpe definitivo fue que el regimiento de Nebot se uniera a las fuerzas comandadas por Basset. Así fueron ocupando sucesivamente Oliva, Gandía, Játiva y Alcira, lo que les dejó libre el camino hacia Valencia. Esta se rindió finalmente, sin apenas resistencia, el 16 de diciembre de 1705, no sin antes haber huido de ella las autoridades reales y los felipistas más destacados —dos meses antes Barcelona también había sido tomada por los austracistas—. Según la historiadora Carme Pérez Aparicio, la reacción de los habitantes de Valencia ante la llegada del ejército comandado por Basset y Nebot fue de «una alegría indescriptible. Desde que tuvieron noticias de la llegada de los austracistas el pueblo se amotinó y exigió la entrega de la ciudad. Compañías armadas de los gremios, que habían sido distribuidas por las murallas en previsión de posibles contingencias, no usaron las armas, ya que, según [el cronista felipista] Miñana, la mayor parte eran partidarios del archiduque y su intervención se limitó a aplaudir la entrada de Basset y de Nebot. [...] Los presos, entre los que había partidarios del archiduque, se amotinaron y fueron excarcelados, mientras se encendían hogueras durante toda la noche por la ciudad como señal de alegría».

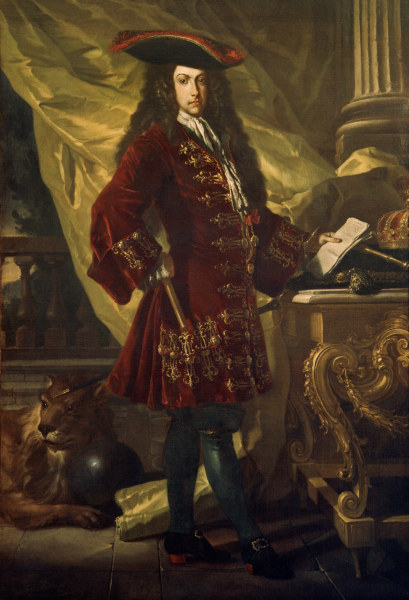
Carlos III de Habsburgo en 1707

La ciudad de Alicante cayó en manos austracistas unos meses después, el 7 de septiembre de 1706, por lo que al final de ese año todo el Reino de Valencia estaba en manos de los austracistas, a excepción de Peñíscola y la Hoya de Castalla. Sin embargo, pronto se produjo la división entre los partidarios valencianos del Archiduque a causa de la política «radical» de Basset y de sus seguidores —los maulets—. «Eximió a los vasallos del pago de los derechos señoriales, concedió amplias exenciones fiscales y persiguió a la nobleza felipista y a los comerciantes franceses, cuyos bienes fueron confiscados y vendidos», ha señalado Antoni Furió,, medidas que perjudicaban a la ciudad de Valencia, ya que una de sus fuentes de ingresos eran las tasas que se cobraban por las mercancías y los alimentos que se introducían en la ciudad, y a la nobleza que se había decantado por el bando austracista —una minoría de este estamento, ya que la mayor parte de los nobles, así como del alto clero, se había mantenido fiel a Felipe V—. El destino de Basset se selló cuando fracasó en el intento de poner fin al sitio borbónico saliendo de la ciudad al frente de un pequeño ejército para sorprender al enemigo en la localidad cercana de Burjassot.

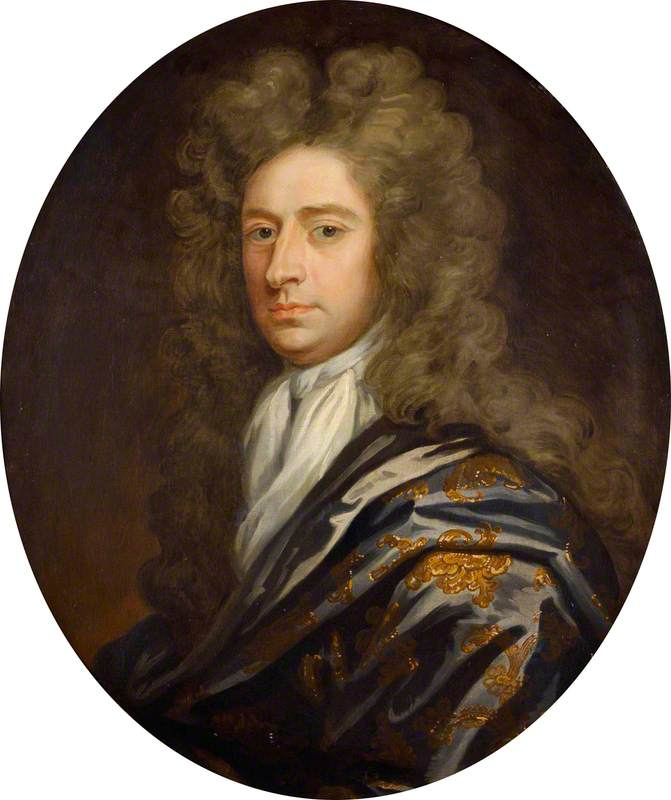
conde de Petersborough

Así, el 23 de enero de 1706 el Archiduque Carlos destituyó a Basset y nombró como virrey de Valencia a una persona más moderada, el conde de Cardona, quien dos semanas después, el 4 de febrero, entraba en Valencia acompañado de un ejército de 1800 hombres al mando de Lord Peterborough. Inmediatamente los presos felipistas fueron puestos en libertad —y autorizados a abandonar la ciudad—, fueron suspendidas las medidas de Basset en favor de las clases populares y se concedió una mayor participación a la nobleza en el gobierno del reino. Al mismo tiempo los colaboradores de Basset, todos ellos de extracción popular, fueron detenidos acusados de malversación de los fondos obtenidos en las subastas de los bienes confiscados a los comerciantes franceses y a la nobleza felipista, y finalmente el propio Basset también fue detenido a finales de junio de 1706, iniciando a partir de entonces un penoso peregrinaje por las prisiones de Játiva, Denia, Tortosa y Lérida. Cuando se conoció la detención de Basset hubo manifestaciones populares al grito de «¡Viva Basset, antes que Carlos III!».
La nueva política «moderada» del virrey Cardona fue ratificada por el propio Archiduque Carlos cuando llegó a Valencia el 30 de septiembre de 1706, después de haber conseguido poner de su lado a todos los estados de la Corona de Aragón y ocupado brevemente Madrid en julio. El 10 de octubre Carlos, aclamado por la multitud, juraba solemnemente en la catedral de Valencia los Fueros, siendo proclamado como rey con el nombre de Carlos III. El juramento dio lugar a «una gran fiesta de exaltación de la Casa de Austria: numerosas inscripciones, jeroglíficos laudatorios y pinturas que representaban la victoria de leones sobre gallos, en alusión a las casas de Austria y de Borbón, respectivamente, decoraban las calles».
Durante los cinco meses que residió en Valencia donde estableció su corte, el rey se ocupó del espinoso tema del pago de los derechos señoriales por los campesinos, acordando en una Junta celebrada el 29 de noviembre de 1706 que estos debían hacerlos efectivos, ya que las exenciones concedidas por Basset habían sido hechas «sin orden ni licencia de Su Magestad» y, además, contravenían lo que «disponen los mismos fueros del Reyno, cuya observancia desea Su Magestad zelar por haverlos así jurado». Sin embargo, no adoptó ningún tipo de represalia contra los campesinos que pretendían el mantenimiento de las promesas de Basset y que hasta entonces no habían pagado los derechos señoriales.

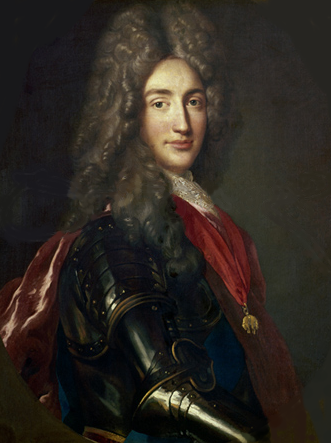
James Fitz-James, I duque de Berwick, hijo de Jacobo II de Inglaterra de la Casa de Estuardo

El 7 de marzo de 1707 el Archiduque Carlos, proclamado como rey como Carlos III, abandonó precipitadamente Valencia con toda su corte dirigiéndose a Barcelona, a causa del avance de las tropas borbónicas del duque de Berwick, que ya habían ocupado Caudete, Petrel, Elda, Novelda y Elche. Un cronista de la época justificó su marcha alegando «que era muy aventurado que esperase los variados y gravísimos acontecimientos de la guerra en una ciudad tan mal fortificada i tan próximos los enemigos... Además en la provincia de Valencia no tenía ciudades bien fortificadas como en Cataluña para oponerlas al enemigo». Por similares razones también abandonaron la ciudad todos «los Nobles de su partido» y el propio virrey, el conde de Cardona, que fue sustituido por el conde de la Corzana. Las súplicas del gobierno de la ciudad y de la Generalidad para que el rey permaneciera en Valencia no fueron escuchadas. En la partida de Carlos III también influyó el clima de descontento social que se vivía en Valencia a causa de la decisión de revocar las medidas antiseñoriales dictadas por Basset y de la detención de este. Esta desmotivación por la causa austracista entre los maulets y los campesinos también explicaría, entre otras razones, el rápido éxito de la ofensiva borbónica tras la batalla de Almansa.
El 25 de abril de 1707 tuvo lugar la decisiva batalla de Almansa, en la entrada natural a Valencia desde Castilla. La victoria correspondió al ejército borbónico del duque de Berwick que derrotó al ejército aliado al mando del conde de Galway y del márques de Minas. No intervinieron tropas valencianas y la clave de la victoria borbónica radicó en la superioridad de su caballería. El duque de Orleans, jefe supremo de las fuerzas borbónicas, llegó a Almansa al día siguiente del triunfo y envió a Claude d'Asfeld a conquistar Játiva, mientras que él y Berwick se dirigirían a Valencia por Requena.
La noticia de la derrota de Almansa causó una gran intranquilidad en Valencia sobre todo cuando se vio que las tropas austracistas que se batían en retirada no se detenían en la ciudad para defenderla sino que continuaban su marcha hacia Cataluña. El gobierno municipal envió una embajada a Alzira para suplicar a los generales austracistas que sus tropas permanecieran en Valencia dado que se encontraba en un peligro inminente, pero no consiguieron su propósito. La noticia de la toma de Requena por los borbónicos el 4 de mayo, desató el pánico en la ciudad y muchos austracistas embarcaron hacia Barcelona o hacia las Islas Baleares. El virrey también huyó instalándose en Sagunto.
El 6 de mayo las tropas borbónicas al mando del duque de Orleans y del duque de Berwick que se encontraban muy cerca de Valencia enviaron un emisario para exigir su rendición. Al día siguiente el Consejo General de la ciudad aprobó la entrega de la ciudad, ya que estaba «sens defensa, sens caps y sens virrey» [sin defensa, sin jefes y sin virrey] —el Jurat en Cap Melcior Gamir argumentó, según un cronista, «que aquellos infelices habitantes que tanto habían hecho por el príncipe estaban ahora expuestos a las armas de los vencedores sin tener aún siquiera quien pactase la paz conservando la vida de los vencidos aunque les entregase las demás a los vencedores»—. Al conocerse la decisión del Consell se desató un motín en la ciudad que pudo ser controlado y la situación se calmó cuando llegaron los términos de las capitulaciones firmadas por el duque de Orleans en las se garantizaba la amnistía general y se concedían a la ciudad todos los privilegios que había tenido antes de Felipe V. El 8 de mayo entraban en Valencia solo una parte de las tropas borbónicas, ya que el grueso de las mismas se decidió que permanecieran fuera de las murallas con el fin de evitar el saqueo y sobre todo el enfrentamiento con la población que estaba conmocionada.
El 12 de junio Játiva era saqueada, incendiada y arrasada por orden de D'Asfeld como castigo por la «grande obstinación y rebeldía» de sus habitantes —Játiva había resistido el asedio durante más de un mes— y para que sirviera de ejemplo para el resto de poblaciones que todavía no se habían rendido a los borbónicos —hasta el nombre de la ciudad, la segunda en importancia del reino, fue cambiado por el de San Felipe, en honor del rey borbónico—. El propio D'Asfeld narró así el asalto:

Entrándose espada en mano en la ciudad, y pasando a cuchillo a todos cuantos han hallado que la defendían, hasta en un convento y dos iglesias, experimentando todos el último precipicio de su bárbara resolución [de resistir].

La acción brutal sobre Játiva «generó aún más rechazo a los borbónicos entre los valencianos», por lo que la resistencia austracista aún se mantuvo durante algunos meses. En enero de 1708 caía Alcoy —donde fueron ejecutados centenares de presos—, en noviembre Denia —a donde el rey Carlos III había enviado a Basset después de indultarlo para que organizara su defensa— y en diciembre Alicante, aunque un contingente británico compuesto por 800 hombres aún resistió en el castillo de Santa Bárbara, bajo un duro asedio borbónico, hasta el 19 de abril de 1709. Aunque esto puso fin a la guerra en el reino de Valencia, las tropas borbónicas fueron hostigadas por partidas de migueletes austracistas que se mantuvieron activas hasta la caída de Barcelona en septiembre de 1714 —lo fueron especialmente a lo largo de 1710 cuando los éxitos del Archiduque en Aragón y su segunda entrada en Madrid, auguraban la posible reconquista del reino por los austracistas, lo que nunca sucedió—.

### Decreto de Nueva Planta (1707)
Cuando entró en la ciudad de Valencia el duque de Berwick el 11 de mayo de 1707 lanzó una primera advertencia de lo que podían esperar la ciudad y el Reino del nuevo poder borbónico:

Este Reyno ha sido rebelde a Su Magestad [Felipe V] y ha sido conquistado, haviendo cometido contra Su Magestad una grande alevosía, y assí no tiene más privilegios ni fueros que aquellos que su Magestad quisiere conceder en adelante.

La amenaza se concretó mes y medio después. El 29 de junio Felipe V firmaba en Madrid el Decreto de Nueva Planta por el que declaraba abolidos «todos los fueros, privilegios, prácticas y costumbres» de los reinos de Valencia y de Aragón, que también acababa de ser conquistado por las fuerzas borbónicas, «gobernándose» a partir de entonces «por las leyes de Castilla, tan loables y plausibles en todo el universo». La abolición se justificó en el decreto sobre la base de tres argumentos. El primero, la ruptura del juramento de fidelidad hecho al rey —«por la rebelión que cometieron, faltando enteramente al juramento de fidelidad que me hicieron como a su legítimo Rey y Señor»—; el segundo, el dominio absoluto del que gozaba el rey en todos los reinos y estados de su Monarquía —«y tocándome el dominio absoluto de los referido reinos de Aragón y Valencia... considerando también que uno de los principales atributos de la soberanía es la imposición, y derogación de las leyes, las cuales, con la variedad de los tiempos y mudanzas de costumbres podría yo alterar»—. Y el tercero el derecho de conquista que le permitía imponer su ley en los territorios vencidos —«del justo derecho de la conquista que de ellos han hecho últimamente mis armas con el motivo de su rebelión»—. Según algunos historiadores el primer y el tercer argumentos eran ciertos desde la óptica del bando borbónico —no así desde la del bando austracista—, pero el segundo era muy discutible, «ya que la Corona de Aragón, mediante el pactismo, mantenía cauces distintos de relación con la monarquía que condicionaban sobremanera la soberanía real». Lo que no suscita ninguna duda es que el decreto de Nueva Planta, como ha destacado Carme Pérez Aparicio, fue «el golpe de gracia para el Reino de Valencia».
La decisión había ido madurando en los meses anteriores cuando entre los consejeros de Felipe V, incluido su abuelo el rey de Francia Luis XIV, había ido prevaleciendo la idea de modificar la estructura política de la monarquía compuesta de los Austrias poniendo fin a los «privilegios» de los estados «rebeldes» de la Corona de Aragón, entre los que se encontraba el reino de Valencia, porque, como afirmó el embajador de Luis XIV, Michel-Jean Amelot, «por más afectos que sean al rey, siempre lo serán mucho más a su patria». El arzobispo de Zaragoza, Antonio Ibáñez de la Riva Herrera, había dicho en septiembre de 1706: «Podrá el rey establecer leyes justas y convenientes a su real servicio y al bien público, sin el estorbo de los fueros, de que han quedado despojados por su rebelión las ciudades y pueblos infieles».

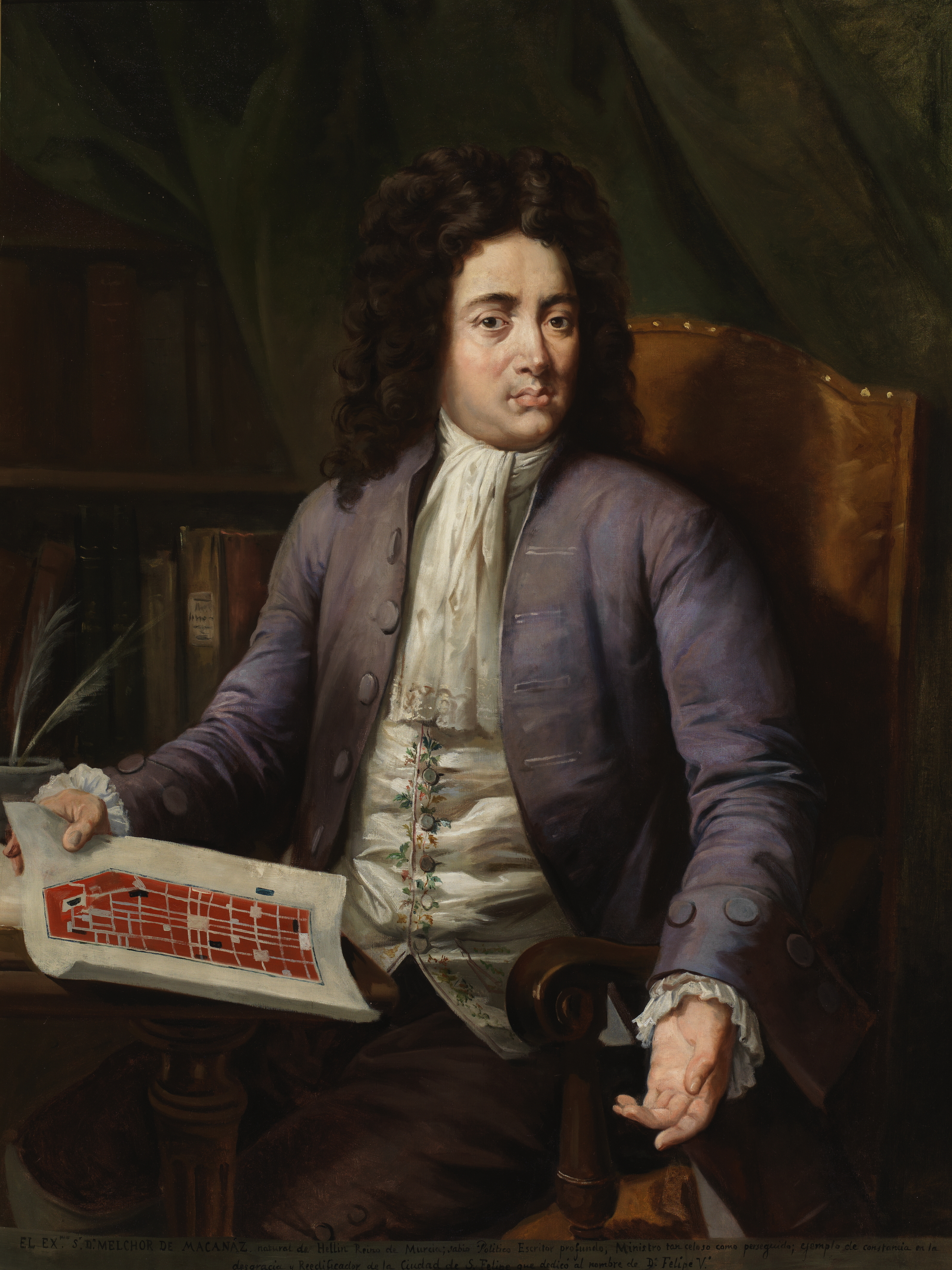
Melchor Rafael de Macanaz, al que se atribuye la redacción de Decreto de Nueva Planta de Aragón y de Valencia, aparece retratado con el plano de la Colonia de San Felipe que se tenía que edificar sobre la destruida Játiva

Uno de los principales defensores de la abolición fue Melchor de Macanaz que el 22 de mayo de 1707 presentó un informe al rey en el que retomaba el proyecto del Conde-Duque de Olivares de setenta y cinco años antes recomendando que Felipe V aprovechara la «occasione» para dejar de ser un «rey esclavo» de los fueros y se hiciera efectivamente «rey de España», como decía el Memorial secreto del Conde-Duque. Pocos días antes Luis XIV también había apoyado la abolición: «una de las primeras ventajas que el rey mi nieto obtendrá sin duda de su sumisión [de los estados de la Corona de Aragón] será la de establecer allí su autoridad de manera absoluta y aniquilar todos los privilegios que sirven de pretexto a estas provincias para ser exentas a la hora de contribuir a las necesidades del Estado», escribió. Tres semanas después de la promulgación del Decreto Luis XIV felicitaba a su nieto por haber implantado las leyes de Castilla en esos territorios.
La noticia de la aprobación del decreto llegó a la ciudad de Valencia a principios de julio de 1707 y la reacción fue unánime. Tanto austracistas como felipistas lo consideraron como una gran injusticia. Un cronista felipista, José Manuel Miñana, escribiría:

Fue hollada la antigua libertad valenciana y abolidos sus fueros (que le hacían semejante a una región independiente), y fueron en adelante los valencianos regidos por las leyes de Castilla, siendo inútiles sus clamores y reclamaciones... Entonces empezaron los valencianos a echar de menos la perdida libertad y sentir el peso del yugo de la servidumbre que en la actualidad les oprimía.

Muchos felipistas, cuya opinión compartían plenamente los austracistas, enviaron cartas al rey o al duque de Orleans y a otros personajes influyentes de la corte para que intercediera ante el monarca y restituyera los Furs, incluso los nuevos cargos nombrados por el propio Felipe V. Todos ellos argumentaban que había habido muchos valencianos que se habían mantenido fieles a la causa borbónica y que, por tanto, no era justo que se les castigara también a ellos «sin la culpa del delito» con la pérdida de los fueros. Un ejemplo de ello fue la carta que el 25 de julio de 1707 enviaron al rey los jurats, racional y síndic de la ciudad de Valencia —acabados de nombrar por Felipe V, y por tanto partidarios suyos— protestando por la abolición de los Fueros —carta que, por otro lado, sería uno de los últimos documentos oficiales redactados en la lengua propia de Valencia—:

«Que es representás a Sa Magestad el gran dolor que aflixia a sos bons vasalls que ho han estat quasi totes les persones més vesibles així de esta Ciutat com de les demés viles y llochs del Regne, de veure compresos baix la universalitat de dit decret, i maculats ab la nota de rebels quant per no encorrirla uns han abandonat ses cases y haziendes y altres que per justs impediments no les deixaren han patit presons, desterros, y altres considerables treballs que són ben públichs y así mateix de que la rahó y crim de infidelitaf que ha tots generalment se aplica... Que se implorás de la Real Cleméncia de Sa Magestat pregantli la revocació del dit decret per a el qual efecte escusant tots los gastos posibles se embiás persona a la Vila de Madrid que possada als peus de Sa Magestat en nom desta ciutat y Regne, Comunitats Eclesiástiques lo implorás. [...]»
Que se presentara a Su Majestad el gran dolor que afligía a sus buenos vasallos que lo han sido casi todas las personas más visibles así de esta Ciudad como de las demás villas y lugares del Reino, de ver comprendidos bajo la universalidad de dicho decreto, y mancillados con la nota de rebeldes cuando por no incurrir en ella unos han abandonado sus casas y haciendas y otros que por justos impedimentos no las dejaron han padecido prisiones, destierros y otros considerables trabajos que son bien conocidos y así mismo de que la razón y crimen de infidelidad que a todos en general se aplica... Que se implore de la Real Clemencia de Su Majestad rogándole la revocación del dicho decreto para cuyo efecto sin reparar en gastos se enviase una persona a la Villa de Madrid que puesta a los pies de su Majestad en nombre de esta ciudad y Reino y Comunidades Eclesiásticas lo implorase...

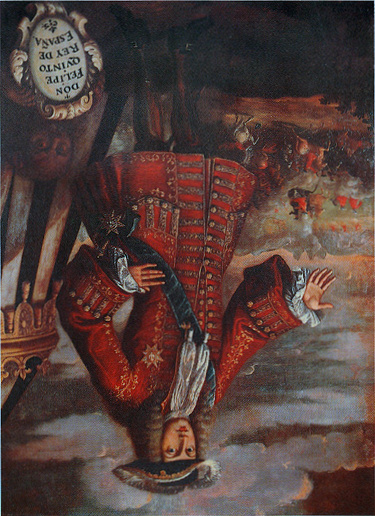
Retrato de Felipe V, cabeza abajo, tal como está expuesto en el Museo del Almudín de Játiva, como protesta por el incendio de la ciudad en mayo de 1707 en represalia por haber resistido al ejército borbónico al mando de D'Asfeld.

Felipe V no dio marcha atrás e incluso mandó detener y encarcelar a los dos cargos felipistas de la ciudad de Valencia que más habían destacado en las protestas y en el envío de memoriales y cartas a la corte, el jurat Lluís Blanquer y el advocat José Ortí y Moles. Y mientras tanto iban llegando a Valencia los funcionarios castellanos que iban a poner en marcha las instituciones de la «Nueva Planta». Pedro de Larreategui se hizo cargo de la nueva Chancillería —que más tarde sería reconvertida en Real Audiencia— en sustitución de la histórica Audiencia de Valencia, tras jurar guardar las leyes de Castilla. 
Otro castellano, Juan Pérez de la Puente, con el rango de superintendente, se hizo cargo de los impuestos y de la hacienda de la ciudad de Valencia, competencia que hasta entonces había correspondido a los jurats y al racional. A continuación el rey sustituyó a los jurats —cuatro ciutadans y dos cavallers— por treinta y dos regidores —24 nobles, 10 de ellos titulados y el resto caballeros, y solo 8 ciudadanos— nombrados por él y los puso bajo la autoridad del nuevo corregidor, el conde de Castellar, que sería sustituido por el gobernador castellano Antonio del Valle. Poco antes se había decretado que toda la documentación municipal se escribiera en español en los nuevos Libros Capitulares y Libros de Instrumentos, que sustituyeron al Manual de Consells y a los Qüerns de Provisions [sic].
El 17 de julio de 1707 Felipe V abolió el Consejo de Aragón, una prueba de lo que les esperaba a los otros dos territorios de la Corona de Aragón, el Principado de Cataluña y el reino de Mallorca, que seguían bajo la soberanía de «Carlos III». Cuando Felipe V los conquistó, abolió sus leyes e instituciones propias. El Decreto de Nueva Planta de Mallorca lo promulgó el 28 de noviembre de 1715 y el de Cataluña el 16 de enero de 1716, con los que, como ha señalado Carme Pérez Aparicio, «se cerraba el círculo absolutista y centralista sobre la antigua Corona de Aragón».

## Final: «De Reino a provincia»
Tras la promulgación del Decreto de Nueva Planta el reino de Valencia dejó de existir como entidad política diferenciada como les sucedió al resto de estados de la Corona de Aragón. Sus instituciones propias y sus Fueros fueron abolidos y se convirtió en una «provincia» del reino de España, regida por las leyes de Castilla. Se ponía fin así a la monarquía compuesta de los Austrias, nacida a finales del siglo XV de la unión dinástica de las Coronas de Castilla y de Aragón (por el matrimonio de sus respectivos monarcas), para dar paso a una monarquía centralista y uniformizadora —con la única excepción del reino de Navarra, del Señorío de Vizcaya y las provincias de Álava y Guipúzcoa, que, al haberse mantenido fieles a Felipe V, conservaron sus fueros e instituciones particulares—. El deán de Alicante, el austracista Manuel Martí, se lamentó así de la «destrucción de la patria»:

Tras haber sido arrancada mi familia de sus lares, sus bienes en parte sustraídos, en parte arruinados y (lo que es con mucho lo más triste) tras la destrucción de la patria... Nada más calamitoso puede acontecer a los hombres que sobrevivir a su patria. Aborrezco y detesto este desenfreno de las armas.

De la conversión del reino en una provincia —de la «destrucción de la patria», de la que se lamentaba el deán Martí— se derivaron otras dos consecuencias no menos importantes. La primera fue el establecimiento del absolutismo al desaparecer el freno que suponían para el poder del rey las instituciones del Reino de Valencia y la concepción pactista de las relaciones entre el soberano y sus vasallos, imponiéndose en su lugar una administración militarizada, de inspiración castellana —Capitán General, Audiencia, corregidores— y francesa —intendentes—, para controlar el reino que había sido «rebelde». Esta nueva administración también se extendió al ámbito local porque la «Nueva Planta» acabó con la autonomía que tenían los municipios del Reino de Valencia. «En el orden político, sus deliberaciones eran controladas por los corregidores, fuera en persona o representado por sus alcaldes mayores. Mientras que en materia económica y fiscal, perdidas sus competencias en el mundo del trabajo y del comercio, quedó relegado a la gestión de las rentas y los bienes propios, siempre también, sin embargo, bajo el control del corregidor», ha señalado Antoni Furió. Por su parte Enrique Giménez ha destacado que el resultado de estos cambios fue «un ayuntamiento oligárquico, cerrado a las fuerzas más dinámicas de la sociedad valenciana...».
La segunda consecuencia fue la aceleración del proceso de castellanización de sus habitantes y sobre todo de sus grupos dirigentes —que ya se había iniciado entre estos últimos en el siglo XVI— al dejar de ser su lengua propia la oficial de las instituciones. La castellanización también afectó a las clases populares, aunque en mucha menor medida, mediante el servicio militar impuesto por los Borbones con las levas y las quintas y la labor de la Iglesia que fue utilizando cada vez más el castellano en los sermones, especialmente en las festividades más importantes, y que desde mediados de siglo por orden del arzobispo Mayoral, utilizó el español para redactar toda la documentación eclesiástica, incluidos los libros parroquiales donde se transcribieron al español los nombres y los apellidos valencianos. Asimismo jugó un papel importante la enseñanza que se impartió en español, incluida la Universidad. El abate Miguel Antonio de la Gándara lo expresó así en 1759: «A la unidad de un rey son consiguientemente necesarias otras seis unidades: una moneda, una ley, una medida, una lengua y una religión».
El cambio institucional (y político) que supuso el paso «de Reino a provincia» se resume en el cuadro siguiente:
| VIRREY La más alta magistratura delegada de la Corona en el Reino (antiguo lloctinent general de Gobernación), una especie de alter ego del monarca (quien lo nombraba entre los miembros de la alta nobleza castellana). No cuenta con fuerza armada permanente propia y sus decisiones y las de sus oficiales pueden ser revocadas en Cortes si contravienen los Fueros. Desde 1645, mientras no están reunidas las Corts, la Junta de Contrafurs podía decidir la constitución de una embajada que acudía a la Corte en Madrid para presentar directamente al rey los posibles contrafurs de sus oficiales en el Reino, del que el virrey era su más alta autoridad. Preside nominalmente la Audiencia. | CAPITÁN GENERAL Máxima autoridad civil, militar y judicial en representación del rey, ostenta además el título de Gobernador. Sus atribuciones eran mucho mayores que las del antiguo virrey y su poder también, pues contaba con una fuerza armada permanente y sus decisiones no se podían recurrir ante el rey ni ante las Cortes de Castilla. Sin embargo, debía ejercer teóricamente el gobierno del Reino conjuntamente y de acuerdo con la Audiencia, de la que era presidente, formando así el REAL ACUERDO. Para este cargo los reyes siempre nombraron a militares del más alto escalafón, por lo que lo ejercieron, además de los miembros de los linajes nobiliarios castellanos más importantes, personas de origen italiano, flamenco o francés. |
| AUDIENCIA Organismo colegiado con la doble función de asesorar al virrey (presidente nominal de la misma) en el gobierno del reino y actuar como instancia judicial suprema en nombre del rey. Estaba integrada exclusivamente por juristas del Reino. Tenía dos salas civiles y una de lo criminal. | AUDIENCIA Organismo colegiado cuya función era atender el gobierno (formando el REAL ACUERDO junto con el capitán general, que la presidía) e impartir justicia como su más alto tribunal (sin la participación del capitán general), siendo en este caso el regente su primer magistrado. Estaba integrada por ocho oidores o jueces civiles, cuatro alcaldes del crimen o jueces de la sala de lo criminal y dos fiscales (uno civil y otro criminal). Sus miembros siempre fueron mayoritariamente castellanos y las relaciones con el capitán general estuvieron llenas de fricciones. |
| BATLE GENERAL, MESTRE RACIONAL El batle general tenía a su cargo la administración del Real Patrimonio (de los bienes, derechos y regalías de dominio y titularidad real: aduanas, peatges, gabela de la sal...) y de él dependían los batles locales. Existían dos, uno por cada governació: la de Valencia y la de Orihuela. El mestre racional era el encargado de fiscalizar las cuentas que le presentaba el batle general y remitirlas al rey. Ambos, juntos con otros oficiales reales, formaban la Junta Patrimonial. | INTENDENTE Cargo de origen francés, al principio su función se reducía a todo lo relacionado con el abastecimiento del Ejército, pero pronto fue el responsable de la recaudación de los impuestos para la Hacienda real (especialmente el equivalente) y de la administración del Real Patrimonio (junto con el contador general que asumió la funciones del antiguo mestre racional). Además velaba por la «policía» del territorio (fomento de la riqueza rural y manufacturera, elaboración de estadísticas y cartografía, etc.) sin olvidar sus funciones militares originarias, que incluían también el reclutamiento de la tropa y el cuidado de los acuartelamientos. |
| GOBERNACIÓN Cada uno de los dos territorios en que ejercían su jurisdicción, respetivamente, el portantveus de General Governador de la ciutat e regne de València (desde la frontera de Cataluña hasta Jijona) y el portantveus de General Governador de la ciutat d'Oriola y regne de València d'enllà Xixona (desde Jijona hasta la frontera con Murcia). Sin embargo, el portantveus de València tenía preeminencia sobre el de Orihuela y, además, contaba con dos lloctinents de distrito que se encargaban del territorio dellà Uxò, es decir, el comprendido entre la frontera con Cataluña y el río Uxó (con residencia en Castellón de la Plana) y del territorio dellà Xúquer, es decir, el comprendido entre el río Júcar y Jijona (con residencia en Játiva). Ambos portantveus y los lloctinents debían ser naturales del reino y estaban subordinados al virrey. Sus atribuciones eran gubernativas y sobre todo judiciales, aunque nuca tuvieron autoridad sobre el batle general. Tenían también la facultad, en caso de necesidad, de armar y dirigir ejércitos y poder sancionar a los que no participaran en ellos. | CORREGIMIENTO Cada uno de los once distritos (Morella, Peníscola, Castellón, Valencia, Alzira, Játiva —"San Felipe"—, Onteniente, Alcoy, Jijona, Alicante y Orihuela) más los de Denia (señorial) y los Montesa y Cofrentes (dependientes de la Orden de Montesa, en que quedó dividido el antiguo reino de Valencia, al frente de los cuales se situaba un corregidor que tenía atribuciones gubernativas, judiciales y militares, bajo la autoridad suprema del Capitán General (del Real Acuerdo). La figura del corregidor procedía de Castilla, pero en Valencia los Borbones prefirieron nombrar a militares de alta graduación (coroneles, brigadieres, mariscales de campo y tenientes generales) en lugar de letrados o caballeros, por lo que su mandato no estaba limitado a tres años y sus comportamientos gozaron de cierta impunidad. El corregidor de la ciudad de Valencia durante la mayor parte del siglo XVIII fue el intendente (se separaron ambos cargos en 1770, pero volvieron a unirse en 1797). |
| CORTES Asamblea representativa de los tres estamento del Reino (eclesiástico, militar o nobiliario, y real) junto con el rey. Sus acuerdos legislativos constituyen los Fueros y en ellas se resuelvan las posbles reclamaciones de contrafur o se atienden los greuges antes de proceder a la votación del servei o donatiu. Las últimas convocadas fueron las de 1645. Después de esa fecha la Monarquía obtenía los serveis (en dinero y en hombres para el Ejército) a través de la Junta d'Electes. | Abolidas Únicamente los representantes de la ciudad de Valencia se integraron en las Cortes de Castilla. Estas solo se reunieron cinco veces (y sólo las ciudades reales) casi exclusivamente para jurar al heredero a la Corona (1709, 1712, 1724, 1760 y 1789). |
| GENERALITAT (o DIPUTACIÓ DEL GENERAL) Comisión delegada de les Corts (permanente desde 1418) integrada por dos diputados por cada braç (que se renuevan cada tres años) y encargada de administrar el impuesto aprobado en Corts denominado generalitats. A diferencia de Cataluña, sus funciones de representación permanente del Reino fueron disminuyendo hasta que pasaron de hecho a la Junta d'Electes dels Estaments (o Junta de Contrafurs) JUNTA DE CONTRAFURS (o D'ELECTES DELS ESTAMENTS). En la reunió de Corts de 1645 se decidió formar una junta permanente de los estamentos (integrada por seis electes por cada braç, más tres síndics) para poder presentar contrafurs al rey mientras no estaban reunidas las Corts. | Abolidos |
| CIUDAD DE VALENCIA: CONSELL SECRET (JURATS, RACIONAL, SÍNDIC), CONSELL GENERAL, JUSTÍCIES. El Consell Secret era el órgano directivo de la ciudad, y en el cual el Consell General había delegado la mayoría de sus funciones. Estaba integrado por los jurats (que eran el órgano ejecutivo supremo de gobierno y que estaba compuesto por cuatro prohoms o ciutadans y dos cavallers i generosos, elegidos por un año por el método de la insaculación, bajo el estricto control de la monarquía que era quien establecía las listas de los que podían ser sorteados); el racional (un ciutadà, que ya había sido jurat, designado por el rey por un periodo de tres años entre tres candidatos extraídos por el método de la insaculación, y que era el encargado de las finanzas municipales); el síndic (designado por el Consell General ostentaba la representación o procuración ciudadana ante otras instancias de poder); cuatro advocats de la ciudad y el escrivà de la Sala (cargos vitalicios con voz, pero sin voto en el Consell Secret). El Consell General era el órgano consultivo y deliberativo de los jurats y sus miembros eran designados por un año por aquel (formaban parte del Consell los consellers de ciutadans de parròquies, cuatro por cada una de las doce parroquias de la ciudad, y los conseller d'oficis, dos por cada gremio de la ciudad, que hacia 1650 treinta y nueve los registrados). De los temas judiciales se encargaban el justicia criminal y el justicia civil (eran elegidos por un año por el método de la insaculación de las "bolsas" de ciutadans y de cavallers alternativamente). De la vigilancia de los mercados se encargaba el mostaçaf (elegido de la misma forma que los justícias) | CORREGIDOR, ALCALDE MAYOR, REGIDORES El corregidor, nombrado por el rey actuaba como máxima autoridad local en los municipios cabeza de corregimiento. Los alcaldes mayores, también nombrados por el rey, entre profesionales del derecho (o por su señor respectivo en los lugares de señorío), eran la máxima autoridad gubernativa y judicial en los municipios que no eran cabeza de corregimiento (en éstos también existían, donde actuaban como jueces —civiles y criminales— y como asesores jurídicos del corregidor, especialmente cuando éste era un militar, además de encargarse de la gestión administrativa y económica). El número de regidores variaba según el tamaño del municipio (en la ciudad de Valencia eran veinticuatro) y predominaban los nobles (en la ciudad de Valencia dieciséis) sobre los ciudadanos (en la ciudad de Valencia ocho). Eran designados por el rey (en los municipios menores por la Audiencia, y en los de señorío por su señor respectivo), con carácter vitalicio o hereditario, y sus atribuciones estaban subordinadas a las del corregidor y a la del los alcaldes mayores. |

## Debate historiográfico sobre la bandera del reino de Valencia
Existe un consenso bastante amplio entre los historiadores en considerar que la señera coronada (cuatribarrada con franja azul sobre la que se sitúa la corona) no fue la bandera del reino de Valencia, sino exclusivamente la de su capital, la ciudad de Valencia, aunque, como han señalado Ferran Esquilache y Vicent Baydal, «un sector de los autores que han tratado el tema, de tendencia blavera, ha intentado demostrar que esta bandera privativa de la ciudad era la bandera de todo el reino de Valencia, argumentando que era una especie de ciudad-estado medieval, justificándose en la notable influencia de la ciudad en los asuntos del reino, hipótesis esta que no apoya ningún historiador del período».

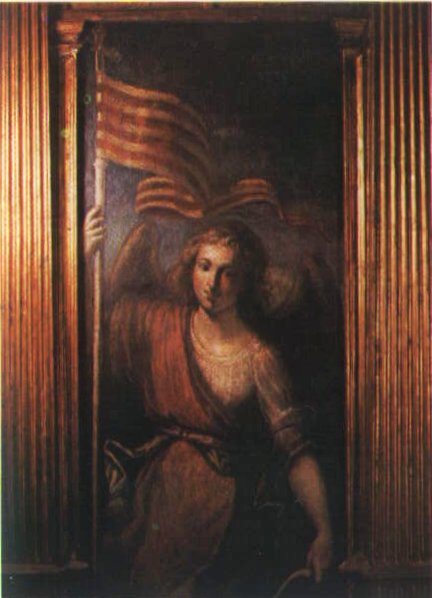
Ángel Custodio que porta la bandera cuatribarrada. Emblema del estamento real de las Cortes que aparece en el retablo de la capilla del Palacio de la Generalidad, obra de Juan Sariñena (1607)

El debate en la actualidad se ha centrado sobre si se puede considerar la bandera del rey como la bandera del reino. Así lo asegura Pedro María Orts en repetidas ocasiones en su libro Història de la Senyera del País Valencà, publicado en 1979. En la introducción escribe: «el estandarte que lleva el Santo Ángel en las pinturas del Palau de la Generalitat es la auténtica y genuina señera de todo el País Valenciano... No hay posibilidad de dudas, ni tampoco de dualismos o dicotomías, un solo símbolo para todos: cuatro palos de gules en campo de oro. [...] Es decir, señera idéntica a la izada el 28 de septiembre de 1238 en la entonces denominada Torre de Alí Bufat [en señal de rendición de los musulmanes de la ciudad de Valencia ante las huestes de Jaime I]».
Ferran Esquilache y Vicent Baydal han rechazado la identificación de la señera del rey con la del reino con el argumento de que «en la edad media, los territorios (reinos, condados o principados) no tenían banderas propias, pues eran señales personales de los reyes», por lo que concluyen que la «Señera Real» (de los cuatro bastones de gules sobre campo de oro) «era el señal privativo del rey, y no del reino». Según Esquilache y Baydal, la Señera Real que aparece en las pinturas del Palau de la Generalitat representa «únicamente al braç real o popular, y no a todo el reino como argumentan los autores catalanistas, ya que el general del reino está representado en las Corts por el conjunto de los tres estamentos y no únicamente por el realengo. La única representación que conocemos que englobaba al general del reino era el emblema conjunto de los tres estamentos, la Virgen para el estamento eclesiástico, San Jorge para el estamento nobiliario y el Ángel Custodio con el escudo cuatribarrado del rey para el estamento real... Ningún investigador o historiador ha demostrado hasta ahora que alguna bandera representase a todo el conjunto del reino como cuerpo político».
Sin embargo, Pau Viciano ha vuelto a insistir en que la «bandera de las cuatro barras... ha identificado históricamente al reino [de Valencia]».